# 立教大学の人物一覧
立教大学の人物一覧（りっきょうだいがくのじんぶついちらん）は、立教大学に関係する人物の一覧記事。

## 創成期、前身校の関係者
- タウンゼント・ハリス - 初代米国総領事、日米修好通商条約を締結した米国全権代表、米国聖公会の学校開設と聖公会長崎私塾（立教大学の源流）創設を支援した主導者
- ウィリアム・ブーン - 米国聖公会初代海外伝道主教、日本へのミッション開設の先導者
- 岡部駿河守長常 - 江戸幕府の幕臣、第113代長崎奉行、外国奉行、神奈川奉行、軍艦奉行、長崎海軍伝習所総監、聖公会長崎私塾の開設を要請して認可、シュミットの医学塾を認可、長崎英語伝習所の創設者、外国語教育と西洋医学の普及に尽力
- サミュエル・ウィリアムズ - ペリー艦隊（黒船来航時）の首席通訳官、サイルとともに長崎に訪日し、米国聖公会へ日本宣教を勧告し、ミッションの開設に繋げた立役者
- ジョージ・スミス - ビクトリア主教（香港の聖公会主教）、セント・ポールズ・カレッジ (香港)（英語版）第2代校長、英国聖公会会堂の創設資金提供者、チャニング・ウィリアムズの支援者
- エドワード・サイル - 米国聖公会宣教師、米国聖公会の学校開設の端緒を開き、聖公会長崎私塾の開設に道筋をつけ、立教学校創設に関与した功労者
- ジョン・ウォルシュ - 初代米国長崎領事、ハリスとともに聖公会長崎私塾の創設を支援、ウォルシュ兄弟の2番目の弟
- チャニング・ウィリアムズ - 日本聖公会初代主教、立教学校創設者、立教女学校創設者、英学講義所（英和学舎の前身）創設者、聖公会神学院創設者、英国聖公会会堂初代チャプレン、コロンビア大学神学博士
- ジョン・リギンズ - ウィリアムズとともにプロテスタント最初の宣教師、日本の英語教育の先駆者、嚆矢となる英学会話書を出版、現行のローマ字綴りを生んだ開拓者、聖公会長崎私塾創設者
- エドワード・ビカステス - 英国国教会第2代日本主教、3つのミッション（SPG、CMS、米国聖公会）の統一を主導し日本聖公会の組織成立を実現した指導者、日本聖公会の地方部制の確立者、香蘭女学校創設者、聖アンデレ伝道団と聖ヒルダ伝道団の創設者
- トーマス・グラバー - 英国聖公会会堂管理人、出島・英和学校支援者、日本の近代化の立役者、坂本龍馬の亀山社中や薩長と取引を行った商人、長州五傑の英国渡航と薩摩藩遣英使節団の支援者、麒麟麦酒（現・キリンホールディングス）の創建者
- グイド・フルベッキ - ウィリアムズの盟友、英国聖公会会堂第2代チャプレン、岩倉使節団結成の草案者、早稲田大学建学の祖
- ハインリッヒ・シュミット - 近代日本布教史における最初の宣教医、長崎に聖公会初の診療所と医学塾を創設
- アーサー・モリス - 米国聖公会宣教師、聖テモテ学校（英和学舎）初代校長、東京・三一神学校（後の聖公会神学院）教授、立教大学校教授
- ジョン・ラウダー - 長崎英国領事、通訳官、大蔵省法律顧問、薩長の支援者、英国聖公会会堂教会員、高杉晋作と伊藤博文の英語教師、「日英会話書」を出版した英語教育者、妻はS・R・ブラウンの娘ジュリア、聖公会信徒
- アーネスト・サトウ - 駐日英国公使、外交官・通訳として薩摩藩や長州藩、幕府や新政府との交渉に尽力した日本の近代化の立役者、欧州における日本学の先駆者、立教大学の父兄（武田栄太郎の父）、聖公会信徒
- アレクサンダー・クロフト・ショー - 英国聖公会宣布協会（SPG）宣教師、英国公使館牧師、聖教社（立教学校の姉妹校、聖公会神学院の前身の一つ）創設者、聖アンデレ教会創設者、慶應義塾教授、福澤諭吉家の家庭教師、尾崎行雄（憲政の神様）の師、軽井沢の父
- ジョン・パイパー - 英国聖公会宣教協会（CMS）宣教師、聖保羅教会（セントポール教会）創設者、明教学校創設者、聖書翻訳者
- 横山錦柵 - 立教学校教授、旧東京大学教授、日本人初のプロテスタント聖職者及び聖公会初の日本人聖職者、ヴァージニア神学校（英語版）で学んだ初のアジア人、明治前期に商人録を出版した起業家、米国聖公会伝道協会の新島襄
- ジェームズ・ガーディナー - 立教学校校長、立教大学校校長、立教築地キャンパス設計者、建築家
- ジョサイア・コンドル - 英国の建築家、聖三一大聖堂（立教教会）の内部装飾設計者、ジェームズ・ガーディナーやアーネスト・サトウの親友、香蘭女学校、立教女学校、聖アンデレ教会、横浜山手聖公会聖堂など聖公会関連の建物を多く手掛けた
- 久米邦武 - 立教学校教授、歴史学、古文書学の創始者、大隈重信の盟友、岩倉使節団の一員、米欧回覧実記編著者
- 木村駿吉 - 立教学校教頭、海軍大学校教授、日本海軍軍属（無線通信技師）、第一高等中学校（現・東京大学）教授、第二高等学校（現・東北大学）教授、木村芥舟の三男、日露戦争でバルチック艦隊発見を通報した三六式無線機の開発者
- 市岡太次郎 - 立教学校教授、海軍大学校教授、日本海軍技師、化学者、写真家、無煙火薬及び写真乾板国産化の貢献者、秘密特許第1号の無煙火薬製造法の発明者
- テオドシウス・ティング - 立教学校校長・総理、立教専修学校・東京英語専修学校校長、聖テモテ学校を再興し英和学舎を創設、聖バルナバ病院の建設監督者、米国式カレッジ・立教大学校の創設立役者
- ヘンリー・ラニング - 米国聖公会宣教医、聖バルナバ病院創設者、英和学舎教授、ティングとともに英和学舎の創設に携わる
- 山中幸徳 - 英和学舎教授、第三高等学校（現・京都大学）教授、同志社英学校（現・同志社大学）教授
- 工藤精一 - 立教大学校教授、札幌農学校（現・北海道大学）教授、開拓使派遣留学生、札幌農学校演武場（現・札幌市時計台）の時計運用を開始した人物
- フランク・ハレル - 米国聖公会宣教医、聖路加国際病院の基礎を作った開拓者、ウィリアムズと立教築地キャンパスを創成した指導者、第二高等中学校（現・東北大学）教師、仙台に野球を伝えた先導者、妻はJ・H・バラの娘キャリー・エリザベス
- エマ・フルベッキ - 立教大学校・立教女学校英語（訳読）・音楽教員、グイド・フルベッキの次女、フルベッキ群像写真の人物
- ジョン・マキム - 日本聖公会主教、立教学院理事長、聖路加国際大学理事長、奈良基督教会創設者、奈良英和学校創設支援者、青葉女学院創設者
- アーサー・ロイド - 立教学院総理、立教専修学校校長、東京英語専修学校校長、立教大学教授、慶應義塾教授・英語学部長、東京帝国大学教授、慶應義塾三田キャンパスに喜望教会を設立、翻訳家、仏教研究者
- ヴィクター・ロー - 米国聖公会宣教医、立教大学校理化学教授・書記
- ジョン・セルウッド - 米国聖公会宣教医、アメリカ陸軍救急隊創設者、軍医、セルウッド病院（後のポートランド総合病院）創設者
- 島田三郎 - 立教学校（第2次）廃止後に立教尋常中学校の認可に尽力した功労者、早稲田大学創設メンバー、第19代衆議院議長、東京横浜毎日新聞社長、島田孝一（早稲田大学第6代総長）の父
- 島田弟丸 - 乙亥学社（SPGの日本で最初の英学塾）校主、牧羔小学校創設者、静岡学問所教授、東洋英和女学校（現・東洋英和女学院）教師、英語教育者、日本聖公会の聖職者、旧幕臣
- 高橋五郎 - 立教学校教授、英語学者、言語学者、翻訳家、評論家
- 熊田鉄次郎 - 立教学校教授、漢文学者、国文学者、大阪陸軍地方幼年学校教授、山田済斎（二松学舎学長、二松学舎専門学校初代校長）の兄
- 久保田富次郎 - 立教学校教授、立教大学名誉教授、立教大学商学部長、立教尋常中学校教頭、一番町教会（現・富士見町教会）牧師、植村正久の弟子、国木田独歩の朋友
- 松本亦太郎 - 立教学校教授、心理学者、日本心理学会創設者、日本心理学会初代会長、帝国学士院会員、日本の心理学の基礎を築いた第一人者
- 内村達三郎 - 立教学校教授、英文学者、札幌農学校（現・北海道大学）7期生、内村鑑三の弟
- 松本文三郎 - 立教学校教授、仏教学者、仏教美術家、京都大学学長、京都大学文学部創設者、京都大学初代文学部長、京都大学名誉教授、東方文化研究所長、帝国学士院会員、インド哲学の権威
- 塩井雨江 - 立教学校教授、国文学者、詩人、日本女子大学校教授、奈良女子高等師範学校教授、新体詩の普及に貢献
- 大島正健 - 私立奈良尋常中学校（奈良英和学校の後身）校長、山梨県第一中学校校長、石橋湛山（第55代内閣総理大臣）の恩師、札幌農学校（現・北海道大学）1期生、クラーク博士の「Boys, be ambitious （青年よ、大志を抱け）」を後世に伝えた人物
- 河村九淵 - 奈良英和学校校長、立教学校化学教授、熊本農業学校（現・熊本県立熊本農業高等学校）初代校長、札幌農学校（現・北海道大学）4期生
- 増田藤之助 - 東京英語専修学校教授、立教大学文学部教授、早稲田大学名誉教授、『日本英学新誌』創刊者、坪内逍遙と双璧をなした英文学者、日本の英文学の権威
- ヘンリー・セントジョージ・タッカー - 立教学院総理、米国聖公会総裁主教、ヴァージニア神学校教授、日本アルプスの開拓者
- ルドルフ・トイスラー - 立教学院理事、聖路加国際病院創設者、日本アルプスの開拓者
- 押川方義 - 立教大学池袋校地の買収交渉を行った功労者、東北学院創設者、キリスト教宗教家、衆議院議員、押川清（プロ野球の生みの親）の父
- 矢部長克 - 立教理科専門学校（現・立教大学理学部）教授、日本の地質学・古生物学の創始者
- 藤原松三郎 - 立教理科専門学校（現・立教大学理学部）教授、明治から昭和初期にかけて日本の数学界を代表する数学者
- 上野陽一 - 立教大学経済学部長、経営経済学科長、立教学院企画委員、産業能率大学創設者、日本最初の経営コンサルタント、能率の父、立教理科専門学校（現・立教大学理学部）の創設に尽力し、立教を存続させた立役者の一人
- 大村一蔵 - 帝国石油副総裁、日本地質学会会長、立教学院企画委員、立教理科専門学校（現・立教大学理学部）の創設に際し、多額の寄付を取り付けた貢献者、立教大学の父兄
- 久保田勉之助 - 立教理科専門学校（現・立教大学理学部）教授、ポール・サバティエ（ノーベル化学賞受賞者）門下、平田義正の恩師
- 曾禰武 - 立教理科専門学校（現・立教大学理学部）教頭、同校の創設主幹として理学部の基礎を築く、立教大学教授・予科長、物理学者、曽禰達蔵の子、帝国学士院賞受章、開成中学校・高等学校校長
- ノーマン・ビンステッド - 立教学院理事、聖路加国際病院理事長、聖路加女子学院（現・聖路加国際大学）理事長、日本聖公会東北地方部初代主教
- ウィリアム・ウィルソン - 米国聖公会宣教建築家、池袋キャンパスの建設現場監督、大阪・川口基督教会礼拝堂（現存する2代目礼拝堂）の設計者
- 関屋正彦 - 立教英国学院校長、聖ヨハネ大学（立教大学の姉妹校）教授、普連土学園中学校・高等学校校長、日本聖公会の聖職者
- 縣康 - 立教大学教授、立教高等学校（現・立教新座中学校・高等学校）校長、立教英国学院創設者・校長、香蘭女学校校長、立教学院理事
- 山際正道 - 立教学院財務理事、第20代日本銀行総裁、大蔵次官、日本輸出入銀行（現・国際協力銀行）総裁

## 創成期、前身校の出身者
- 高杉晋作 - 長州藩士、奇兵隊創設者、ウィリアムズの長崎時代の教え子
- 大隈重信 - 第8代・17代内閣総理大臣、立教築地キャンパスの形成に尽力した功労者、聖路加国際病院設立評議会会長、ウィリアムズの長崎時代の教え子（聖公会長崎私塾出身）、早稲田大学創設者
- 副島種臣 - 第4代内務大臣、第3代外務卿（外務大臣）、ウィリアムズの長崎時代の教え子（聖公会長崎私塾出身）、致遠館舎長（督学）
- 前島密 - 日本の近代郵便制度の創設者、大蔵省駅逓頭（後の郵政大臣・現総務大臣）、逓信省次官、ウィリアムズの長崎時代の教え子（聖公会長崎私塾出身）、早稲田大学第2代校長
- 谷口藍田 - ウィリアムズが師事した儒学者、藍田もウィリアムズに師事、大隈重信の朋友、グラバーと高島炭鉱開発を進めた三菱発展の業祖の一人
- 鄭幹輔 - 昌平坂学問所（東京大学の源流）教授、幕府の公式通詞・唐通詞、唐通詞の英語教育の率先者、吉田松陰が学んだ碩学、頴川重寛（東京外国語学校教授、後の東京外国語大学）の師匠、聖公会長崎私塾最初の生徒の一人
- 何礼之 - 大阪洋学校（現・京都大学、岡山大学医学部）創設者、岩倉使節団の一員、長崎英語稽古所頭取、済美館学頭、開成所教授、何礼之塾創設者、瓊江塾創設者、陸奥宗光の師匠、幕府の公式通詞・唐通詞、外交官、翻訳局長、元老院議官、貴族院議員、モンテスキューの『法の精神』を翻訳した自由民権運動の先導者、聖公会長崎私塾最初の生徒の一人、勝海舟の通訳
- 平井希昌 - 太政官大書記官、長崎英語稽古所頭取、済美館学頭・英語教授、幕府の公式通詞・唐通詞、外交官、翻訳家、中江兆民（東洋のルソー）の師匠、聖公会長崎私塾最初の生徒の一人
- 石橋政方 - 外務省大書記官、幕府の公式通詞・オランダ通詞、翻訳者、横浜英学所教授、アーネスト・サトウ（駐日英国公使）と『英和口語辞典』を編纂、リギンズの教え子（聖公会長崎私塾出身）
- 若山儀一 - 日本初の生命保険会社創設者、日本で最初の保護貿易論提唱者、日本初の国際私法の書籍を出版、開成所教授、太政官官僚、大蔵省官僚、農商務省官僚、立教女学校（現・立教女学院）設立に尽力、岩倉使節団の一員、ウィリアムズの長崎時代の教え子（聖公会長崎私塾出身）
- 瓜生寅 - 日本の近代教育の起源となる学制起草者、大阪理学校（現・京都大学）校長、初代神戸税関長、万国公法の翻訳者、ホーム・リンガー商会と協業した実業家、前島密と培社設立、ウィリアムズの長崎時代の教え子（聖公会長崎私塾出身）、海援隊士・瓜生震の兄
- 荘村省三 - 肥後藩海軍司令官、太政官少史、三条実美の秘書、ウィリアムズの長崎時代の教え子（聖公会長崎私塾出身）、聖公会初の日本人信徒、横井小楠と佐久間象山の門弟、長崎海軍伝習所1期生、勝海舟へ「海軍問答書」を贈書、瓜生寅の盟友、坂本龍馬と肥後藩を薩長同盟に参加させようと画策した志士
- 盧高朗 - 大蔵省大書記官、都新聞（現・東京新聞）社長、北越石油（現・ENEOS）取締役、ウィリアムズの長崎時代の教え子（聖公会長崎私塾出身）
- 貫元介 - 立教学校初代幹事、立教大学校教頭、立教学校1期生
- 多治見十郎 - 聖教社（立教学校の姉妹校）教授、聖教社及び聖教社分校女子校の設立届出人、立教学校出身、日本聖公会の聖職者
- 和田秀豊 - 薩摩藩士、日本の社会福祉事業のパイオニア、立教学校1期生
- 左乙女豊秋 - 立教学校主監、立教中学校初代校長、立教専修学校・東京英語専修学校校長、札幌中学校（現・北海道札幌南高等学校）初代校長、私立奈良尋常中学校（奈良英和学校の後身）校長、大阪・英和学舎（立教大学の前身の一つ）教授・同校出身
- 末延道成 - 東京海上火災保険取締役会長、東武鉄道創立発起人、貴族院議員、勲五等双光旭日章（現・旭日双光章）受章、末延三次（立教大学名誉教授）の義父、丸の内三菱村の創基者、三菱の四天王
- 岩下清周 - 北浜銀行（現・三菱UFJ銀行）元頭取、阪急阪神ホールディングス・近鉄グループホールディングス創業者、三井物産幹部、不二聖心女子学院創設者、豊田式織機（現・トヨタ自動車）草創期の支援者、衆議院議員、立教学校1期生
- 清田海一郎 - 浅草聖ヨハネ教会初代牧師、日本聖公会の聖職者、清田龍之助（一橋大学教授、電通外報部長）の父
- 河島敬蔵 - 大阪・英和学舎教授、英文学者、聖テモテ学校（後の大阪・英和学舎）出身、立教学校出身、日本初のシェイクスピア劇翻訳者
- 時重初熊 - 駒場農学校（現・東京大学農学部）教授、獣医学者、立教学校出身、日本獣医学の祖
- 清水泰次郎 - 大阪・英和学舎教頭、北浜風雲館（立教大学の前身の一つ）英学部教頭、照暗女学校(現・平安女学院)教頭、同志社英学校（現・同志社大学）教授・評議員、山口高等学校（現・山口大学）教授、日本英文学会創設者、第五高等学校（現：熊本大学）の夏目漱石の後任教授、北浜風雲館出身
- 木暮武太夫 - 伊香保電気軌道社長、高崎水力電気取締役、木暮旅館（ホテル木暮）代表取締役社長、渋川伊香保温泉観光協会（旧・改良取締所）頭取、衆議院議員、24代目木暮武太夫、旭日小綬章受賞
- 高橋鉉太郎 - 京都大学総長（旧・第三高等学校校長）、化学者
- 清水友輔 - 立教女学校（現・立教女学院中学校・高等学校）校長、漳州府中西学堂長、台湾総督府通訳官
- 多川幾造 - 平安女学院院長（校長）、日本聖公会の聖職者・会計責任者、押川方義（東北学院創設者）と立教大学池袋校地の買収交渉を行った功労者
- 元田作之進 - 立教大学初代学長、立教専修学校校長、立教中学校校長、日本聖公会東京教区初代主教、英和学舎塾長、英和学舎出身
- 今井寿道 - 香蘭女学校初代校長、聖公会神学院初代校長、聖安得烈学院教授、聖教社（立教学校の姉妹校、聖公会神学院の前身の一つ）出身、日本聖公会の聖職者
- 杉浦義道 - 真光教会初代牧師、労働者矯風会創設者、サマリタン医院創設者、日本聖公会の聖職者、杉浦貞二郎（立教大学元学長）の兄
- 名出保太郎 - 築地聖三一教会（立教教会）初代牧師、ヴァージニア神学校名誉神学博士、日本聖公会大阪教区初代主教、元田作之進とともに日本人初の聖公会主教
- 大倉本澄 - 東京英語専修学校（立教大学の前身の一つ）創設者、第六高等学校（現・岡山大学）教授、甲南高等学校（現・甲南大学及び甲南中学校・高等学校）教授、英文学者、シェイクスピア劇研究者、日本聖公会の聖職者、ハーバード大学の外国人初の舎監
- 小林彦五郎 - 立教女学校（現・立教女学院）校長、立教高等女学校校長、立教大学元教授、日本聖公会の聖職者、ヴァージニア神学校名誉神学博士、立教大学校友会初代会長
- 早川喜四郎 - 平安女学院院長、聖アグネス教会牧師、日本聖公会京都地方部故ウィリアムス監督記念実行委員
- 山縣雄杜三 - 立教大学教授、聖公会神学院教授、日本聖公会の聖職者、教会史研究の権威、野球部草創期のメンバー
- 大塚惟明 - 南海電気鉄道社長、阪神土地建物元取締役、日本初の純民間鉄道を育成、大阪・ミナミ復興の立役者
- 宮崎敬介 - 大阪電灯（関西電力・中部電力・北陸電力の源流）社長、大同電力副社長、大阪堂島米穀取引所理事長、神戸商品取引所理事長、大阪土地建物（新世界の開発会社）創設者・社長、門司築港創設者
- 松方幸次郎 - 川崎造船所(現・川崎重工業）社長、神戸新聞社社長、神戸商業会議所会頭、内閣総理大臣秘書官、衆議院議員、美術品コレクター（松方コレクション）、第4代・6代内閣総理大臣の松方正義の息子
- 石井亮一 - 滝乃川学園創設者、立教女学校（現・立教女学院）教頭、静修女学校教員、石井筆子（静修女学校校長、津田梅子の盟友）の夫、日本の知的障害者福祉のパイオニア、立教大学校出身
- 長沢別天 - 山陽新報（現・山陽新聞）主筆、東京朝日新聞（現・朝日新聞社）政治主任、評論家、文学評論家、ジャーナリスト、日本へエドガー・アラン・ポーの詩を初めて紹介した第一人者
- 阪井徳太郎 - 三井合名会社第25代理事、内閣総理大臣秘書官、外務大臣秘書官、聖路加国際病院設立評議会実行委員
- 白沢保美 - 農商務省山林局林業試験場（現・森林研究・整備機構）長、樹木学者、日本林学会会長、日本農学会会長、貴族院議員、東京の都市緑化事業の第一人者
- 落合吉之助 - 聖公会神学院校長、立教大学文学部宗教学科長、聖公会女子神学校副校長、聖マツテヤ伝道学校教授、日本聖公会の聖職者
- 杉浦貞二郎 - 立教大学学長、陸軍大学校教授、立教大学校出身
- 松村松年 - 北海道帝国大学名誉教授、日本昆虫学会会長、日本学士院会員、勲一等瑞宝章受章、日本の近代昆虫学の基礎を築いた第一人者、大阪・英和学舎出身
- 奈倉次郎 - 立教専修学校教授、山口大学（旧・山口高等商業学校）教授、英文学者、英語教育者、翻訳家、グレン・W・ショーの翻訳支援者
- 勝俣銓吉郎 - 早稲田大学名誉教授、英学者、英和活用大辞典編纂者、ジャパン・タイムズ社記者、紫綬褒章受章（英学者として初）
- 米田庄太郎 - 京都帝国大学教授、同志社大学教授、社会学者、東京聖三一神学校（現・聖公会神学院の前身の一つ）助手、日本社会学会の創立に関与、奈良英和学校出身
- 根岸由太郎 - 立教大学文学部教授、立教大学校出身、ジェームズ・ガーディナーの教え子、根岸隆（東京大学名誉教授、東大経済を代表する巨匠）の祖父
- 岩佐琢蔵 - フェリス和英女学校（現・フェリス女学院）副校長・教頭、立教大学教授・学監、立教女学校（現・立教女学院）教頭、横浜英語学校校長、文部省訓令第12号に対処し、フェリス女学校を再興した立役者
- 木村重治 - 立教大学学長、立教大学経済学部教授・学部長、西洋史学、長崎大学校長、一橋大学教授、慶應義塾大学教授、拓殖大学教授、山口大学教授、奈良英和学校・立教学校出身
- 濱口梧洞 - ヤマサ醤油代表取締役社長、10代目濱口儀兵衛、貴族院議員、醤油王
- 松崎半三郎 - 森永製菓社長、大日本製乳協会会長、日本菓子工業組合連合会理事長、立教学院理事長
- 稲垣陽一郎 - 聖公会神学院校長、日本聖公会の聖職者
- 須藤吉之祐 - 立教大学学長、立教大学経済学部教授、経済学者、立教工業理科専門学校校長、立教中学校校長
- 武田栄太郎 - アメリカの農場経営者、アーネスト・サトウ（駐日英国公使）の長男、武田久吉（植物学者）の兄
- 岡實 - 大阪毎日新聞社会長、農商務官僚（商務局長、工務局長、農商務省参事官）、法制局参事官、奈良英和学校出身
- 大西良慶 - 京都清水寺（北法相宗）管長・住職、興福寺（法相宗）管長・住職、奈良英和学校出身
- 西條八十 - 早稲田大学文学部教授、フランス文学者、詩人、作詞家、奈良英和学校（後身校）出身
- 浅沼誉夫 - 旧制立教中学校野球部創設者、立教大学野球部の基礎を築いた立役者の一人、早稲田大学野球部第9代主将、東京六大学野球リーグ初代首位打者、日本東京野球倶楽部（現：読売ジャイアンツ）総監督、旧制立教中学校出身
- 佐伯松三郎 - 日本サーモコン代表取締役社長、東京鋼管代表取締役社長、立教学院理事、立教大学校友会副会長、立教理科専門学校（現・立教大学理学部）の創設に尽力し、立教を存続させた立役者の一人

## 歴代総長
| 代          | 氏名                   | 在任期間        | 在籍学部 | 略歴                         |
| ----------- | ---------------------- | --------------- | -------- | ---------------------------- |
| 初代        | C. S. ライフスナイダー | 1925年 - 1940年 | -        | 日本聖公会主教               |
| 第2代       | 遠山郁三               | 1940年 - 1943年 | -        | 医学者                       |
| 第3代       | 三辺金蔵               | 1943年 - 1946年 | 経済学部 | 経済学者                     |
| 第4代       | 佐々木順三             | 1946年 - 1955年 | 文学部   | 神学者、英文学者             |
| 第5-7代     | 松下正寿               | 1955年 - 1967年 | 法学部   | 政治家、国際政治学者、弁護士 |
| 第8代       | 大須賀潔               | 1967年 - 1970年 | 文学部   | 哲学者                       |
| 第9代       | 佃正昊                 | 1971年 - 1975年 | 理学部   | 物理学者                     |
| 第10-11代   | 尾形典男               | 1975年 - 1982年 | 法学部   | 政治学者                     |
| 第12代      | 高橋健人               | 1982年 - 1986年 | 理学部   | 数学者                       |
| 第13-14代   | 浜田陽太郎             | 1986年 - 1994年 | 文学部   | 教育学者                     |
| 第15代      | 塚田理                 | 1994年 - 1998年 | 文学部   | 神学者                       |
| 第16代      | 大橋英五               | 1998年 - 2002年 | 経済学部 | 会計学者                     |
| 第17代      | 押見輝男               | 2002年 - 2006年 | 文学部   | 心理学者                     |
| 第18代      | 大橋英五               | 2006年 - 2010年 | 経済学部 | 会計学者                     |
| 第19代-20代 | 吉岡知哉               | 2010年 - 2018年 | 法学部   | 政治学者                     |
| 第21代      | 郭洋春                 | 2018年 - 2021年 | 経済学部 | 経済学者                     |
| 第22代      | 西原廉太               | 2021年 -        | 文学部   | 神学者                       |

## 後援会組織

### 立教学院後援会の役員／戦前
- 松崎半三郎 - 後援会会長、森永製菓社長、森永乳業社長
- 星野辰雄 - 後援会副会長、立教大学教授、渋沢栄一の子
- 末延道成 - 顧問、東京海上火災保険会長、東武鉄道創立発起人、貴族院議員、三菱の四天王
- 名出保太郎 - 顧問、日本聖公会大阪教区初代主教、築地・聖三一教会（立教教会）初代牧師
- 松村松年 - 顧問、北海道大学名誉教授、日本昆虫学の祖
- 大塚惟明 - 顧問、南海電気鉄道社長
- 阪井徳太郎 - 顧問、第25代三井合名会社理事、内閣総理大臣秘書官、外務大臣秘書官
- 高橋貞三郎 - 顧問、監事、三井物産大阪支店長、富士製紙（現・王子製紙）専務取締役、樺太鉄道取締役
- 濱口梧洞 - 顧問、ヤマサ醤油社長、貴族院議員、醤油王
- 吉田栄右 - 顧問、常盤生命保険（現・朝日生命保険）支配人
- 杉浦貞二郎 - 顧問、立教大学学長、陸軍大学校教授
- 小島茂雄 - 顧問、立教大学文学部長、旧制立教中学校校長
- 前田多門 - 理事、ソニー初代社長、第59代文部大臣
- 水田南陽 - 理事、翻訳家、小説家、編集者、日本へシャーロック・ホームズを紹介した先駆者
- 田邊宗英 - 理事、日本テレビ放送網会長、新東宝社長
- 生駒粂蔵 - 理事、ジャーナリスト、藝備日日新聞主筆兼編集長、報知新聞社調査部長、日本将棋連盟名誉顧問
- 膳桂之助 - 理事、国務大臣（無任相）、初代経済安定本部総務長官、初代物価庁長官、貴族院議員、日本団体生命保険社長
- 清田龍之助 - 理事、日本電報通信社（現・電通）外報部長、東京商科大学（現・一橋大学）教授
- 根岸由太郎 - 理事、英文学者、立教大学教授
- 須藤吉之祐 - 理事、経済学者、立教大学学長

### 立教大学後援会の役員／戦後
- 吉田茂 - 後援会会長、第45・48-51代内閣総理大臣
- 池田勇人 - 後援会副会長、第58-60代内閣総理大臣
- 正力松太郎 - 読売新聞社社主、日本テレビ放送網社長、讀賣テレビ放送会長
- 石川一郎 - 日本経済団体連合会（経団連）初代会長、昭和電工（現・レゾナック・ホールディングス）会長

## 教職員

### 学部・大学院

#### 法学部・法学研究科
法学科、国際ビジネス法学科、政治学科
あ行
- 浅妻章如 - 租税法学者、立教大学法学部法学科教授、法学科長
- 安達栄司 - 法学者、立教大学法学部法学科教授
- 岩月直樹 - 国際法学者、立教大学法学部法学科教授
- 小川有美 - 政治学者、立教大学法学部政治学科教授、法学部長、法学研究科委員長、日本政治学会理事長

か行
- 川崎修 - 政治学者、立教大学法学部政治学科教授、元法学部長、元法学研究科委員長
- 神橋一彦 - 行政法学者、立教大学法学部法学科教授、元法学部長、元法学研究科委員長
- 倉田徹 - 政治学者、立教大学法学部政治学科教授
- 小林憲太郎 - 刑法学者、立教大学法学部法学科教授

さ行
- 佐々木卓也 - 政治学者、立教大学法学部政治学科特別専任教授、日本国際政治学会理事長、外務省参与

た行

- 東條吉純 - 経済法学者、立教大学法学部国際ビジネス法学科教授

な行
- 野澤正充 - 民法学者、立教大学法学部法学科教授、元立教大学副総長、元法務研究科委員長、弁護士

は行
- 早川吉尚 - 国際私法学者、立教大学法学部国際ビジネス法学科教授、弁護士
- 原田久 - 行政学者、立教大学法学部政治学科教授、元立教大学副総長、政治学科長
- 原田昌和 - 民法学者、立教大学法学部法学科教授
- 深町晋也 - 刑法学者、立教大学法学部法学科教授
- 藤澤治奈 - 民法学者、立教大学法学部法学科教授

ま行
- 松井秀征 - 商法学者、立教大学法学部国際ビジネス法学科教授、立教大学副総長、GLAP運営センター長
- 松浦正孝 - 政治学者、立教大学法学部政治学科教授
- 松田宏一郎 - 政治学者、立教大学法学部政治学科教授、元法学部長、元法学研究科委員長

#### 文学部・文学研究科・キリスト教学研究科
キリスト教学科、文学科、史学科、教育学科
あ行
- 阿部嘉昭 - 立教大学文学部特任教授
- 井出万秀 - 立教大学文学部教授
- 上田信 - 立教大学文学部史学科教授
- 沖森卓也 - 立教大学文学部教授
- 小野正嗣 - 立教大学文学部教授、仏文学者

か行
- 蒲池美鶴 - 立教大学文学部文学科教授
- 金子明雄 - 立教大学文学部文学科教授、文学部長、文学研究科委員長
- 川本三郎 - 立教大学文学部特任教授
- 小池昌代 - 立教大学文学部特任教授

さ行
- 佐藤研 - 立教大学文学部キリスト教学科教授
- 千石英世 - 立教大学文学部教授
- 澤田直 - フランス文学者、立教大学文学部教授
- 鈴木彰 - 立教大学文学部教授
- 舌津智之 - 立教大学文学部教授

た行
- 平良愛香 - 立教大学文学部兼任講師、牧師
- 田中治彦 - 立教大学文学部教授

な行
- 西原廉太 - 立教大学キリスト教学研究科教授、立教大学第22代総長、元文学部長、元文学研究科委員長、神学者

は行
- 橋本栄莉 - 立教大学文学部史学科准教授、文化人類学者、日本学術振興会賞受賞
- 長谷川修一 - 立教大学文学部教授、聖書学者、考古学者、日本学士院学術奨励賞受賞
- 蜂飼耳 - 立教大学文学部教授、詩人、作家
- 平田俊子 - 立教大学文学部特任教授、詩人、小説家、劇作家
- 深井智朗 - 立教大学非常勤講師
- 藤井淑禎 - 立教大学文学部文学科教授、立教大学江戸川乱歩記念大衆文化研究センター長
- 細川哲士 - 立教大学文学部文学科教授

ま - わ行
- 前田一男 - 立教大学文学部教育学科教授
- 渡辺憲司 - 立教大学文学部文学科教授
- 渡辺信二 - 立教大学文学部教授

#### 理学部・理学研究科
数学科、物理学科、化学科、生命理学科
- 江口徹 - 元立教大学理学部特任教授、素粒子物理学者
- 神保道夫 - 数学者、元立教大学理学部教授

共通教育推進室（SCOLA）
- 古澤輝由 - 立教大学理学部特任准教授

#### 経済学部・経済学研究科
経済学科、経済政策学科、会計ファイナンス学科
- アンドリュー・デウィット - 経済学者、立教大学経済学部経済政策学科教授
- 池上岳彦 - 経済学者、立教大学経済学部経済学科教授、立教大学副総長、東京都税制調査会会長
- 井上雅雄 - 労働経済学者、立教大学経済学部経済学科教授
- 老川慶喜 - 経済学者、歴史学者、立教大学経済学部教授
- 大橋英五 - 会計学者、立教大学経済学部会計ファイナンス学科教授、元立教大学総長
- 郭洋春 - 経済学者、立教大学経済学部経済学科教授、立教大学総長、元経済学部長、元経済学研究科委員長
- 金子勝 - 経済学者、立教大学大学院経済学研究科特任教授、慶應義塾大学名誉教授
- 佐々木隆治 - 経済学者、立教大学経済学部経済学科准教授、立教大学経済研究所副所長
- 首藤若菜 - 経済学者、立教大学経済学部経済政策学科教授
- 中島俊克 - 歴史学者、立教大学経済学部経済学科教授
- 福島清彦 - 経済学者、立教大学経済学部経済政策学科特任教授、ジョンズ・ホプキンス大学SAIS教授、野村総合研究所ヨーロッパ社長
- 古館伊知郎 - フリーアナウンサー、立教大学経済学部客員教授
- 真壁昭夫 - 経済学者、法政大学大学院政策創造研究科教授、立教大学経済学部会計ファイナンス学科兼任講師

#### 経営学部・経営学研究科
経営学科、国際経営学科
- 青淵正幸 - 立教大学経営学部経営学科教授
- 秋野晶二 - 立教大学経営学部経営学科教授
- 石川淳 - 立教大学経営学部経営学科教授、元経営学部長、元経営学研究科委員長
- 亀川雅人 - 立教大学経営学部経営学科教授
- クリスティーナ・アメージャン - 立教大学経営学部国際経営学科特任教授、一橋大学名誉教授、コロンビア大学ビジネススクール元助教授
- 鈴木秀一 - 立教大学経営学部経営学科教授
- 高岡美佳 - 立教大学経営学部経営学科教授
- 田谷禎三 - 立教大学経営学部国際経営学科特任教授、大和総研特別理事、元日本銀行政策委員会委員
- 中田英寿 - 立教大学経営学部客員教授、元サッカー日本代表、JAPAN CRAFT SAKE COMPANY代表取締役
- 中原淳 - 立教大学経営学部経営学科教授
- 松本茂 - 立教大学経営学部国際経営学科教授、立教大学グローバル教育センター長
- 山中伸彦 - 立教大学経営学部経営学科・ビジネスデザイン研究科教授

#### 社会学部・社会学研究科
社会学科、現代文化学科、メディア社会学科
- 阿部治 - 名誉教授
- 生井英考 - アメリカ文化学者、立教大学社会学部メディア社会学科教授
- 井手口彰典 - 音楽社会学者、立教大学社会学部メディア社会学科教授
- 小倉康嗣 - 社会学者、立教大学社会学部社会学科准教授
- 長有紀枝 - 政治学者、立教大学社会学部社会学科教授
- 木下康仁 - 社会学者、立教大学社会学部社会学科教授
- 木村忠正 - 文化人類学者、立教大学社会学部メディア社会学科教授
- 是永論 - 社会学者、立教大学社会学部メディア社会学科教授
- 佐久間孝正 - 社会学者、立教大学社会学部社会学科兼任講師
- 関礼子 - 社会学者、立教大学社会学部現代文化学科教授
- 松本康 - 都市社会学者、立教大学社会学部社会学科教授、元社会学部長、元社会学研究科委員長
- 間々田孝夫 - 立教大学社会学部社会学科教授、元社会学部長
- 萩原なつ子 - 名誉教授
- 西山志保 - 都市社会学者、立教大学社会学部社会学科教授
- 毛利嘉孝 - 社会学者、東京芸術大学大学院国際芸術創造研究科教授、立教大学兼任講師
- 吉澤夏子 - 社会学者、立教大学社会学部社会学科教授
- 和田伸一郎 - 社会学者、立教大学社会学部メディア社会学科准教授

#### 観光学部・観光学研究科
観光学科、交流文化学科
- 東徹 - 立教大学観光学部観光学科教授
- 稲垣勉 - 立教大学観光学部交流文化学科教授
- 大橋健一 - 立教大学観光学部交流文化学科教授
- 古賀学 - 立教大学観光学部兼任講師
- 葛野浩昭 - 立教大学観光学部交流文化学科教授
- 甲田浩 - 立教大学観光学部観光学科教授、ホテルニューオータニ総支配人
- 奈倉京子 - 立教大学観光学部非常勤講師、文化人類学者
- 野田健太郎 - 立教大学観光学部観光学科・ビジネスデザイン研究科教授
- 橋本俊哉 - 立教大学観光学部観光学科教授

#### 現代心理学部・現代心理学研究科
心理学科、映像身体学科
あ行
- 池谷薫 - 立教大学現代心理学部特任教授、映画監督、ドキュメンタリー作家
- 宇野邦一 - 立教大学現代心理学部教授
- 井上弘久 - 立教大学現代心理学部教授、朗読演劇家、演出家
- 江川隆男 - 立教大学現代心理学部教授

か行
- クリストフ・シャルル - 現代芸術家、武蔵野美術大学造形学部映像学科教授、立教大学現代心理学部映像身体学科非常勤講師

さ行
- 篠崎誠 - 立教大学現代心理学部映像身体学科教授、映画監督
- 杉山恒太郎 - 立教大学現代心理学部映像身体学科教授、元電通役員、コピーライター
- 鈴木理策 - 東京芸術大学美術学部先端芸術表現科准教授、立教大学兼任講師、東京綜合写真専門学校講師

た行
- 田崎英明 - 立教大学現代心理学部映像身体学科教授
- 勅使川原三郎 - 立教大学現代心理学部映像身体学科教授、舞踏家、振り付け師、演出家

な行
- 中村秀之 - 立教大学現代心理学部教授、社会学者
- 鍋田恭孝 - 立教大学現代心理学部心理学科教授、医学者、精神科医

ま行
- 松田正隆 - 立教大学現代心理学部映像身体学科教授、劇作家、演出家
- 万田邦敏 - 映画監督、立教大学現代心理学部映像身体学科教授
- 宮城聰 - 立教大学現代心理学部教授、演出家
- 森秀樹 - 立教大学現代心理学部教授

#### コミュニティ福祉学部・コミュニティ福祉学研究科
福祉学科、コミュニティ政策学科、スポーツウェルネス学科
- 浅井春夫 - 立教大学コミュニティ福祉学部教授
- 安積純子 - 立教大学コミュニティ福祉学部兼任講師
- 河東田博 - 立教大学コミュニティ福祉学部教授
- 三本松政之 - 立教大学コミュニティ福祉学部教授、同学部長
- 原田晃樹 - 立教大学コミュニティ福祉学部コミュニティ政策学科准教授
- 堀利和 - 立教大学コミュニティ福祉学部兼任講師

#### 異文化コミュニケーション学部
異文化コミュニケーション学科
- 阿部治 - 立教大学異文化コミュニケーション学部教授
- 李香鎮 - 立教大学異文化コミュニケーション学部教授、東アジア映画研究
- 小山亘 - 立教大学異文化コミュニケーション学部教授
- 久米昭元 - 立教大学異文化コミュニケーション学部教授
- 高野孝子 - 立教大学異文化コミュニケーション学部教授、元ジャパンタイムズ編集局記者、ECOPLUS代表理事
- 高橋正弘 - 立教大学異文化コミュニケーション学部非常勤講師、大正大学人間学部准教授
- 中田達也 - 立教大学異文化コミュニケーション学部准教授
- 野田研一 - 立教大学異文化コミュニケーション学部教授
- 橋元良明 - 立教大学異文化コミュニケーション学部兼任講師、東京大学大学院情報学環教授
- 福山桜子 - 立教大学異文化コミュニケーション学部講師
- マーク・カプリオ - 立教大学異文化コミュニケーション学部教授

### 大学院独立研究科

#### ビジネスデザイン研究科
- 亀川雅人 - 教授
- 冨田賢 - 実業家、教授
- 笠原英一 - コンサルタント、客員教授
- 平川克美 - 実業家、客員教授
- 高城幸司 - コンサルタント、兼任講師
- 吉原敬典 - 経営学者、目白大学経営学部経営学科教授、兼任講師

#### 21世紀社会デザイン研究科
- 稲葉剛 - 市民活動家、特任准教授
- 内山節 - 哲学者、教授
- 長有紀枝 - 政治学者、難民を助ける会理事長、教授
- 亀井善太郎 - 政治家、元衆議院議員、PHP総研主席研究員、特任教授
- 北山晴一 - フランス文学者、教授
- 田中優 - ジャーナリスト、Ap bank監事、非常勤講師
- 中野民夫 - ワークショップ企画プロデューサー、講師
- 難波美帆 - 研究者、サイエンスライター、講師
- 三浦展 - マーケティングリサーチャー、兼任講師
- 吉田敏浩 - ジャーナリスト、教授

### 研究所
ラテンアメリカ研究所
- 竹村淳 - 立教大学ラテンアメリカ研究所講師

アジア地域研究所
- 重松伸司 - 立教大学アジア地域研究所特任研究員、名古屋大学名誉教授
- 高原明生 - 立教大学アジア地域研究所特任研究員、東京大学大学院法学政治学研究科教授

社会福祉研究所
- 高橋良臣 - 立教大学社会福祉研究所客員所員、臨床心理士、獣医師、牧師、登校拒否文化医学研究所所長

ESD研究所
- 田中治彦 - 立教大学ESD研究所客員研究員、上智大学教授
- 結城正美 - 立教大学ESD研究所客員研究員、金沢大学教授

平和・コミュニティ研究機構
- 上村英明 - 立教大学平和・コミュニティ研究機構外部評価委員、恵泉女学園大学教授
- 勝俣誠 - 立教大学平和・コミュニティ研究機構外部評価委員、元明治学院大学国際学部教授
- 佐久間孝正 - 立教大学平和・コミュニティ研究機構研究員、東京女子大学名誉教授、元立教大学社会学部教授
- 佐々木寛 - 立教大学平和・コミュニティ研究機構研究員、新潟国際情報大学国際学部教授
- 李鍾元 - 立教大学平和・コミュニティ研究機構研究員、早稲田大学教授

ビジネスクリエーター創出センター
- 高橋徳行 - 立教大学ビジネスクリエーター創出センター研究員、武蔵大学教授

共生社会研究センター
- 町村敬志 - 立教大学共生社会研究センター運営委員、一橋大学大学院社会学研究科教授

### リベラルアーツ、グローバル教育機関
全学共通カリキュラム運営センター
- 川村晃司 - 立教大学非常勤講師、テレビ朝日コメンテーター、ジャーナリスト
- 小谷実可子 - 立教大学兼任講師・スポーツ実習担当、アーティスティックスイミング選手、ソウル五輪銅メダリスト

グローバル教育センター
- 池上彰 - 立教大学グローバル教育センター客員教授、名城大学教授、東京工業大学特命教授、ジャーナリスト

### 体育会指導者（監督・コーチ）
- 飛田穂洲 - 立教大学野球部元コーチ、野球部育ての親、野球部の東京六大学野球リーグの加盟に尽力した功労者、早稲田大学野球部元監督、朝日新聞記者、ポール・ラッシュを支え、後輩社員の山下勝と夏の甲子園大会を復活させた貢献者
- 倉又寿雄 - サッカー部総監督、元FC東京監督

### 名誉教授

#### あ行
- 青柳まちこ - 文化人類学、立教大学名誉教授
- 赤司道雄 - 聖書学、立教大学名誉教授
- 阿部珠理 - 比較文明学、立教大学名誉教授、アメリカ先住民研究の第一人者
- 荒野泰典 - 日本近世史、立教大学名誉教授
- 淡路円治郎 - 心理学、社会学、立教大学名誉教授、立教大学社会学部創設者・初代学部長、労務管理学の権威
- 淡路剛久 - 民法、環境法、立教大学名誉教授
- 粟屋憲太郎 - 日本現代史、立教大学名誉教授
- 五十嵐暁郎 - 政治学者、立教大学名誉教授、アジア太平洋研究会代表幹事
- 池田央 - 心理学者、立教大学名誉教授
- 伊藤謙哉 - 天文学、宇宙物理学、立教大学名誉教授
- 稲生永 - フランス文学者、立教大学名誉教授
- 井上周八 - 経済学者、立教大学名誉教授
- 上田恵介 - 動物学者、鳥類学者、立教大学名誉教授、日本野鳥の会会長
- 大内経雄 - 経営学者、立教大学名誉教授、日経・経済図書文化賞受賞
- 尾形典男 - 政治原論、立教大学名誉教授、元立教大学総長

#### か行
- 岡本伸之 - 観光学者、立教大学名誉教授、アジア太平洋観光協会理事
- 小河陽 - 聖書学、立教大学名誉教授、関東学院元院長
- 小川岩雄 - 原子物理学者、立教大学名誉教授
- 奥田道大 - 都市社会学、立教大学名誉教授
- 小田切進 - 日本近代文学、立教大学名誉教授
- 金子尚一 - 英米文学、立教大学名誉教授、立教大学英語会（ESS）の支援者、立教大学オーケストラ部長
- 河西太一郎 - 経済学者、立教大学名誉教授、立教学院元理事長、高崎市立短期大学（現・高崎経済大学）初代学長
- 笠原清志 - 社会学者、経営組織論、人事管理論、立教大学名誉教授、元立教大学副総長、跡見学園女子大学学長
- 角紀代恵 - 民法、立教大学名誉教授
- 加藤定彦 - 日本近世文学、俳文学、立教大学名誉教授
- 神島二郎 - 日本政治思想史、平和研究、立教大学名誉教授、日本政治学会理事長、丸山眞男と柳田國男に師事、丸山政治学と柳田民俗学を架橋した神島学を創出
- 川崎淳之助 - 英文学者、立教大学名誉教授
- 川村克己 - フランス文学者、立教大学名誉教授、新潟産業大学副学長、日本フランス語フランス文学会会長
- 菅円吉 - 神学者、元立教大学文学部長、立教高等女学校（現・立教女学院中学校・高等学校）校長、立教女学院院長・理事、立教学院理事、世界キリスト教協議会理事長、日本聖公会司祭、立教大学名誉教授、文学部キリスト教学科創設者
- 北岡伸一 - 政治学者、立教大学名誉教授、国際協力機構（JICA）元理事長・特別顧問
- 北山晴一 - 比較文明学、立教大学名誉教授
- 久保田富次郎 - 商学者、立教大学名誉教授、立教大学商学部長、立教尋常中学校教頭、一番町教会（現・富士見町教会）牧師、植村正久の弟子、国木田独歩の朋友
- 栗原彬 - 政治社会学、立教大学名誉教授
- 久留間健 - 経済学者、立教大学名誉教授
- 郷正文 - 経済学者、立教大学名誉教授
- 香原志勢 - 人類学、人類生物学、立教大学名誉教授
- 後藤昭次 - アメリカ文学、立教大学名誉教授
- 小西正捷 - 古代インダス文明、立教大学名誉教授
- 小林公 - 法哲学、法史学、立教大学名誉教授
- 小林昇 - 経済学者、立教大学名誉教授
- 小林秀雄 - 西洋史学、ギリシャ・ローマ史、立教大学名誉教授
- 小峯和明 - 日本中世文学研究者、立教大学名誉教授
- 小山栄三 - 社会学者、新聞学、立教大学名誉教授、日本で世論調査を初めて行った第一人者、日本の新聞学の第一人者、旭日中綬章受賞

#### さ行
- 実松克義 - 宗教人類学、立教大学名誉教授
- 清水博 - アメリカ史、元アメリカ学会・会長、立教大学名誉教授
- 白石典義 - 経営学者、立教大学名誉教授、立教学院元理事長
- 神保道夫 - 代数解析学、数理物理学、京都大学名誉教授、東京大学名誉教授、立教大学名誉教授
- 杉木喬 - アメリカ文学、立教大学名誉教授、立教女学院短期大学学長、日本アメリカ文学会元会長
- 鈴木範久 - キリスト教、立教大学名誉教授

#### た行
- 高畠通敏 - 計量政治学、平和研究、立教大学名誉教授
- ダグラス・オーヴァトン - 立教大学名誉教授、立教大学図書館名誉館長、在日米国領事館副領事、日本協会元専務理事、立教大学名誉博士
- 田島英三 - 物理学者、立教大学名誉教授、原子力安全研究協会理事長、日本人初の国連職員、勲二等旭日重光章受賞
- 立川洋三 - ドイツ文学、立教大学名誉教授
- 田宮裕 - 刑事訴訟法研究、立教大学名誉教授
- 月本昭男 - アッシリア学者、聖書学者、宗教学者、立教大学名誉教授
- 辻荘一 - 音楽学者、バッハ研究、キリスト教音楽史、立教大学名誉教授
- 手塚伸一 - フランス文学者、立教大学名誉教授
- 寺崎昌男 - 教育学者、立教大学名誉教授、東京大学教育学部長、東京大学教育学部附属中学校・高等学校（現・附属中等教育学校）校長、立教大学全学共通カリキュラム運営センター部長、立教学院本部調査役、大学史研究の功労者
- 富田彬 - 英文学者、立教大学名誉教授、野球部長、アメリカ文学研究の先駆者の一人
- 富田虎男 - アメリカ史、ラナルド・マクドナルド研究、立教大学名誉教授
- 鳥飼玖美子 - 英語教育学者、通訳学者、日本通訳翻訳学会名誉会員、立教大学名誉教授

#### な行
- 中沢洽樹 - 聖書学、立教大学名誉教授
- 名取四郎 - 宗教学、立教大学名誉教授
- 西山千明 - 経済学者、立教大学名誉教授、国際大学大学院元教授、スタンフォード大学フーヴァー研究所元上級研究員、モンペルラン・ソサイエティー元会長
- 野村浩一 - 東洋政治思想史、中国政治研究、立教大学名誉教授

#### は行
- 早坂泰次郎 - 心理学者、立教大学名誉教授
- 林英夫 - 歴史学者、地方史研究協議会長、開成高等学校（現・開成中学校・高等学校）教諭、立教大学名誉教授
- 番匠谷英一 - ドイツ文学、演劇史、立教大学劇研究会会長、立教大学名誉教授
- 平井隆太郎 - 心理学者、立教大学名誉教授、元立教大学総長、江戸川乱歩の長男
- 土方文一郎 - 社会心理学者、立教大学名誉教授
- 廣江彰 - 経済学者、立教大学名誉教授、東京家政学院大学元学長
- 藤木久志 - 歴史学者、立教大学名誉教授
- 藤田武夫 - 財政学、立教大学名誉教授、日本の地方財政学研究の第一人者
- 別技篤彦 - 地理学者、立教大学名誉教授、日本地理学会名誉会員
- ポール・ラッシュ - 経済学、商業英語、立教大学名誉教授、日本アメリカンフットボールの父、清里開拓者、戦後の高校野球・夏の甲子園大会を復活

#### ま行
- 松井賚夫 - 産業・組織心理学、立教大学名誉教授
- 松本茂 - 英語教育学者、立教大学名誉教授、立教大学グローバル教育センター長
- 間々田孝夫 - 社会学者、立教大学名誉教授
- 三戸公 - 経営学者、P.F.ドラッカー研究、立教大学名誉教授
- 水本浩 - 民法、借地借家法、立教大学名誉教授
- 溝尾良隆 - 観光学者、立教大学名誉教授、日本交通公社評議員
- 皆川達夫 - 音楽学者、中世・ルネサンス音楽史、日本キリシタン音楽史、立教大学名誉教授
- 三宅義夫 - 経済学者、立教大学名誉教授
- 宮本馨太郎 - 民俗学者、立教大学名誉教授
- 村上和夫 - 観光学者、立教大学名誉教授、立教新座中学校・高等学校元校長、日本交通公社理事
- 村田全 - 数学史学者、数理哲学者、立教大学名誉教授
- 茂木虎雄 - 経済学者、立教大学名誉教授
- 森秀樹 - 中国哲学、立教大学名誉教授
- 門奈直樹 - 社会学者、立教大学名誉教授

#### や行
- 山口義行 - 経済学、立教大学名誉教授
- 山田昭次 - 近代日本のアジア侵略史、立教大学名誉教授
- 吉岡知哉 - 欧州政治思想史、立教大学名誉教授、元立教大学総長
- 吉田新一 - 児童文学研究、翻訳家、立教大学名誉教授、日本イギリス児童文学会会長、日本のピーターラビットとビアトリクス・ポター研究の第一人者
- 吉田洋一 - 数学者、立教大学名誉教授
- 吉野利弘 - 英語史研究者、立教大学名誉教授

#### わ行
- 渡辺一民 - フランス文学者、文芸評論家、立教大学名誉教授

### 元教員

#### あ行
- 青木純一 - 元立教大学文学部特任教授、文芸評論家
- 赤坂正浩 - 元立教大学法学部教授、神戸大学名誉教授、司法試験考査委員
- 縣康 - 元立教大学教授、立教英国学院創設者・元校長、立教高等学校（現・立教新座中学校・高等学校）元校長、香蘭女学校元校長、立教学院元理事、商業概論、銀行論
- 秋田喜代美 - 元立教大学文学部助教授、発達心理学
- 浅井得一 - 元立教大学一般教育部非常勤講師、旧制立教中学校教員、地理学者、日本地理教育学会会長、人間の地理学を講義し人気を博した
- 浅越金次郎 - 元立教大学教授、商船学校教授、数学者、商業数学、数学の泰斗、藤森良蔵の恩師
- 阿部賢一 - 元立教大学商学部教授、早稲田大学第8代総長、経済学者、財政学、ジャーナリスト、国民新聞記者
- 阿部三郎太郎 - 元立教大学予科教授、数学者、立教大学体育会水泳部部長、プール建設や多くのオリンピック選手を育てた立教水泳の恩人
- 飯島淳秀 - 元立教大学文学部教授、英文学、翻訳家
- 飯野由里子 - 元立教大学社会学部非常勤講師、フェミニズム研究
- 李鍾元 - 元立教大学法学部教授、立教大学名誉教授、国際政治
- 石川健治 - 元立教大学大学院法務研究科非常勤講師、憲法訴訟論
- 石川錬次 - 元立教大学教授、ドイツ文学者
- 石崎政一郎 - 元立教大学法学部教授、労働法
- 伊勢崎賢治 - 元立教大学21世紀社会デザイン研究科教授、国際連合職員、平和学
- 礒山雅 - 元立教大学一般教育部非常勤講師、西洋音楽史、バッハ研究
- 板橋菊松 - 元立教大学商学部教授、元大阪学院大学総長、元法政大学教授、元関西大学教授、大阪滑稽新聞主筆、ジャーナリスト、東京プロレスコミッショナー
- 一ノ瀬和夫 - 元立教大学異文化コミュニケーション学部教授・初代学部長、アメリカ演劇
- 市村瓚次郎 - 元立教大学教授、國學院大學学長、東京帝国大学名誉教授、歴史学者、東洋史学の開拓者
- 出隆 - 元立教大学文学部教授、東京帝国大学名誉教授、哲学史（古代哲学）、哲学演習
- 井手義行 - 元立教大学文学部教授、東京外国語大学学長事務取扱、東京外事専門学校第10代校長、東京外国語学校教授、英米文学
- 伊藤重治郎 - 元立教大学経済学部教授、元早稲田大学教授、交通論、商店経営、商業英語
- 井上幸治 - 元立教大学文学部教授、歴史学者、戦後の西洋史研究の基礎を築いた一人
- 井上治典 - 元立教大学大学院法務研究科教授、民事訴訟法
- 今泉忠義 - 元立教大学文学部教授、國學院大學名誉教授、国語学者
- 岩田達明 - 元立教大学経済学部特任教授、外交官、瑞宝中綬章受章
- 岩田松雄 - 元立教大学大学院ビジネスデザイン研究科特任教授、スターバックスコーヒージャパン元代表取締役社長・CEO
- 植原悦二郎 - 元立教大学教授、政治学、社会学、第66代内務大臣、衆議院議員
- 上村達男 - 元立教大学法学部教授、商法
- 上野達弘 - 元立教大学法学部教授、知的財産法
- 上野陽一 - 元立教大学経済学部長、経営経済学科長、経済学部教授、経営学、産業心理学、産業能率大学創設者、日本最初の経営コンサルタント、能率の父、立教理科専門学校（現・立教大学理学部）の創設に尽力し、立教を存続させた立役者の一人
- 牛島義友 - 元立教大学文学部教授、教育心理学者、九州大学名誉教授
- 内池廉吉 - 元立教大学商学部・経済学部教授、神戸高等商業学校（現・神戸大学）教授、東京商科大学（現・一橋大学）教授、財政学、商業政策、出光佐三（出光興産創業者）に大きな影響を与えた日本へのマーケティングの紹介者
- 浦口文治 - 元立教大学文学部教授、英米文学者、同志社大学教授、東京商科大学（現・一橋大学）教授、ウォルター・ウェストンに同行し日本アルプス連山の初登頂に成功
- 江川英文 - 元立教大学法学部教授、国際私法
- エドワード・ガントレット - 元立教大学教授、タイプライティング、英語・音楽講師、パイプオルガン技師、日本のオルガン普及の立役者、妻は山田耕筰の姉・山田恒、秋芳洞を世界に伝えた功績者、ガントレット式速記法開発者
- 海老沢有道 - 元立教大学文学部教授、キリシタン史
- 大木雅夫 - 元立教大学法学部教授、比較法学
- 大久保利謙 - 元立教大学文学部史学科教授、日本近代史、大久保利通の孫
- 大野信三 - 元立教大学教授、明治大学商学部教授・商学部部長、創価大学経済学部教授・経済学部長、中央大学教授、理論経済学の泰斗
- 大場啓仁 - 元立教大学一般教育部助教授、英米文学、大場助教授事件で知られる
- 大原祐子 - 元立教大学文学部非常勤講師、カナダ史
- 岡倉由三郎 - 元立教大学文学部教授・英文学科長、英語学、朝鮮語、日本初のラジオ英語講座を担当した英語教育の第一人者、英語発音練習カード考案者、岡倉天心の実弟
- 岡田斗司夫 - 元立教大学講師、アニメプロデューサー、評論家、文筆家
- 岡部弥太郎 - 元立教大学文学部教授、元東京大学教授、教育心理学、幼少教育の第一人者
- 奥村隆 - 元立教大学教授、社会学
- 小野秀太郎 - 元立教大学商学部教授、商業英語、朝日新聞社外報部記者、台湾銀行通信員、スタンダード・オイル通信員、台湾総督府郵便電信書記官、英文通信の権威

#### か行
- カール・ブランスタッド - 元立教大学文学部教授、英文学、教会音楽、エドワード・ガントレットの後任、立教大学聖歌隊隊長
- 香川達夫 - 元立教大学法学部非常勤講師、刑法各論、ドイツ刑法特殊講義
- 筧捷彦 - 元立教大学理学部数学科助教授、計算機科学、早稲田大学名誉教授
- 加藤晋平 - 元立教大学博物館学研究室助教授、考古学、筑波大学教授、モンゴル国考古研究所名誉教授
- 香山リカ - 元立教大学現代心理学部映像身体学科教授、精神科医、評論家
- 川島高峰 - 元立教大学非常勤講師、日本民衆思想史
- 川田熊太郎 - 元立教大学教授、仏教哲学
- 河上丈太郎 - 元立教大学講師、関西学院大学教授、日本社会党委員長、旧制立教中学出身
- 河村只雄 - 元立教大学文学部教授、社会学、英語
- 河盛好蔵 - 元立教大学教授、フランス文学、文化勲章受章
- 神田盾夫 - 元立教大学講師、ラテン語、新約聖書学、国際基督教大学教授・人文科学科長、国際基督教大学の設立に尽力した一人、神田乃武（東京商科大学名誉教授）の四男
- 菊井維大 - 元立教大学法学部教授、元立教大学総長事務取扱、民事訴訟法、破産法
- 木村靖二 - 元立教大学文学部教授、欧州政治史
- 金田一京助 - 立教大学元教授、言語学、民俗学、アイヌ語研究の創始者、石川啄木の親友
- 櫛田民蔵 - 元立教大学商学部教授、経済政策、櫛田ふきの夫
- 轡田收 - 元立教大学助教授、ドイツバロック文学
- 国松孝二 - 元立教大学文学部教授、ドイツ文学者
- 久保田きぬ子 - 元立教大学法学部教授、憲法
- 久保田正次 - 元立教大学経済学部教授、野球部長、智徳寮命名者、立教大学第1回卒業生
- 呉文炳 - 元立教大学教授、日本大学第4代総長、日本大学理事長、貴族院議員、広島県呉市名誉市民、日本で先駆けて信託業や信託法の講座を開設した第一人者
- 黒崎輝 - 元立教大学法学部兼任講師、政治学
- 黒沢幸子 - 元立教大学大学院コミュニティ福祉研究科兼任講師、臨床心理士
- 鯉川なつえ - 元立教大学非常勤講師、女子陸上競技選手、指導者
- 紅野敏郎 - 元立教大学一般教育部非常勤講師、日本文学
- 古賀学 - 元立教大学観光学部講師、観光学
- 小島茂雄 - 立教大学文学部元学部長、立教中学校（現・立教池袋中学校・高等学校）元校長、立教大学元チャプレン、日本聖公会の聖職者、元日本陸軍通訳官、立教大学第1回卒業生
- 後藤末雄 - 元立教大学教授、フランス文学者、比較文学、比較思想史
- 五野井郁夫 - 元立教大学法学部政治学科助教、国際関係論
- 駒井和愛 - 元立教大学文学部教授、東京大学名誉教授、考古学

#### さ行
- 犀川長作 - 元立教大学経済学部教授、弁護士、法学者、民法、刑法
- 斎藤精一郎 - 元立教大学社会学部産業関係学科教授、元ワールドビジネスサテライト・コメンテーター
- 坂口武之助 - 元立教大学商学部教授、立教大学予科部長、商学者、税関鑑定官、日本の商品学の泰斗
- 坂西志保 - 元立教大学講師、アメリカ議会図書館オリエンタル部日本課課長、GHQ職員、外務省・参議院専門委員、憲法調査会委員、中央教育審議会委員、NHK論説委員、日本ユネスコ国内委員、国家公安委員会委員
- 桜井厚 - 元立教大学社会学部教授、社会学
- 桜田佐 - 元立教大学教授、法政大学教授、フランス文学者、翻訳家、児童文学作家
- 澤木敬朗 - 元立教大学法学部教授、国際私法、国際民事訴訟法
- 四宮和夫 - 元立教大学法学部教授、民法、信託法
- 芝葛盛 - 元立教大学文学部教授、宮内庁調査員、帝国学士院帝室制度史編纂室主任、歴史学者、国史
- ジョン・アーミステッド・ウェルボーン - 元立教大学教授、英語、東京聖テモテ教会牧師、同志会監督者
- 白鳥清 - 元立教大学文学部教授、学習院教授、聖心女子大学教授、東洋史学、白鳥庫吉（邪馬台国北九州説の提唱者）の嗣子
- 新藤宗幸 - 元立教大学法学部教授、行政学
- 末延三次 - 元立教大学法学部教授、英米法、日本学士院会員
- 須貝止 - 元立教大学文学部教授・宗教学科長、ギリシア語、キリスト教経典学、聖公会神学院院長、聖路加国際病院理事長、聖路加女子学園（現・聖路加国際大学）理事長、日本聖公会南東京教区主教
- 杉捷夫 - 元立教大学教授、フランス文学、東京都立日比谷図書館長、日本学士院会員
- 杉浦義勝 - 元立教大学理学部教授、量子力学、学術研究会議会員、日本学術振興会委員、理学部創設に尽力、初代理学部長、日本の現代物理学の父
- 鈴木圭介 - 元立教大学教授、東京大学名誉教授、経済史学、アメリカ経済史
- 清田龍之助 - 元立教大学教授、一橋大学教授、商業英語、電通外報部長、国際新聞協会幹事・名誉書記、三鷹市山本有三記念館（旧・清田龍之助邸）の施主
- 赤攝也 - 元立教大学理学部教授、数学基礎論
- 十河佑貞 - 元立教大学文学部教授、西洋史、ドイツ近代史

#### た行
- 高垣松雄 - 元立教大学文学部教授・英文学科長、日本初のアメリカ研究所である立教大学アメリカ研究所創設者、日本で初めてアメリカ文学を専門に研究し日本のアメリカ文学研究の基礎を築いた第一人者
- 高城仙次郎 - 元立教大学商学部教授、慶應義塾大学教授、経済学者、正統派経済学、物価論
- 髙橋信隆 - 元立教大学法学部教授、行政法
- 高松孝治 - 元立教大学教授、チャプレン、立教学院理事、ギリシア語の権威、倫理学、清泉寮の名付け親、尹東柱の恩師、立教大学第1回卒業生
- 田嶋幸三 - 元立教大学助教授、元立教大学体育会サッカー部コーチ、第14代日本サッカー協会会長
- 高橋宏志 - 元立教大学法学部非常勤講師、民事訴訟法
- 高原明生 - 元立教大学法学部教授、中国政治、平和研究
- 高田裕成 - 元立教大学法学部教授、民事訴訟法、強制執行法、破産法
- 滝本誠一 - 元立教大学商学部（現・経済学部）教授、経済史研究の開拓者の一人
- 竹岡勝也 - 元立教大学文学部教授、九州帝国大学法文学部長・教授、北海道大学教授、國學院大學教授、歴史学、日本思想史
- 武澤信一 - 元立教大学社会学部教授、人事労務管理、労働経済学
- 竹田音治郎 - 元立教大学経済学部教授、大審院判事、東京控訴院判事、民法
- 武谷三男 - 元立教大学理学部教授、理論物理学、湯川秀樹・坂田昌一の共同研究者、妻はバルチック艦隊艦長の孫
- 竹中千春 - 元立教大学法学部政治学科教授、政治学者
- 竹村豊太郎 - 元立教大学商学部・経済学部教授、国士舘大学教授、経済学、金融論、スキー部初代部長
- 立花隆 - 元立教大学21世紀社会デザイン研究科特任教授、ジャーナリスト、ノンフィクション作家
- 田中王堂 - 元立教大学教授、早稲田大学文学部教授、哲学、プラグマティズム哲学の紹介者、石橋湛山の師匠
- 田辺忠男 - 元立教大学経済学部教授・経済学部長、東京帝国大学教授、高崎経済大学初代学長、経済学、野球部長
- 田辺義明 - 元立教大学産業関係研究所助手、社会学科兼任講師
- 団藤重光 - 元立教大学法学部非常勤講師、刑法
- 千種堅 - 元立教大学講師、イタリア文学
- 辻邦生 - 元立教大学文学部教授、フランス文学
- 辻善之助 - 元立教大学文学部教授、東京帝国大学名誉教授、聖心女子大学教授、立正大学教授、東京帝国大学史料編纂所初代所長、歴史学、帝国学士院会員、実証的な日本仏教史の確立者

#### な行
- 長尾十三二 - 元立教大学文学部教授、中央大学文学部教授、教育学者、西洋教育史
- 中川重雄 - 元立教大学理学部教授、理学部長、立教大学原子力研究所所長、物理学、野球部長
- 中川成夫 - 元立教大学文学部教授、考古学、博物館学、近世考古学の開拓者、博物館学の第一人者
- 中北浩爾 - 元立教大学法学部政治学科教授、政治学
- 長沢英一郎 - 元立教大学文学部教授、学習院教授、東京学芸大学教授、実践女子大学英文科長、川村短期大学教授、英米文学、英語学、翻訳家
- 中田榮一 - 元立教大学文学部史学科教授、予科教授、歴史地理学、地理学講座（現・史学科超域文化学専修）の創設者
- 中根不覊雄 - 元立教大学経済学部教授、亜細亜大学初代法学部長、満洲国司法部司法学校教授、法学者、翻訳家、英文法令社創業者、日本の法令の英訳で国際化に貢献した功労者
- 中野登美雄 - 元立教大学経済学部元教授、行政法、早稲田大学第5代総長
- 中野光 - 元立教大学教授、教育学
- 中村勝麻呂 - 元立教大学文学部教授、東京帝国大学史料編纂所史料編纂官、日本史、古文書編纂、歴史学者
- 中村進午 - 元立教大学経済学部教授、憲法、国際法、一橋大学名誉教授、七博士意見書を提出した一人
- 西谷修 - 元立教大学大学院文学研究科特任教授、フランス哲学
- 根岸由太郎 - 元立教大学文学部教授、英米文学、立教大学校出身、ジェームズ・ガーディナーの教え子、根岸隆（東京大学名誉教授、東大経済を代表する巨匠）の祖父
- 野口定男 - 元立教大学文学部教授、中国哲学、立教大学野球部部長
- 野田一夫 - 元立教大学社会学部教授、経営学、観光学科初代学科長、日本総合研究所初代所長、ニュービジネス協議会初代理事長、多摩大学初代学長、宮城大学初代学長、事業構想大学院大学初代学長、日経・経済図書文化賞受賞、日本にピーター・ドラッカーを紹介した経営学の開祖の一人
- 野々村戒三 - 元立教大学教授、歴史学、元関西学院教授、元早稲田大学教授、能楽研究者
- 野呂芳男 - 元立教大学文学部キリスト教学科教授、キリスト教思想史

#### は行
- 橋本博之 - 元立教大学大学院法務研究科教授、慶應義塾大学名誉教授、法学者
- 蓮實重彦 - 元立教大学一般教育部非常勤講師、フランス文学、映画表現論、東京大学第26代総長
- 畠山武道 - 元立教大学法学部教授、行政法、租税法
- 原田淑人 - 元立教大学文学部教授、東京帝国大学教授、聖心女子大学教授、帝国学士院会員、考古学、東洋史学、日本近代東洋考古学の父
- ハロルド・スパックマン - 元立教大学教授、立教大学図書館名誉館長、聖公会神学院元教授、立教大学ア式蹴球部（現・サッカー部）初代部長、日本で図書館学を講じた先駆者
- 日向野幹也 - 元立教大学経営学部教授、元BLP主査、リーダーシップ開発論
- 彦坂尚嘉 - 元立教大学大学院特任教授
- 一松信 - 元立教大学理学部教授、京都大学名誉教授、数学者
- 広瀬錦一 - 元立教大学文学部教授、中京大学初代文学部長、心理学者、実験心理学
- 福田清人 - 元立教大学教授、立教女学院短期大学教授、実践女子大学教授、日本児童文芸家協会理事長・会長、日本児童文学学会創設者、波佐見町名誉町民、旭日小綬章受賞
- 福谷正信 - 元立教大学経済学部兼任講師
- 藤原守胤 - 元立教大学文学部教授、立教大学アメリカ研究所所長、慶応義塾大学名誉教授、アメリカ史
- 藤本了泰 - 元立教大学文学部教授、大正大学文学部教授、仏教学者、僧侶、天徳寺住職
- 布施欽吾 - 元立教大学文学部教授、中央大学文学部教授・学生部長、漢学者
- 舩山龍二 - 元立教大学観光学部教授、JTB元会長、日本交通公社評議員
- ブレント・デ・シェン - 元立教大学助教授
- 祝宮静 - 元立教大学教授、民俗学
- 星野辰雄 - 元立教大学経済学部教授、労働法、商法、フランス語、弁護士、立教学院後援会副会長、渋沢栄一の子
- 細入藤太郎 - 元立教大学文学部教授、アメリカ文学
- ポール・マッカーシー - 元立教大学助教授、日本文学、翻訳家
- 蓬茨霊運 - 元立教大学理学部物理学科教授、天文学、天体物理学
- 細野三千雄 - 元立教大学教授、弁護士、衆議院議員
- 細谷俊夫 - 元立教大学文学部教授、東京大学名誉教授、元名古屋大学教授、白梅学園短期大学学長、日本産業教育学会理事長、教育学、名古屋大学教育学部の創設に尽力
- 保柳睦美 - 元立教大学助教授、地理学
- 本位田祥男 - 元立教大学経済学部教授、東京帝国大学教授、経済学者、社会政策、欧州経済史の権威者
- 本荘季彦 - 元立教大学文学部教授、旧制立教中学校教頭、東京府立第三中学校教員、旧制水戸中学校教員、国文学、漢学
- 本田喜代治 - 元立教大学助教授

#### ま行
- 米田實 - 元立教大学商学部教授、朝日新聞社論説委員長・初代外報部長、ジャーナリスト、国際法学者、近世外交史
- 前田雅英 - 元立教大学法学部非常勤講師、刑法
- 増田藤之助 - 元立教大学文学部教授、東京英語専修学校教授、早稲田大学名誉教授、『日本英学新誌』創刊者、坪内逍遙と双璧をなした英文学者、日本の英文学の権威
- 松平誠 - 元立教大学教授、女子栄養大学教授、コンピューター技術者、生活文化学者
- 松平頼暁 - 元立教大学理学部教授、現代音楽作曲家、生物物理学者、松平頼則の長男
- 松本益弘 - 元立教大学社会学部観光学科非常勤講師
- 水野忠夫 - 元立教大学講師
- 三橋久美 - 元立教大学商学部教授、商法、大審院判事・部長、東京控訴院判事・部長、東京地方裁判所判事・部長
- 峰尾都治 - 元立教大学文学部教授、旧制東京高等学校（現・東京大学教育学部附属中等教育学校）校長、東京外国語学校（現・東京外国語大学）教授、第一高等学校（現・東京大学教養学部）教授、英文学、英語学
- 宮岡洋一 - 元立教大学助教授
- 宮澤俊義 - 元立教大学法学部教授、初代法学部長、憲法、フランス公法、日本野球機構・プロ野球コミッショナー、日本国憲法制定に寄与した憲法学の権威、勲一等瑞宝章受章
- 宮島喬 - 元立教大学社会学部教授、社会学、お茶の水女子大学名誉教授
- 宮原民平 - 元立教大学教授、拓殖大学第6代学監、東洋学、中国文学
- 守口剛 - 元立教大学社会学部産業関係学科教授、早稲田大学商学学術院教授、元早稲田大学大学院商学研究科長
- 森田優三 - 元立教大学経済学部教授、一橋大学教授、内閣統計局長、日本統計学会会長、勲一等瑞宝章受章
- 森元恒雄 - 元立教大学経済学部特任教授、元参議院議員、旭日中綬章受章

#### や行
- 山縣雄杜三 - 元立教大学文学部教授、聖公会神学院教授、教会史研究の権威、野球部草創期のメンバー
- 山口俊夫 - 元立教大学法学部教授、フランス法、労働法
- 山田健三 - 元立教大学観光学部講師

#### わ行
- 脇本平也 - 元立教大学助教授
- 我妻栄 - 元立教大学法学部非常勤講師、民法
- 渡辺慧 - 元立教大学理学部教授、理論物理学
- 渡辺一夫 - 元立教大学文学部教授、フランス文学

## 主な在校生
芸能
- エブラヒミ椎菜 - タレント、文学部所属
- 沖玲萌 - タレント、法学部所属
- 川崎皇輝 - 俳優、歌手、タレント、ジュニア（少年忍者）
- 多田七帆 - タレント、法学部所属

スポーツ
- 石川直宏 - 元プロサッカー選手、元サッカー日本代表
- 荻原詠理 - カーリング選手、日本カーリング界初の金メダリスト（世界ジュニアカーリング選手権2022）
- 新田渉世 - 川崎新田ボクシングジム会長、日本プロボクシング協会理事・事務局長、元プロボクサー

## 出身者

### 政治

#### 王室
- ヌーラ・ビント・フェイサル・アルサウード - サウジアラビアの王女、初代国王イブン・サウードの曾孫、第2代国王サウード1世の孫娘、アラブファッション協議会名誉会長、Saudi Fashion Week創設者

#### 旧華族
- 勝芳孝 - 伯爵、新興製作所代表取締役社長、勝家3代目当主、徳川慶喜の孫及び勝海舟の曾孫
- 税所篤満 - 子爵、トヨタ自動車（元・トヨタ自販）役員・監査役、税所家4代目当主、薩南三傑の一人である税所篤の曾孫、税所玲子（NHK解説委員、元ロンドン支局長）の祖父

#### 国会議員

##### 貴族院議員
- 何礼之 - 貴族院議員、大阪洋学校（現・京都大学、岡山大学医学部）創設者、開成所（現・東京大学）教授、岩倉使節団の一員
- 白沢保美 - 貴族院議員、農商務省山林局林業試験場（現・森林研究・整備機構）長、樹木学者、東京の都市緑化事業の第一人者
- 末延道成 - 貴族院議員、実業家、三菱の四天王
- 膳桂之助 - 貴族院議員、国務大臣（無任相）、初代経済安定本部総務長官、初代物価庁長官、旧制立教中学出身
- 濱口梧洞 - 貴族院議員、実業家、10代目濱口儀兵衛、醤油王
- 前田多門 - 貴族院議員、文部大臣、新潟県知事、ソニー初代社長（東京通信工業）、旧制立教中学出身

##### 元職
- 岩下清周 - 衆議院議員、実業家、立教学校1期生
- 岩倉博文 - 自由民主党衆議院議員、北海道苫小牧市長
- 宇野治 - 内閣府大臣政務官、外務大臣政務官、自由民主党衆議院議員、経済学部卒
- 小野塚勝俊 - 民主党衆議院議員、埼玉県所沢市長、日本銀行員
- 河上丈太郎 - 日本社会党委員長、衆議院議員、旧制立教中学出身
- 木暮武太夫 - 衆議院議員、群馬県議会議員、伊香保町会議員、24代目木暮武太夫、旭日小綬章受賞
- 葛原猪平 - 衆議院議員、立憲政友会、実業家
- 砂田重民 - 文部大臣、北海道開発庁長官、沖縄開発庁長官、自由民主党衆議院議員、経済学部卒
- 関和知 - 内務大臣秘書官、陸軍政務次官、憲政会幹部、衆議院議員、東京毎日新聞編集長、豊島岡女子学園中学校・高等学校（旧・牛込高等女学校）理事
- 早川勝 - 日本社会党衆議院議員、愛知県豊橋市長
- 保坂三蔵 - 経済産業副大臣、自由民主党参議院議員、法学部卒
- 犬塚直史 - 民主党参議院議員、経済学部卒
- 大石正光 - 民主党参議院議員、衆議院議員、緑の地球防衛基金理事長、文学部卒
- 須藤浩 - 民主党衆議院議員、法学部卒
- 田中甲 - 衆議院議員、千葉県市川市長
- 田名部匡省 - 農林水産大臣、民主党参議院議員、衆議院議員、札幌五輪アイスホッケー男子日本代表監督、経済学部卒
- 小川敏夫 - 法務大臣、立憲民主党参議院議員、参議院副議長、裁判官、法学部卒、旭日大綬章受章
- 横尾輝吉 - 衆議院議員、栃木県議会議長
- 今村忠助 - 自由党衆議院議員、商学部（現・経営学部）卒
- 松方幸次郎 - 衆議院議員、実業家、内閣総理大臣秘書官
- 松下正寿 - 民社党参議院議員、第5代・6代・7代立教大学総長、旭日重光章受章
- 高橋紀世子 - 参議院議員・無所属、文学部卒、三木武夫長女
- 福田峰之 - 内閣府副大臣、自由民主党衆議院議員、社会学部卒、野田一夫ゼミ出身

##### 現職
- 赤間二郎 - 自由民主党衆議院議員、元内閣府副大臣、元総務副大臣、経済学部卒
- 江崎鉄磨 - 自由民主党衆議院議員、元内閣府特命担当大臣（沖縄及び北方対策担当）、文学部卒
- 高木啓 - 自由民主党衆議院議員、社会学部卒
- 田中良生 - 自由民主党衆議院議員、元内閣府副大臣、元国土交通副大臣、経済学部卒
- 鈴木庸介 - 立憲民主党衆議院議員、元NHK記者、経済学部卒
- 吉田晴美 - 立憲民主党 衆議院議員、元法務大臣秘書官、文学部卒
- 櫛渕万里 - れいわ新選組衆議院議員、元ピースボート事務局長、社会学部卒

#### 地方自治

##### 知事
- 金尙鎔  - 江原道知事、梨花女子大学教授、英文学者、作家、翻訳家
- 陳樹人 - 広東省長、広東省民政庁長・政務庁長・総務庁長、制憲国民大会代表、国民党外務大臣
- 前田多門 - 新潟県知事、文部大臣、旧制立教中学出身

##### 首長
- 岩倉博文 - 北海道苫小牧市長、元衆議院議員、経済学部卒
- 内谷重治 - 山形県長井市長、経済学部卒
- 高橋宣博 - 福島県桑折町長、経済学部中退
- 知久清志 - 茨城県五霞町長、法学部卒
- 小野塚勝俊 - 埼玉県所沢市長、元衆議院議員、元日本銀行員、法学部卒
- 木村純夫 - 埼玉県幸手市長、文学部卒
- 高野律雄 - 東京都府中市長、ラグビー部元主将、経済学部卒
- 大勢待利明 - 東京都青梅市長、大学院社会学研究科修了
- 田中甲 - 千葉県市川市長、元衆議院議員、社会学部卒
- 桐ケ谷覚 - 神奈川県逗子市長、経済学部卒
- 金丸一元 - 山梨県南アルプス市長
- 白鳥孝 - 長野県伊那市長、社会学部卒
- 田内浩之 - 静岡県湖西市長、法学部卒
- 山内登 - 岐阜県下呂市長、経済学部卒
- 宮橋勝栄 - 石川県小松市長、観光学部卒
- 武井政一 - 福岡県飯塚市長、理学部卒
- 黒木敏之 - 宮崎県高鍋町長、経済学部卒
- 三浦正名 - 元青森県五戸町長、経済学部卒
- 佐藤勇 - 元宮城県栗原市長、第31代宮城県議会議長、旭日中綬章受章、文学部卒
- 永田英太郎 - 元栃木県栃木市長、栃木市教育委員長、栃木市名誉市民、勲四等瑞宝章受章、文学部卒
- 中澤敬 - 元群馬県草津町長、社会学部卒
- 横田凱夫 - 元茨城県石岡市長、経済学部卒
- 島田行雄 - 元埼玉県ふじみ野市長、元大井町長
- 須田健治 - 元埼玉県新座市長、経済学部卒
- 永瀬洋治 - 元埼玉県川口市長、文学部卒
- 原口和久 - 元埼玉県鴻巣市長、鴻巣市名誉市民、経済学部卒
- 池園哲太郎 - 東京市浅草区長、淀橋区長、豊島区長、下谷区長、東京市社会教育部長、慶應義塾大学元教授
- 高野之夫 - 元東京都豊島区長、経済学部卒
- 秋葉就一 - 元千葉県八千代市長、大学院中退
- 山口巖雄 - 元神奈川県厚木市長、経済学部卒
- 今井竜五 - 元長野県岡谷市長、法学部卒
- 鶴見憲 - 元静岡県熱海市長、外交官
- 早川勝 - 元愛知県豊橋市長、元衆議院議員、内閣総理大臣補佐官、大学院修了
- 平田佐矩 - 元三重県四日市市長、平田紡績社長、経済学部卒
- 寺前秀一 - 元石川県加賀市長、観光学者、高崎経済大学地域政策学部元教授、日本観光協会元理事長、博士学位取得
- 平岡政典 - 元香川県善通寺市長、経済学部卒
- 亀山春光 - 元長崎県江迎町長（現・佐世保市）、法学部卒

##### 議員
- 石坂わたる - 東京都中野区議会議員、大学院修了
- 三遊亭らん丈 - 東京都町田市議会議員、落語家、文学部・経済学部卒
- 早坂義弘 - 東京都議会議員、法学部卒
- 本橋弘隆 - 東京都議会議員、法学部卒
- 稲垣昭義 - 第114代三重県議会議長、三重県議会議員、法学部卒
- 向井山雄 - 伊達町（現・伊達市）会議員、北海道アイヌ協会初代理事長
- 川口栄之進 - 青森市議会議長、青森市議会議員、青森県議会議員、弁護士
- 小久保純一 - 元青森県十和田市副市長、大阪夕陽丘学園短期大学学長、経済学部卒
- 木暮武太夫 - 伊香保町（現・渋川市）議会議長、伊香保町議会議員、群馬県スケート連盟会長、26代目木暮武太夫
- 田中甲 - 元千葉県議会議員、社会学部卒
- 田内浩之 - 元静岡県議会議員、法学部卒
- 林正夫 - 第62・63代広島県議会議長、広島県議会議員、修道学園理事長、旭日重光章受章

#### 日本国外の政治家
- 姜太武 - 朝鮮民主主義人民共和国の軍人、政治家、予科卒
- 金允經  - 独立運動家、延世大学校大学院長、漢陽大学校文理科大学学長、延世大学校名誉教授、韓国文化勲章受章
- 金英樹  - 朝鮮のジャーナリスト、独立運動家
- 陳樹人 - 中国の政治家、制憲国民大会代表、国民党外務大臣、広東省長、広東省民政庁長・政務庁長・総務庁長、嶺南画派の創始者の一人、嶺南三傑、文学部卒
- 白仁俊 - 朝鮮民主主義人民共和国の政治家、北朝鮮最高人民会議副議長、最高人民会議常任委員会副委員長、文化省長官、白頭山文芸創作団長、行政院文化芸術部長、南北故郷訪問団芸術団長、朝鮮文学芸術総同盟会長、映画文学作家
- 朴聖焌  - 社会運動家、神学者、第37代大韓民国国務総理韓明淑の夫
- 楊建平 - 中国の政治家、外交官、軍人、広東省中央銀行副総裁、上海商務局長、潮山税関監督署長、第11軍後方部大佐局長、国民革命軍少将、復旦大学教授、政法大学教授、農民工民主党創設者の一人
- 李敎善 - 大韓民国の政治家、大韓民国第2代国会議員、大韓民国参議院議員、大韓民国第4代商工部長官、ソウル大学校副総長
- 李如星 - 朝鮮民主主義人民共和国の政治家、北朝鮮最高人民会議議員、ジャーナリスト、朝鮮日報社調査部長・社会部長、東亜日報社調査部長、美術史家
- 李相冕  - 大韓民国の政治家、大韓民国第5代国会議員

#### 国際機関・各種団体
- 浅野久美 - 日本文化チャンネル桜、経済学部卒
- 河原繁憲 - 九州ベトナム友好協会、経済学部卒
- 北川愛里 - 国連難民高等弁務官事務所（UNHCR）職員、元TBSアナウンサー、文学部卒
- 久米隼 - 九州ベトナム友好協会、経済学部卒
- 丹波恒夫 - 連合国軍最高司令官総司令部（GHQ）繊維部顧問、丹波商会創業者、浮世絵コレクター（丹波コレクション）、横浜文化賞受賞
- 松下満雄 - 世界貿易機関（WTO）上級委員、松下正寿の子
- 松本謙一 - 全国福祉未来ネットワーク理事長、大学院修了
- 早瀬史麻 - 日本文化チャンネル桜、大学院修了

### 行政、司法
- 有元三郎 - 国税庁福岡国税不服審判所長、北海道東北開発公庫監事
- 五十嵐光彰 - 警保局（現・警察庁）警部、官吏、東京通信社社長・主幹
- 小野秀太郎 - 台湾総督府郵便電信書記官、朝日新聞社外報部記者、台湾銀行通信員、スタンダード・オイル通信員、立教大学教授、英文通信の権威、東京英語専修学校出身
- 何礼之 - 元老院議官、内務大書記官、翻訳局長
- 久芳直介 - 台湾総督府税務官、台湾土地調査局事務官兼監督官、朝鮮総督府事務官・総務局人事課長、埼玉県司税官
- 阪井徳太郎 - 内閣総理大臣秘書官、外務大臣秘書官、三井合名会社第25代理事
- 清水友輔 - 台湾総督府通訳官、立教女学校（現・立教女学院中学校・高等学校）校長
- 松方幸次郎 - 内閣総理大臣秘書官、川崎造船所(現・川崎重工業）社長
- 白沢保美 - 農商務省山林局林業試験場（現・森林研究・整備機構）長、日本林学会会長、日本農学会会長
- スパット・スタタム - タイ王国元財務大臣、立教大学名誉博士
- 関和知 - 内務大臣秘書官、陸軍政務次官
- セルジオ・インクラン - 在日メキシコ大使館元公使、メキシコ経済省元駐日代表、トヨタ自動車元エグゼクティブ・アドバイザー
- 鶴見憲 - マラッカ州長官、シンガポール日本総領事、ハルピン日本総領事、米国オレゴン州ポートランド日本領事、満洲国日本大使館1等書記官、熱海市長
- 楊建平 - 上海商務局長、広東省中央銀行副総裁
- 李敎善 - 大韓民国第4代商工部長官、大韓民国民政長官補佐官、在韓米軍政長官秘書長、ソウル大学校副総長
- 羽田恵子 - 外務省駐北マケドニア大使、元メルボルン総領事
- 原田武夫 - 元外務省アジア大洋州局北東アジア課課長補佐、原田武夫国際戦略情報研究所代表
- 広安孝夫 - 文部省文部事務官、米子基督教会伝道師
- 若林一紀 - 山梨県副知事
- 千田勝一郎 - 鎌倉市副市長、元三菱商事社員、松下政経塾卒、元神奈川県知事特別秘書兼知事補佐
- 木澤克之 - 元最高裁判所判事、加計学園監事、旭日大綬章受章
- 畔柳章裕 - 元仙台地方検察庁検事正、元仙台高等検察庁次席検事、元法務省法務総合研究所研究部長
- 小暮輝信 - 元釧路地方検察庁検事正、元名古屋高等検察庁刑事部長、法務省難民審査参与員
- 小林健司 - 元仙台高等検察庁次席検事兼法務省法務総合研究所仙台支所長、元福島地方検察庁検事正、元国税庁東京国税不服審判所長
- 高麗邦彦 - 千葉家庭裁判所長、元広島高等裁判所部総括判事、元那覇地方裁判所長
- 廣瀬健二 - 元横浜地方裁判所部総括判事、元立教大学大学院法務研究科教授
- 飯田直樹 - 弁護士、黒田法律事務所パートナー
- 小川敏夫 - 弁護士、裁判官、東京地方検察庁検事、法務大臣
- 川口栄之進 - 弁護士、青森県弁護士会会長、青森市議会議長
- 関口康晴 - 弁護士、立教大学法学部兼任講師
- 野澤正充 - 弁護士、立教大学法学部教授
- 平松まゆき - 弁護士、元歌手
- 松下正寿 - 弁護士、第5代・6代・7代立教大学総長、旭日重光章受章
- 松下満雄 - 弁護士、東京大学名誉教授、松下正寿の子、瑞宝中綬章受章
- 門田雅也 - 弁護士、木曽ひまわり基金法律事務所初代所長

### 宗教
- 有賀千代吉 - 日本聖公会の聖職者、立教小学校第3代校長、カナダ・バンクーバー日本語学校校長
- 大倉本澄 - 日本聖公会の聖職者、東京英語専修学校（立教大学の前身の一つ）創設者、ハーバード大学の外国人初の舎監
- 大西良慶 - 京都・清水寺（北法相宗）管長・住職、奈良・興福寺（法相宗）管長・住職
- 岡島松太郎 - 日本聖公会の聖職者、京都・聖アグネス教会牧師、聖三一幼稚園（福井）創設者、平安女学院院長、藍綬褒章受章
- 小島茂雄 - 日本聖公会の聖職者、立教中学校（現・立教池袋中学校・高等学校）校長、立教大学文学部長
- 小林彦五郎 - 日本聖公会の聖職者、立教女学校（現・立教女学院）校長、立教大学教授、聖路加女子専門学校（現・聖路加国際大学）理事
- 左乙女豊秋 - 大阪聖パウロ教会牧師、立教学校（現・立教大学）主監、立教中学校初代校長
- 阪井徳太郎 - 牧師、同志会学生寮設立者、三井合名会社第25代理事、聖路加国際病院設立評議会実行委員
- 杉浦義道 - 日本聖公会の聖職者、真光教会初代牧師、労働者矯風会創設者、サマリタン医院創設者、杉浦貞二郎（立教大学元学長）の兄
- 清田海一郎 - 日本聖公会の聖職者、浅草聖ヨハネ教会初代牧師、清田龍之助（一橋大学教授、電通外報部長）の父
- 高松孝治 - 日本聖公会の聖職者、立教大学教授、大学チャプレン、立教学院理事、ギリシア語の権威、清泉寮の名付け親、尹東柱の恩師
- 多川幾造 - 日本聖公会の聖職者・会計責任者、平安女学院院長（校長）、押川方義（東北学院創設者）と立教大学池袋校地の買収交渉を行った功労者
- 塚田理 - 元日本聖公会司祭、立教大学名誉教授、元立教大学総長、元立教学院学院長
- 徳善義和 - 牧師、ルーテル学院大学・日本ルーテル神学校名誉教授、大学院修了
- 名出保太郎 - 日本聖公会大阪教区初代主教、築地聖三一教会（立教教会）初代牧師
- 西原廉太 - 日本聖公会中部教区主教、立教大学文学部教授、立教大学総長、大学院修了
- 西村敬太郎 - 日本聖公会の聖職者、真光教会第2代牧師、大学チャプレン、立教大学学生部長
- 朴聖焌  - 牧師、韓国神学研究所学術部長、韓神大学校教授、聖公会大学校NGO大学院教授
- 早川喜四郎 - 日本聖公会の聖職者、京都・聖アグネス教会牧師、平安女学院院長
- 広安孝夫 - 日本聖公会の聖職者、米子基督教会伝道師、文部省文部事務官
- 向井山雄 - 日本聖公会の聖職者、北海道アイヌ協会初代理事長、バチェラー八重子の弟
- 元田作之進 - 日本聖公会東京教区初代主教、立教大学初代学長、立教中学校（現・立教池袋中学校・高等学校）校長
- 八代斌助 - 日本聖公会首座主教、神戸国際大学創設者、立教学院理事長、聖公会神学院理事長、聖路加国際病院理事長、聖路加看護大学理事長、松蔭女子学院理事長、桃山学院理事長、中退
- 山縣雄杜三 - 日本聖公会の聖職者、立教大学教授、聖公会神学院教授、大学チャプレン、教会史の権威、野球部草創期のメンバー
- 山北宣久 - 日本基督教団議長、日本宗教連盟理事長、元青山学院理事長
- 吉永正義 - 牧師、元日本ルーテル神学大学教授、大学院修了

### 軍事
- 青木謙知 - 航空軍事評論家、元航空ジャーナル編集長、現日本テレビ特任解説委員
- 石井政雄 - 元統合幕僚会議議長、元陸上幕僚長
- 杉浦貞二郎 - 元陸軍大学校教授、立教大学学長、哲学者

### 経済

#### 水産・農林業・食品
- 麻生潔 - カネコ種苗元代表取締役社長
- 飯島良男 - ヤマザキビスケット（旧・ヤマザキナビスコ）元代表取締役社長、山崎製パン元常務取締役
- 石渡美奈 - ホッピービバレッジ代表取締役社長
- 井田純一郎 - サンヨー食品代表取締役社長、日本即席食品工業協会理事長、藍綬褒章受賞
- 一星邦彦 - 福乃友酒造前代表取締役社長、現工場長、杜氏
- 伊藤裕康 - 中央魚類代表取締役会長兼CEO、東京都水産物卸売業者協会会長、豊洲市場協会会長、全国水産物卸協会最高顧問
- 伊藤洋平 - 秋田清酒代表取締役社長
- 江夏順行 - 霧島酒造代表取締役社長
- 大野晃 - 森永乳業元代表取締役会長・社長、名誉会長、日本乳業協会会長、日本オリエンテーリング協会初代会長、旭日中綬章受章
- 大野真徳 - 鮒佐6代目
- 奥井隆 - 奥井海生堂代表取締役社長、4代目当主、敦賀商工会議所会頭、軽井沢日仏協会会長、文化庁長官表彰受賞
- 掛谷浩志 - 永谷園代表取締役社長
- 加瀬泰美 - ヒゲタ醤油代表取締役社長
- 川上浩子 - 吉乃川元代表取締役社長、新潟県最古の酒蔵
- 川崎浩太郎 - ハウス食品代表取締役社長
- 岸上克彦 - アサヒ飲料社長、カルピス社長
- 木村栄一 - 木村屋總本店元代表取締役社長・5代目、全日本パン協同組合連合会初代会長、日本パン工業会元会長、ラグビー部元監督
- 葛原猪平 - 葛原冷蔵創業者・代表取締役社長、日本初の食品機械冷凍を行った日本の冷凍物流事業の先駆者
- 倉田千裕 - ハウスウェルネスフーズ代表取締役社長
- 黒木敏之 - 黒木本店代表取締役会長、尾鈴山蒸留所前社長、宮崎県高鍋町長
- 権田幸子 - 権田酒造女将
- 酒寄正太 - 北海道コカ・コーラボトリング代表取締役社長
- 島本憲仁 - 味の素AGF代表取締役社長
- 鈴木豊 - キユーピー元代表取締役社長、旭日中綬章受章
- 田中美代子 - 日本コカ・コーラ副社長、食品容器環境美化協会会長、ドナルド・マクドナルド・ハウス・チャリティーズ・ジャパン理事
- 中川真佐志 - オリエンタル酵母工業代表取締役社長、日本イースト工業会会長
- 成田健一 - 永谷園代表取締役社長
- 長谷川雄介 - ヤヱガキグループ（ヤヱガキ酒造、ヤヱガキフード＆システム、ヤヱガキ醗酵技研、ヤヱガキジャパン）代表取締役社長、15代目
- 濱口梧洞 - ヤマサ醤油代表取締役社長、10代目濱口儀兵衛、貴族院議員、醤油王、銚子市名誉市民
- 早川知佐 - カルビー常務執行役員・CFO、税理士
- 原田節子 - 原田・ガトーフェスタ ハラダ専務取締役
- 平塚正幸 - 平塚製菓代表取締役社長、日本チョコレート工業組合理事長、初めて東京産カカオ豆によるチョコレートを製品化、旭日小綬章受章
- 松尾裕二 - チロルチョコ代表取締役社長、松尾製菓代表取締役社長
- 松岡良治 - 松岡醸造代表取締役社長、埼玉県酒造組合会長
- 松崎昭雄 - 森永製菓元会長
- 松崎一雄 - 森永商事元代表取締役社長、森永製菓元副社長、立教学院元理事長
- 松崎半三郎 - 森永製菓元社長、森永乳業初代社長、大日本製乳協会会長、日本菓子工業組合連合会理事長、日本停車場会長、立教学院元理事長、日本の酪農と乳業界の繁栄の基礎を築いた貢献者
- 松久直史 - 日本甜菜製糖元代表取締役会長・社長
- 馬宮亮一郎 - 三芳菊酒造代表取締役、杜氏
- 丸山邦治 - 丸山海苔店代表取締役社長・5代目、花王アメリカ元副社長
- 三澤彩奈 - 中央葡萄酒取締役、栽培醸造部長、ワイン醸造家
- 茂木康三郎 - コカ・コーライーストジャパン（旧・利根コカ・コーラボトリング）元代表取締役社長
- 両角幸寛 - メトロ製菓代表取締役社長、ロイスダール代表取締役社長、日本で最初にチョコレートバーの生産を開始した企業の経営者、4代目
- 山口喜三 - 長崎・松翁軒代表取締役社長、11代目
- 山本範雄 - アヲハタ代表取締役社長
- 横澤正克 - 昭和産業元社長、元製粉協会会長
- 渡辺雅司 - 船橋屋代表取締役社長、8代目

#### 建設・不動産・住宅
- 明石昌 - 大和リビング元代表取締役社長、大和エステート元代表取締役社長、大和リビングマネジメント元代表取締役社長
- 伊藤守 - 毎日コムネット創業者・代表取締役社長
- 稲本正 - オークヴィレッジ創業者・初代会長、トヨタ白川郷自然學校創設者・初代校長、東京農業大学客員教授、岐阜県教育委員
- 岩崎弥一 - アルカスコーポレーション代表取締役社長、南砺市商工会副会長
- 小田切潤 - 船場代表取締役社長、オンワードホールディングス執行役員兼戦略企画室長、丸紅M&Aチームディレクター
- 鈴木周平 - 日本スキー場開発代表取締役社長
- 問田和宏 - 野村不動産パートナーズ代表取締役社長
- 永田和一 - 三井不動産元専務取締役、フロンティア不動産投資法人元執行役員
- 西村祐 - トヨタホーム代表取締役社長、プライムライフテクノロジーズ副社長
- 林隆 - 大成有楽不動産元代表取締役社長、大成建設元常務執行役員、大成建設ハウジング元代表取締役社長
- 堀内實三 - 東宝不動産元代表取締役社長、東宝元専務取締役、 映画プロデューサー、ゴジラ復活準備委員会委員長
- 水谷憲一 - 大成温調代表取締役社長
- 村上浩輝 - ツクルバ共同創業者・CEO
- 村上ひろみ - 北洲代表取締役社長

#### ホテル・観光
- 青木宏一郎 - ホテルニューグランド総支配人
- 荒井詔二郎 - ホテルメトロポリタン元代表取締役社長、総支配人、日本ホテル元顧問
- 石川邦大 - T-LIFEホールディングス代表取締役社長、東武トップツアーズ（旧・トップツアー）元代表取締役社長
- 石原直 - ホテルオークラ東京元総支配人・元常務取締役、ホテルオークラ新潟元社長、芝パークホテル元会長・社長、藤田観光元副社長、フォーシーズンズホテル東京元総支配人、観光情報流通機構理事長、国連CE/FACT日本委員、ホテルの情報システム化の草分け
- 稲葉雅之 - ホテル小田急代表取締役社長、ホテル小田急サザンタワー代表取締役社長
- 大塚尚夫 - ホテルグランドパレス代表取締役社長・総支配人、国土交通大臣表彰受賞、ホテリエ・オブ・ザ・イヤー受賞
- 大邊徹 - 京都嵯峨野・大河内山荘代表
- 興津俊昭 - ホテル日航金沢代表取締役社長、大樹生命保険（旧・三井生命保険）元執行役員
- 小田禎彦 - 和倉温泉・加賀屋前社長、相談役、金沢大学名誉博士、石川県観光連盟理事長、能登半島広域観光協会理事長、JTB元取締役、日本交通公社評議員
- 小田真弓 - 和倉温泉・加賀屋女将、現代の名工
- 貝田康則 - ホテルニューオータニ幕張総支配人、ニュー・オータニ取締役
- 勝俣伸 - 富士屋ホテル代表取締役社長、日本ブライダル文化振興協会会長、箱根町観光協会理事長
- 金谷眞一 - 日光金谷ホテル元社長、帝国ホテル元取締役、富士屋ホテル元取締役
- 金谷鮮治 - 鬼怒川温泉ホテル元代表取締役社長、日本旅行協定旅館連盟元会長、日本ホテル協会元理事長、内閣観光政策審議会元専門委員、ジョンカナヤ麻布オーナー、フレンチの鉄人坂井宏行の恩人
- 加森公人 - 加森観光元社長、大学院修了
- 菊間陽介 - ワールド航空サービス代表取締役社長
- 木暮秀家 - 木暮旅館（ホテル木暮）代表取締役社長、渋川伊香保温泉観光協会（旧・改良取締所）頭取、伊香保を東京の代表的避暑地に定着させた功労者、24代目木暮武太夫、旭日小綬章受章
- 木暮欽一  - 木暮旅館（ホテル木暮）代表取締役社長、群馬県スケート連盟会長、26代目木暮武太夫
- 黒田麻衣子 - 東横イン代表執行役社長、大学院修了
- 佐藤泰春 - 万平ホテル元代表取締役会長・元社長、軽井沢エフエム創業者・元会長、長野大学客員教授、日本旅行業協会理事、全国旅行業協会理事、旭日小綬章受章
- 澤村愛策 - 奈良ホテル元支配人
- 塩島賢次 - 藤田リゾート開発元代表取締役社長、ホテル椿山荘東京元総支配人、日本ホテル元常務、ホテルメトロポリタン元総支配人
- 四方啓暉 - ジェイアール東海ホテルズ元専務取締役、名古屋マリオットアソシアホテル元常務取締役総支配人、ザ・リッツ・カールトン大阪副総支配人として同ホテルを立ち上げたホスピタリティマネジメントのプロフェッショナル
- 鈴木健史 - 鴨川グランドホテル代表取締役社長
- 多田邦彦 - 和倉温泉多田屋会長、5代目、和倉温泉観光協会会長、昇龍道ドラゴンルート推進協議会理事長
- 玉井和博 - ホテル京急元代表取締役社長、ホテルパシフィック東京元総支配人、立教大学観光学部元特任教授、大妻女子大学特任教授
- 塚田忠保 - グランドニッコー東京 台場代表取締役社長・総支配人
- 鍔一郎 - つば甚十六代目、金沢リハビリテーションアカデミー理事長、石川県専修学校各種学校連絡会理事長
- 寺田順三郎 - 伊勢志摩・戸田家代表取締役社長、8代目、鳥羽市観光協会会長、鳥羽旅館事業協同組合理事長
- 中澤敬 - 中沢ヴィレッジ代表取締役会長、草津温泉観光協会会長、日本温泉協会理事、元群馬県草津町長
- 野村久秀 - 高輪プリンスホテル支配人、バスケットボール選手
- 蓮見秀樹 - 日本ホテル・ホテルメトロポリタン丸の内総支配人、ホテルメトロポリタン長野元代表取締役社長
- 福田朋英 - 伊香保温泉・福一代表取締役社長、17代目、伊香保温泉旅館協同組合理事長、JTB協定旅館ホテル連盟会長、JTB取締役
- 藤崎斉 - 日本ホテル・東京ステーションホテル総支配人
- 古田直弥 - 帝国ホテル支配人
- 松井幹雄 - ホテルオークラ社長、ホテルオークラ東京会長
- 山岡孝次 - ホテルオークラ東京ベイ元代表取締役社長兼総支配人、ハイアットリージェンシー東京元副総支配人、フェニックス・シーガイア・リゾート元CFO
- 山口正造 - 富士屋ホテル元社長、箱根ホテル元社長、正造の遺志を継ぎ1946年ホテル講座が開講
- 山下智司 - 呉竹荘代表取締役社長、蒲郡クラシックホテル代表取締役社長

#### 飲食・外食産業
- 阿久津貴史 - ジー・テイスト（現・焼肉坂井ホールディングス）元代表取締役社長、壁の穴元代表取締役社長
- 久保田隆 - 浮月楼代表取締役会長、JAZZ CLUB LIFETIME代表
- 久保田耕平 - 浮月楼代表取締役社長
- 小坂哲瑯 - 日比谷松本楼元代表取締役会長・社長、関東外食産業協議会初代会長
- 小坂文乃 - 日比谷松本楼代表取締役社長
- 菅原勇一郎 - 玉子屋代表取締役社長
- 中島正人 - ちよだ鮨代表取締役社長
- 山本英柱 - ドリームフーズ代表取締役社長
- 渡辺裕明 - B-R サーティワン アイスクリーム代表取締役社長、日本フランチャイズチェーン協会会長

#### 化学・医薬品・素材・電気機器・自動車・造船
- 浅野彰太 - 浅野鋼材代表取締役社長
- 天野宏 - クレハ（旧・呉羽化学工業）元代表取締役会長・元社長
- 荒川隆治 - アルフレッサホールディングス代表取締役社長
- 有明威 - 横森製作所代表取締役社長
- 井崎孝 - キヤノンプロダクションプリンティングシステムズ代表取締役社長
- 伊藤公一 - UDトラックス代表取締役社長兼CEO
- 伊藤裕子 - ニッピ代表取締役社長
- 伊藤義剛 - 岩崎電気代表取締役社長
- 伊部幸顕 - ゼリア新薬工業代表取締役会長兼CEO
- 岩下世志 - 日産自動車元取締役上席常務、ゼロ（前・日産陸送）元代表取締役会長・社長
- 上松蓊 - 古河鉱業門司支店長、製紙会社創業者、南方熊楠の門弟・支援者
- 植松京 - 三菱造船常務取締役、三菱商事取締役
- 上山英一郎 - 大日本除虫菊（金鳥）創業者、蚊取線香の発案者
- 鵜川久 - テラダイン日本法人代表取締役社長
- 漆畑憲一 - 住友電装代表取締役社長
- 遠入昇 - 東レ元広報宣伝部長、鐘紡元代表取締役副社長、ミニスカートブームの仕掛け人
- 織田博之 - ソニー・コンピュータエンタテインメントAsia元プレジデント、PlayStation Asia元プレジデント、ソニー台湾元総経理、産直執行役社長兼CEO
- 小原勝郎 - ツムラ元常務取締役・静岡工場長、ヒマラヤ・マナスル初登頂隊副隊長
- 笠間達雄 - リズム（旧・リズム時計工業）元代表取締役社長
- 梶原浩規 - NCホールディングス代表取締役社長、日本コンベヤ代表取締役社長
- 加藤雄一 - アドバネクス元代表取締役会長・社長、事業創造大学院大学客員教授
- 神谷昭男 - トヨタ自動車元取締役、トヨタモビリティ東京（旧・東京トヨペット）元代表取締役社長、丸八殖産代表取締役会長、立教学院元理事長
- 唐沢清紀 - あゆみ製薬代表取締役会長
- 川畑佳樹 - バクスター日本法人元社長
- 川村修 - シャンソン化粧品代表取締役会長
- 川村弘 - シャンソン化粧品創業者・元代表取締役社長
- 河本太郎 - フコク元代表取締役会長・社長
- 北畠安五郎 - タカラスタンダード（旧・日本エナメル）創業者
- 櫛引博敬 - アグロカネショウ代表取締役社長
- 小林大吉郎 - Meiji Seika ファルマ代表取締役社長、明治ホールディングス取締役執行役員COO、KMバイオロジクス代表取締役会長
- 小林宏明 - 日東製網代表取締役社長
- 佐伯松三郎 - 日本サーモコン元代表取締役社長、東京鋼管社長、立教大学校友会副会長、立教理科専門学校（現・立教大学理学部）の創設に尽力し、立教を存続させた立役者の一人
- 齋藤友良 - アクサルタコーティングシステムズ日本法人社長
- 佐藤廣治 - エス・サイエンス代表取締役社長
- 塩野芳彦 - 塩野義製薬元代表取締役社長
- 白井孝夫 - 本田技研工業元専務取締役、本田技術研究所元所長、本田技研工業鈴鹿製作所の建設リーダー
- 鈴木常司 - ポーラ化粧品元会長
- 須藤民彦 - パイオニア元代表取締役社長
- 清家義雄 - 平和紙業代表取締役社長
- 妹尾義行 - 大八化学工業代表取締役社長
- 田尾兵二 - アリミノ取締役会長、全国理美容製造者協会副会長
- 髙城寿雄 - タカギ創業者、同代表取締役会長
- 高橋貞三郎 - 王子製紙（旧・富士製紙）専務取締役、樺太鉄道取締役、イタリア王冠勲章（コンマンドール、クーロンヌ）受章
- 舘信秀 - トムス創業者・代表取締役会長
- 太刀川正三郎 - ソニー創業者・元CFO、妻・太刀川あさ子の寄付により太刀川記念館、太刀川記念交流会館が竣工
- 谷内樹生 - 参天製薬代表取締役社長兼CEO
- 谷田剛一 - タニタハウジングウェア元代表取締役社長
- 谷田大輔 - タニタ元代表取締役会長・社長、経営コンサルタント、タニタ食堂創設者
- 谷田泰 - タニタハウジングウェア代表取締役社長、タニタ社外取締役、屋根換気メーカー協会会長、緑のカーテンの応援団副理事長、軽井沢南原文化会評議委員
- 田村逸也 - タムラ製作所元代表取締役会長・社長、藍綬褒章受章
- 都並清史 - 東京機械製作所代表取締役社長、トランペット奏者、ジャズ評論家、サッカー元日本代表・都並敏史の兄
- 寺岡敬之郎 - 寺岡製作所社長
- 寺尾睦男 - ライオン代表取締役副社長、公共広告機構理事長
- 戸井田和彦 - 日産自動車元常務、ファルテック元代表取締役会長、立教学院元理事長、野田一夫ゼミ出身
- 中井環 - リードケミカル代表取締役社長
- 中井敏郎 - 東亜薬品代表取締役会長、富山県薬業連合会会長
- 奈良寿 - 横河電機代表取締役社長
- 西村祐 - トヨタ自動車常務役員兼調達本部長
- 萩原忠 - ハジー技研代表取締役、インターホールディングス名誉会長、NASAアポロ計画参加、発明家
- 平野浩一郎 - 千葉金属代表取締役社長
- 藤井一彦 - カネカ代表取締役社長
- 古河倍造 - 東洋燐寸専務取締役、大同燐寸専務取締役、帝國燐寸製造取締役、青島燐寸取締役、日東燐寸（現・日東社）取締役、燧生火柴有限公司取締役
- 堀内邦彦 - 浅田飴代表取締役会長
- 本多英司 - アリナミン製薬代表取締役社長、エーザイ元代表執行役
- 前澤洋介 - カネボウ化粧品代表取締役社長、花王上席執行役員、モルトンブラウン会長、エキップ代表取締役社長
- 前田多門 - ソニー初代社長（東京通信工業）、元文部大臣、元新潟県知事、旧制立教中学出身
- 松方幸次郎 - 川崎重工業(旧・川崎造船所）社長、神戸新聞社社長、神戸商業会議所会頭、美術品コレクター（松方コレクション）
- 松山広信 - 扶桑精工代表取締役社長
- 三井福次郎 - 三福工業会長、ビジネスクリエーター研究学会理事長
- 光冨眞哉 - 日立ビルシステム代表取締役社長、日立製作所執行役常務・ビルビジネスユニットCEO
- 三村俊行 - 日本ストラタステクノロジー元代表取締役社長
- 宮川尚久 - 古河機械金属社長、日本鉱業協会会長
- 村上由泰 - カネボウ化粧品元代表取締役社長、花王常務執行役員DX戦略部門統括
- 村瀬昇也 - ジェイテクトコラムシステム（旧・富士機工）元代表取締役社長
- 山口直彦 - フルハシEPO代表取締役社長
- 山口裕久 - 大和製罐代表取締役社長
- 山下勝 - 山下ゴム創業者・代表取締役社長、野球部出身
- 山本彰 - 日本ピストンリング元社長
- 渡邉新 - アルフレッサホールディングス元代表取締役会長・元社長

#### その他製造業
- 井波博 - LVMH（モエ ヘネシー・ルイ ヴィトン）ジャポンエグゼクティブアドバイザー、ブルガリ元リテールディレクター、クリスチャン・ディオール元取締役バイスプレジデント、アルマーニ旗艦店「銀座タワー」開設
- 稲本正 - オークヴィレッジ創業者・初代会長、トヨタ白川郷自然學校創設者・初代校長、東京農業大学客員教授、岐阜県教育委員
- 小川隆司 - トンボ鉛筆元代表取締役社長・元会長、日本鉛筆工業協同組合元理事長、通産大臣表彰（現・経済産業大臣）表彰受賞
- 沖早織 - ダミアーニ(英：Damiani S.p.A) 日本法人最高経営責任者・CEO、オメガ日本法人元事業本部長・ブランドディレクター
- 木村恭介 - パラマウントベッド代表取締役会長・元社長
- 木村憲司 - パラマウントベッド元代表取締役会長・社長、木村看護教育振興財団代表理事
- 小島康宏 - タカラトミー（旧・タカラ）元専務、日本玩具文化財団専務理事、高砂商事代表取締役、「リカちゃん」人形初代開発担当者・育ての親
- 小仲正克 - 日本香堂ホールディングス代表取締役社長
- 小林大地 - サンスター文具代表取締役会長
- 武川雄二 - リーガルコーポレーション取締役会長、元代表取締役社長
- 棚橋俊仁 - キングコーポレーション代表取締役社長
- 濱田眞樹人 - ハリー・ウィンストン・ジャパン元社長、ティファニー・ジャパン元副社長、経営学者、立教大学大学院ビジネスデザイン研究科客員教授
- 平田佐矩 - 平田紡績元代表取締役社長、三重県四日市市長
- 堀雄一朗 - ステラワークス創業者・CEO
- 樅山朋久 - 栄四郎瓦代表取締役社長・8代目、愛知県陶器瓦工業組合理事長、黄綬褒章受章
- 山下茂 - ピジョン代表取締役社長、ポーター賞受賞企業経営者
- 横山久吉郎 - 久月代表取締役会長・7代目、日本人形協会元専務理事
- 横山久俊 - 久月代表取締役社長・8代目

#### 金融
- 有国三知男 - スルガ銀行元会長
- 猪谷千春 - アメリカンホーム保険代表取締役社長、AIG（旧・AIU保険会社）名誉会長、日本人初の冬季五輪メダリスト、国際オリンピック委員会（IOC）元副会長
- 五十嵐正明 - SBI損害保険社長
- 石月貴史 - auフィナンシャルホールディングス代表取締役社長
- 市村洋文 - インヴァスト証券（旧・KOBE証券）元代表取締役社長、野村証券元大森支店長、ファーストヴィレッジ代表取締役社長、経営コンサルタント
- 糸魚川順 - 日本興業銀行元常務取締役、立教学院元理事長、立教女学院元理事長、聖路加国際大学元理事長
- 伊藤立一 - 豊証券代表取締役社長
- 稲葉秀二 - UNIVA・Oakホールディングス代表取締役会長兼社長・グループCEO
- 岩下清周 - 三菱UFJ銀行（旧・北浜銀行）頭取、阪急阪神ホールディングス・近鉄グループホールディングス創業者
- 岩山靖宏 - 清水銀行代表取締役頭取
- 浦川伸一 - 損害保険ジャパン取締役専務執行役、SOMPOシステムズ取締役会長、経団連DX会議タスクフォース座長、デジタルエコノミー推進委員会企画部会長、立教大学大学院人工知能科学研究科客員教授
- 大川又三郎 - 三菱UFJ信託銀行（旧・日本信託銀行）元取締役社長、日本ポルシェクラブ初代会長
- 大前孝治 - 城北信用金庫元理事長、信金中央金庫元会長、全国信用金庫協会元会長
- 加藤太一郎 - しずおか焼津信用金庫（旧・焼津信用金庫）元理事長
- 川崎大次郎 - 第百生命保険代表取締役会長・社長
- 川崎八右衛門 - 三菱UFJ銀行（旧・川崎銀行）頭取、SOMPOホールディングス（旧・日本火災保険）会長、三菱UFJ信託銀行（旧・川崎信託銀行）頭取、2代目川崎八右衛門、東京川崎財閥第2代当主
- 川村弘 - しずおか焼津信用金庫（旧・静岡信用金庫）元理事長、信金中央金庫非常勤理事
- 城戸博雅 - SBIインシュアランスグループ社長、SBI損害保険社長、SBIいきいき少額短期保険会長
- 清宗一男 - 広島銀行代表取締役頭取
- 久保虎二郎 - 東京海上日動火災保険（旧・日動火災保険）元代表取締役社長・元名誉相談役、立教学院元理事長
- 久保田一朗 - 山陰合同銀行元代表取締役会長・元頭取、島根経済同友会特別幹事、島根県経営者協会会長
- 熊谷征男 - 東洋証券代表取締役会長
- 小林秀夫 - 中京銀行代表取締役頭取
- 小宮山昭一 - 埼玉りそな銀行（旧・埼玉銀行）元専務、立教学院元理事長
- 重森豊 - 明治安田損害保険元代表取締役社長、ワイズトータルサポート代表取締役社長、大和ハウス工業社外取締役
- 清水和幸 - 足利銀行代表取締役頭取
- 末延道成 - 東京海上火災保険取締役会長、東武鉄道創立発起人、勲五等双光旭日章（現・旭日双光章）受章、丸の内三菱村の創基者、三菱の四天王
- 膳桂之助 - アクサ生命保険（旧・日本団体生命保険）社長
- 高橋真裕 - 岩手銀行代表取締役社長、岩手経済同友会代表幹事
- 玉塚和男 - みずほ証券（旧・玉塚證券）専務取締役、2代目玉塚栄次郎（日本証券業協会会長）の子、玉塚元一（ロッテホールディングス社長、ファーストリテイリング元社長、ローソン元会長）の父
- 田村和久 - 巣鴨信用金庫理事長
- 田谷禎三 - 日本銀行政策委員会審議委員、大和総研特別理事
- 坪野谷雅之 - 三井住友トラスト・アセットマネジメント（旧・住信アセットマネジメント）元代表取締役社長、Mother's Tree Japan理事長、立教大学元総長補佐
- 徳永康雄 - WMパートナーズ代表取締役社長
- 長堀和正 - 武蔵野銀行代表取締役頭取
- 永野勝美 - 岩手銀行代表取締役会長
- 名倉喜作 - 華南銀行総理、台湾銀行東京調査部調査部長・本店調査課長、立教学院財務理事
- 鉢村健 - 日本銀行元福島支店長・同神戸支店長、元内閣官房審議官、復興庁政策参与兼統括官付審議官
- 服部眞司 - 湘南信用金庫元理事長、横須賀エフエム放送（FM・ブルー湘南）会長、ジェイコム湘南・神奈川（旧・CATV横須賀）元取締役会長、黄綬褒章受章
- 原田直彦 - 旭川信用金庫会長、元理事長、北海道信用金庫協会会長
- 原田肇 - SOMPOひまわり生命（旧・損保ジャパン日本興亜ひまわり生命保険）元代表取締役、そんぽ24損害保険元代表取締役社長、損害保険ジャパン元常務執行役
- 前田勝生 - 明治安田生命保険元専務執行役
- 村田祐介 - インキュベイトファンド代表パートナー、日本ベンチャーキャピタル協会企画部長、日本を代表するベンチャーキャピタリストの一人
- 森本孝 - 熊本第一信用金庫会長、全国信用金庫協会元副会長、熊本経済同友会顧問、旭日双光章受賞
- 八木晋郎 - 川崎信用金庫元理事長
- 安田格 - 埼玉縣信用金庫元理事長、元会長、旭日小綬章受章
- 山城興英 - ユーシーカード元社長
- 楊建平 - 広東省中央銀行副総裁、上海商務局長
- 吉田栄右 - 朝日生命保険（旧・常盤生命保険）元支配人、紐育（ニューヨーク）生命保険元日本支店長
- 吉本元輔 - 三井住友トラストクラブ（旧・日本ダイナースクラブ）元会長・社長、日本交通公社元理事
- 鷲尾精一 - 湘南信用金庫理事長

#### 商社・流通
- 青木慶一郎 - JKホールディングス代表取締役社長
- 天野治郎 - 新光三越元社長・総経理、三越伊勢丹ホールディングス（旧・三越）元本社宣伝部長、パリ三越元支配人、V.P.A.代表取締役
- 雨宮潔 - 岡島代表取締役社長、静岡伊勢丹元代表取締役社長
- 井出陽一郎 - 松坂屋銀座店元店長、さいか屋元代表取締役社長、日本百貨店協会元専務理事
- 伊東龍也 - ゴルフ・ドゥ創業者・元代表取締役社長
- 岩崎裕文 - マミーマート代表取締役社長
- 植松京 - 三菱商事取締役、三菱造船常務取締役
- 江藤豊二 - 三井物産元奉天支店長、中日実業公司元常務取締役
- 小野一志 - オノデン社長
- 河北林吾 - 河北時計店社長、立教大学第1回卒業生
- 具哲謨 - JTC創業者・代表取締役社長・CEO
- 阪井徳太郎 - 三井合名会社第25代理事、内閣総理大臣秘書官、外務大臣秘書官、聖路加国際病院設立評議会実行委員、同志会学生寮設立者
- 坂出智之 - カリス成城代表取締役社長、日本メディカルハーブ協会顧問、ジャパンハーブソサエティー元理事長、日本アロマ環境協会元理事
- 佐々木新一 - 住友商事元代表取締役副社長、ジュピターテレコム元会長、日本ケーブルテレビ連盟元会長、聖路加国際大学理事長
- 鈴木雅哉 - MonotaRO代表取締役社長、ポーター賞受賞企業経営者
- 関口憲司 - ユニー社長、UDリテール社長、長崎屋社長
- 高梨陽一 - 横浜ワールドポーターズ元代表取締役社長
- 高橋一郎 - 東急ストア代表取締役社長
- 高橋貞三郎 - 三井物産大阪支店長、高橋政知（オリエンタルランド社長）の義父
- 高宮俊諦 - タカミヤ代表取締役社長
- 田中勤 - 双日中国総代表、双日上海総経理、双日専務執行役員、双日プラネット元代表取締役社長
- 丹波恒夫 - 丹波商会創業者、浮世絵コレクター（丹波コレクション）、日本浮世絵協会理事、横浜文化賞受賞
- 中田雅明 - 魚力元代表取締役社長
- 永峰唯一 - 三越銀座店元支店長、三越新宿店元支店長
- 中村千恵子 - 銀座十字屋代表取締役会長
- 中村靖明 - 双日インフィニティ代表取締役社長、日本繊維輸出組合（JTEA）副理事長、日本繊維輸入組合（JTIA）副理事長
- 二木忠男 - 二木商会代表取締役社長、上野観光連盟名誉会長・元理事長
- 二木正人 - 二木代表取締役社長、二木ゴルフ代表取締役社長
- 原島功 - ベルク元代表取締役社長
- 治山正史 - はるやま商事代表取締役社長
- 古川晶章 - 豊田通商元代表取締役会長・社長
- 堀啓二郎 - 双日（旧・日商岩井）元代表取締役専務執行役員・CFO、山九取締役
- 前田勝敏 - DCM Japanホールディングス社長、ホーマック会長
- 村井博之 - バロックジャパンリミテッド代表取締役社長兼CEO
- 森重かをり - ルピシア代表取締役社長
- 森竹邦彦 - 森竹商店元社長、銀座通連合会（旧・京新聯合会）初代会長、銀座繁栄の立役者
- 山野政彦 - 山野楽器代表取締役社長

#### コンサルティング・シンクタンク
- 安藤芳樹 - オフィス・ミクラス代表、ADKホールディングス元マネージャー、経営コンサルタント、讃岐うどんブームの仕掛け人
- 飯塚幸子 - ラウレア代表取締役社長、幸楽苑ホールディングス社外監査役、ネットワンシステムズ社外監査役、会計コンサルタント、公認会計士
- 梅田暁 - 大和総研専務取締役
- 岡田直子 - ネットワークコミュニケーションズ代表取締役、日特建設取締役、ローランド ディー. ジー.取締役
- 家弓正彦 - シナプス代表取締役社長、経営コンサルタント、グロービス経営大学院元教授、中央大学元非常勤講師
- 虷澤篤志 - AGSコンサルティング代表取締役会長、AGS税理士法人代表理事
- 木村研一 - デロイトトーマツグループCEO、公認会計士
- 高承濟  - 韓国開発研究院（KDI）理事長、韓国経済学会会長・理事、韓国政府の政策諮問役、漢陽大学校教授兼初代行政大学院長、ソウル大学校教授、東国大学校教授、高麗大学校教授、延禧専門学校（現・延世大学校）准教授、シカゴ大学教授、ペンシルベニア大学教授、コロンビア大学教授、大韓民国学術院賞受賞、国民勲章椿章受章
- 小宮一浩 - ビジネスブレイン太田昭和代表取締役社長、公認会計士
- 佐田弘治郎 - 南満洲鉄道調査課長、リサーチャー
- 田谷禎三 - 大和総研常務理事、日本銀行政策委員会審議委員
- 野村昌弘 - アヴァンセコンサルティング代表取締役、公認会計士、税理士
- 原田武夫 - 原田武夫国際戦略情報研究所代表、元外務省アジア大洋州局北東アジア課課長補佐
- 古田直裕 - 縄文アソシエイツ代表取締役社長、経営コンサルタント
- 山尾幸弘 - アクシスコンサルティング代表取締役社長
- 若尾裕之 - 未来総合研究所代表取締役社長、経営コンサルタント、立教大学経営学部元講師

#### エネルギー・交通・運輸・倉庫・通信
- 出光謙介 - 出光興産厚生年金基金理事長、日章興産常務取締役、日・豪・ニュージーランド協会理事、出光計助（出光興産第2代社長）の長男、出光昭（出光興産第7代社長）の兄
- 伊東純一 - ジェネック代表取締役社長
- 今田智久 - 静岡鉄道元代表取締役社長
- 岩崎福三 - 岩崎産業会長、鹿児島商工会議所会頭、岩崎美術館理事長、旭日中綬章受章
- 岩下清周 - 阪急阪神ホールディングス・近鉄グループホールディングス創業者、三菱UFJ銀行（旧・北浜銀行）元頭取、三井物産元ニューヨーク支店長・元パリ支店長、不二聖心女子学院創設者、豊田式織機（現・トヨタ自動車）草創期の支援者、元衆議院議員、立教学校1期生
- 牛奥博俊 - 商船三井さんふらわあ代表取締役社長、商船三井グループ執行役員、商船三井専務執行役員
- 大澤誠 - 日本郵便副社長、全国郵便局長会会長
- 大塚惟明 - 南海電気鉄道元社長、元大阪市会議員、大阪企業家ミュージアム殿堂入り
- 大西佐知子 - NTT常務取締役・常務執行役員・研究開発マーケティング本部長、NTT初の女性常務取締役
- 岡藤正策 - 阪急阪神エクスプレス代表取締役会長、黄綬褒章受章
- 小川謙 - 日本トランスシティ代表取締役会長、中部経済連合会副会長、日本倉庫協会副会長、四日市商工会議所会頭、旭日中綬章受章
- 金井宏芳 - ヤマトオートワークス代表取締役社長
- 菊池一夫 - アラビア石油代表取締役社長
- 木暮秀家 - 伊香保電気軌道（後の東武伊香保軌道線）社長、高崎水力電気取締役、群馬県農工銀行取締役、24代目木暮武太夫
- 木暮欽一 - 伊香保ガス代表取締役社長、26代目木暮武太夫
- 葛原猪平 - 山口電灯（山陽電気）創設者・代表取締役社長、元衆議院議員
- 末延道成 - 東武鉄道創立発起人、三菱の四天王
- 利光達三 - 小田急電鉄元代表取締役社長、元日本民営鉄道協会会長、立教学院元理事長
- 永田正 - 京王電鉄代表取締役会長
- 永松達吾 - 東急（旧・玉川電気鉄道）代表取締役、草津軽便鉄道創立委員総代、時事新報記者、西武軌道（後の都電杉並線）取締役、交詢社評議員
- 原匡史 - 東洋埠頭代表取締役社長
- 平山芳樹 - ENEOS（旧・JX日鉱日石エネルギー）元取締役副社長、ENEOSトレーディング（旧・新日石トレーディング）元代表取締役社長、富士興産元取締役
- 宮崎敬介 - 大阪電灯（関西電力・中部電力・北陸電力の源流）社長、大同電力副社長、大阪堂島米穀取引所理事長、神戸商品取引所理事長、大阪土地建物（新世界の開発会社）創設者・社長、門司築港創設者、元大阪市会議員
- 村山康夫 - 昭和シェル石油元代表取締役社長
- 毛呂准子 - 商船三井常務執行役員・チーフヒューマンリソースオフィサー
- 山中喜一 - 東亜海運代表取締役社長、日清汽船常務取締役・副支配人

#### マスメディア・出版・広告
- 相沢熙 - 東京新聞社（旧・国民新聞社）論説委員、読売新聞社・大阪毎日新聞社・東京日日新聞社記者、教育ジャーナリスト、国民教育奨励会専務理事、徳富蘇峰の側近
- 五十嵐光彰 - 東京通信社社長・主幹、ジャーナリスト、官吏、警保局（現・警察庁）警部
- 生駒粂蔵 - 報知新聞社調査部長、芸備日日新聞主筆兼編集長、日本将棋連盟（旧・東京将棋連盟）名誉顧問・評議委員、タウンゼント・ハリスの手録を翻訳、将棋の「封じ手」の考案者
- 石﨑孟 - マガジンハウス元代表取締役社長、日本雑誌協会元理事長
- 一力雅彦 - 河北新報社長、仙台経済同友会代表幹事
- 岩瀬順三 - KKベストセラーズ・ワニマガジン社・ワニブックス創業者・元社長
- 江草忠敬 - 有斐閣代表取締役会長、野田一夫ゼミ出身
- 大塚尚司 - オリコム代表取締役社長、エリースフットボールクラブ理事長
- 大西太一郎 - アイ・ピー・エー代表取締役、元レーシングドライバー
- 岡實 - 大阪毎日新聞社会長
- 岡部伸 - 産経新聞社論説委員、ロンドン支局長、モスクワ支局長、ジャーナリスト、山本七平賞受賞
- 岡本鶴松 - 朝日新聞社外報部長、ジャーナリスト、評論家、小説家、翻訳家、ハリー・ポッターシリーズに影響を与えた「トム・ブラウンの学校生活」の翻訳者
- 小川秀樹 - 埼玉新聞社元代表取締役社長、相談役
- 雄谷英一 - ミュージックバード代表取締役社長
- 小野秀太郎 - 朝日新聞社外報部記者、台湾銀行通信員、スタンダード・オイル通信員、台湾総督府郵便電信書記官、立教大学教授、東京英語専修学校出身、英文通信の権威
- 金泉俊輔 - NewsPicks Studios代表取締役CEO、週刊SPA!元編集長、日刊SPA!創刊編集長
- 亀井要 - 三省堂元会長、社長
- 菊池重三郎 - 芸術新潮初代編集長、島崎藤村文学館の藤村記念館の設立に尽力
- 木滑良久 - マガジンハウス最高顧問、週刊平凡・平凡パンチ・anan・POPEYE・BRUTUS元編集長、Hanako創刊者
- 金尙鎔  - コリア・タイムス（韓国で最初の英字新聞）初代社長、梨花女子大学教授、英文学者、作家、翻訳家
- 高坂俊之 - 東急エージェンシー代表取締役社長
- 坂本政謙 - 岩波書店代表取締役社長
- 佐藤哲夫 - 新潮元編集長、新潮社元取締役
- 佐藤真紀 - 東京メトロポリタンテレビジョン（TOKYO MX）代表取締役社長
- 座間一郎 - TBWA HAKUHODO取締役会長
- 澁谷尚幸 - 東急エージェンシー元代表取締役社長
- 清水達夫 - マガジンハウス創業者・同名誉会長
- 白井勝也 - 小学館最高顧問、ビッグコミックスピリッツ元編集長
- 杉山恒太郎 - 電通常務執行役員、ライトパブリシティ代表取締役社長、立教大学現代心理学部元教授、クリエイティブディレクター、小学館「ピッカピカの一年生」「セブンイレブンいい気分」の作者
- 砂塚隆広 - 北國新聞社代表取締役社長、金沢経済同友会代表幹事
- 清田龍之助 - 電通外報部長、国際新聞協会幹事・名誉書記、一橋大学教授、立教大学教授、三鷹市山本有三記念館（旧・清田龍之助邸）の施主
- 関和知 - 東京毎日新聞編集長、衆議院議員
- 武石浩明 - TBSスパークル取締役、TBSテレビ報道局社会部長、ジャーナリスト
- 田邊宗英 - 日本テレビ放送網元会長、新東宝社長、よみうりランド社長、後楽園スタヂアム（現・東京ドーム）社長、帝拳プロモーション会長、日本ボクシングコミッション（JBC）初代コミッショナー、野球殿堂入り
- 谷澤伸幸 - 飛鳥新社取締役エンターテイメント事業統括、日本映画テレビプロデューサー協会会員、日本アカデミー賞協会会員
- 土屋元作 - 東京朝日新聞社政治部長兼大阪通信部長、大阪朝日新聞社論説委員兼顧問・出版部長、大阪時事新報社主筆
- 鶴田東洋彦 - 日本工業新聞社代表取締役社長
- 富塚國興 - ベイエフエム元代表取締役社長、千葉銀行元常務取締役
- 豊田淳 - ゲームクリエイター、ゲームプロデューサー、バンダイナムコスタジオ所属
- 永井万助 - 朝日新聞社外報部長、「サクラ読本」の生みの親である井上赳の恩師、永井萠二の父、東京英語専修学校出身
- 長沢別天 - 山陽新聞（旧・山陽新報）主筆、朝日新聞社（旧・東京朝日新聞）政治主任、日本へエドガー・アラン・ポーの詩を初めて紹介した第一人者
- 長戸雅子 - 産経新聞東京本社論説副委員長、東京本社編集局外信部長、政治国際部長、ジャーナリスト
- 中村常三 - 読売新聞社論説委員、同社外報部員、ジャーナリスト
- 中山由美 - 朝日新聞社報道局記者、日本の女性記者で初めて南極観測隊に同行取材した先駆者、日本新聞協会賞受賞、科学ジャーナリスト賞受賞
- 成田純治 - 博報堂社長、博報堂DYホールディングス会長
- 野澤伸平 - 山川出版社代表取締役会長、教科書協会会長、旭日中綬章受章
- 花房満三郎 - 文藝春秋元編集長、文藝春秋元取締役
- 平井憲太郎 - エリエイ代表取締役、日本鉄道模型の会理事長、としまユネスコ協会代表理事、江戸川乱歩の孫
- 福田裕昭 - テレビ東京元上席執行役員、同社元執行役員報道局統括プロデューサー、同社元政治部長、立教学院理事長
- 藤岡比左志 - ダイヤモンド・ビッグ社元代表取締役社長、地球の歩き方発行、地域活性機構理事、編集者
- 藤沼大輔 - 読売広告社代表取締役社長
- 細野邦彦 - 東京メトロポリタンテレビジョン取締役相談役、日本テレビ元プロデューサー
- 米田實 - 朝日新聞社論説委員長、編集局長代理、編集顧問、初代外報部長、ジャーナリスト、国際法学者、松岡洋右の盟友、20世紀前半の日本を代表する外交評論家
- 俣木盾夫 - 電通会長、校友会副会長
- 松方幸次郎 - 神戸新聞社社長、神戸商業会議所会頭
- 緑川亨 - 岩波書店代表取締役社長、世界編集長、相模女子大学理事長
- 宮崎満教 - スポーツ・ジャーナリスト、元リム出版社長
- 村田正敏 - 北海道新聞社元会長、共同通信社元理事会長、KK共同元会長
- 山内豊彦 - 共同通信社元社長、日本広告審査機構 (JARO) 元理事長、同盟育成会元理事長
- 堀潤 - 元NHKアナウンサー、フリーアナウンサー
- 好村三郎 - 朝日新聞社元運動部長、東海大学元教授、野球部選手兼監督・野球部初の東京六大学リーグ三割打者
- 李如星 - 朝鮮日報社調査部長・社会部長、東亜日報社調査部長、ジャーナリスト、朝鮮民主主義人民共和国の政治家
- 盧高朗 - 東京新聞（旧・都新聞）社長、ENEOS（旧・北越石油）取締役

#### 情報・サービス
- 阿久津貴史 - ギンガシステム代表取締役社長
- 阿久津晃昭 - クオリカ代表取締役社長
- 飯森勝彦 - 楽天ANAトラベルオンライン代表取締役社長
- 井深亮 - ソニーPCL元専務取締役、社会福祉法人希望の家元理事長、前田多門の孫、井深大の長男
- 大浦清一 - 貸しレコード店・黎紅堂創業者、日本レコードレンタル協会（現・日本コンパクトディスク・ビデオレンタル商業組合）理事長、貸しレコードブームをつくり日本のレンタルビジネスを確立
- 大里洋吉 - アミューズ創業者・会長
- 大塚裕司 - 大塚商会代表取締役社長、日本コンピュータシステム販売店協会名誉会長、経済産業大臣賞受賞
- 岡田大士郎 - 米国スクウェア・エニックス（Square Enix, Inc）元社長・COO、HLD Lab代表取締役社長・CEO
- 岡崎徹 - mtc.代表取締役・CEO、ZOZO（旧・スタートトゥデイ）元マーケティング部長
- 小川卓真 - EXIDEA代表取締役社長
- 小川嶺 - Timee創業者・CEO
- 尾羽沢功 - シトリックス・システムズ日本法人元代表取締役社長、JDAソフトウェア・ジャパン元代表取締役社長、インフォアジャパン元代表取締役社長、クラウドストライクカントリー・マネージャー
- 加藤啓介 - エスケイワード代表取締役会長
- 金井美紀和 - 富士通コミュニケーションサービス代表取締役社長
- 金田栄一 - 歌舞伎座舞台元代表取締役社長、歌舞伎座元支配人、伝統文化放送元代表取締役社長、文化庁長官表彰受賞
- 假谷洋平 - エステティックサロン シーズ・ラボ代表取締役社長
- 川村龍夫 - ケイダッシュ創業者・会長、田辺エージェンシー代表取締役副社長、バーニングプロダクション取締役
- 菊川泰宏 - 兼松エレクトロニクス元代表取締役社長
- 今野義雄 - 乃木坂46合同会社職務執行者、Seed & Flower職務執行者、ソニー・ミュージックエンタテインメント・ジェネラルマネージャー、ソニー・ミュージックレーベルズ執行役員、音楽プロデューサー
- 齊藤昇 - BIPROGY（旧・日本ユニシス）代表取締役社長・CEO・CHO
- 齊藤正俊 - ニチイ学館元代表取締役社長兼CEO、全国産業能力開発団体連合元会長
- 佐藤恭祐 - モベンシス代表取締役社長
- 佐藤仁 - 東急レクリエーション元代表取締役社長
- 佐藤雄二朗 - アルゴ21（現・キヤノンITソリューションズ）代表取締役会長兼社長、ITA（Information Technology Alliance）会長、情報サービス産業協会会長、藍綬褒章受章
- 澤円 - 日本マイクロソフト元業務執行役員、元テクノロジーセンターセンター長、圓窓代表取締役、プレゼンの神様
- 椎葉忠志 - Aiming CEO、ONE-UP元代表取締役
- 品川惠保 - ユーキャン代表取締役会長、日本通信販売協会元会長、国際文化カレッジ理事長
- 品川泰一 - ユーキャン代表取締役社長
- 須賀高明 - 富士通ネットワークソリューションズ代表取締役社長
- 杉本隆洋 - アズジェント代表取締役社長
- 鈴木博 - シナジー・スペース社長
- 須田瞬海 - Cyber Now代表取締役社長、新R25メディア運営
- 高井英幸 - 東宝代表取締役社長、日本アカデミー賞協会会長
- 高橋敏弘 - 松竹代表取締役社長、映画プロデューサー
- 滝進太郎 - 日本レースプロモーション元代表取締役社長
- 徳重浩介 - BuySell Technologies代表取締役社長・CEO
- 豊島雅郎 - アスミック・エース エンタテインメント元代表取締役社長、映画プロデューサー
- 冨塚優 - イオレ代表取締役社長、ポケットカルチャー社長、リクルートライフスタイル元社長、リクルートマーケティングパートナーズ元社長、リクナビ元編集長
- 土門裕之 - オールアバウトライフマーケティング代表取締役社長
- 中谷公巳 - アクシスインターナショナル代表取締役社長
- 中島正雄 - 日本コロムビア元代表取締役社長
- 中村仁 - トレタ創業者・代表取締役・CEO
- 旗一兵 - 吉本興業企画課長、フジテレビプロデューサー、日本移動演劇連盟劇団課長、キネマ旬報社編集者、東京日日新聞社（現・毎日新聞）芸能部記者
- 原山直樹 - SMN代表取締役社長
- 平田修 - 家庭教師のトライ創業者、代表取締役会長
- 平林武昭 - 日本システム技術（JAST）創業者・代表取締役社長
- 福田清之助 - 福田殖民商会社長、移民取扱人、外交官
- 藤井琢倫 - サイバーエージェント執行役員、ABEMAエンタメDX本部長、OEN代表取締役社長・CEO、ABEMAの仕掛け人
- 舟田善 - ヴァズ創業者・代表取締役・CEO、オン・ザ・エッヂ元ウェブ事業部担当取締役・CIO、シーサー元取締役・CSO、SnapDish開発者
- 古橋智史 - マネーフォワードベンチャーパートナーズ代表取締役、マネーフォワードグループ執行役員、スマートキャンプ創業者・代表取締役会長
- 星野有香 - ギャガ・コミュニケーションズ元代表取締役社長、ニューヨーク大学美術史学科へ編入、両大学の学位取得
- 堀田マキシム - Fennel創業者・代表取締役社長
- 松永裕司 - ニールセンスポーツジャパン代表取締役、コラムニスト
- 峰岸真澄 - リクルートホールディングス代表取締役会長兼取締役会議長、経済同友会副代表幹事
- 村松俊亮 - ソニー・ミュージックエンタテインメント代表取締役社長・CEO、ソニーグループ上席事業役員、ソニー・ミュージックレコーズ社長、日本レコード協会会長
- 望月綾子 - アイ・ビー・エス・ジャパン代表取締役社長
- 山内隆裕 - CyberZ代表取締役、サイバーエージェント専務執行役員
- 山本公哉 - 朝日ネット前社長、フラー会長、UWC ISAK JAPAN ファウンダー＆理事
- 横山俊朗 - コナミデジタルエンタテインメント創業者・代表取締役会長
- 柳致眞 - 大韓民国国立劇場長、ソウル芸術大学校（旧・韓国演劇研究所）創設者、韓国演劇協会会長、大韓民国芸術院会員
- 和田成史 - オービックビジネスコンサルタント創業者・社長、元コンピュータソフトウェア協会会長、公認会計士、藍綬褒章受章

#### スポーツ
- 飯野晃 - 京都パープルサンガ球団社長
- 小川嶺 - レバンガ北海道オーナー、レコレ代表取締役
- 荻野貞行 - 帝拳プロモーション創設者、日本ジュニアフェザー級（現・スーパーバンタム級）元チャンピオン、立教大学拳斗部（現・ボクシング部）創設者、日本ボクシングの母
- 海保宣生 - 鹿島アントラーズ元常務取締役、モンテディオ山形運営会社元理事長、バスケットボール女子日本リーグ元専務理事、バスケットボール部元監督
- 川上明 - 新潟アルビレックスBB球団社長
- 川村弘 - シャンソンVマジック創設者、シャンソン化粧品創業者・元代表取締役社長
- 菊地広哉 - インターナショナル・マネジメント・グループ日本支社代表
- 小泉翔 - PLAYNEW代表取締役CEO、SHIBUYA CITY FC球団社長
- 小宮敏裕 - エリースフットボールクラブ理事長、東京都サッカー協会評議員、東京都社会人サッカー連盟運営委員
- 中尾信一 - ネクストベース代表取締役社長、野球部出身
- 西田創 - 福島ファイヤーボンズ球団社長、元ラグビー（NECグリーンロケッツ）選手
- 本田明彦 - 帝拳プロモーション会長、世界ボクシング殿堂入り
- 本田明 - 帝拳プロモーション元会長、日本プロボクシング協会初代会長、ボクシング界の天皇
- 丸山和大 - クリアソン代表取締役社長CEO、クリアソン新宿球団社長
- 室田健志 - コナミスポーツ代表取締役社長
- 元沢伸夫 - DeNA川崎ブレイブサンダース社長
- 八木勝吉 - ガンバ大阪元球団社長
- 山室晋也 - 清水エスパルス球団社長、千葉ロッテマリーンズ元球団社長、みずほ銀行元執行役員

#### 教育
- 岡見如雪 - 頌栄女子学院元理事長・校長、ウィンチェスター頌栄カレッジ創設者（世界で初めての合弁大学）、三協日野ルノー代表取締役社長
- 具哲謨 - 育秀国際語学院理事長
- 中川秀恭 - 大妻学院理事長、北海道教育大学5代学長、国際基督教大学学長
- 林正夫 - 修道学園理事長、第62・63代広島県議会議長、旭日重光章受章
- 緑川亨 - 相模女子大学理事長、岩波書店代表取締役社長

#### その他
- 酒井忠順 - 致道博物館館長、荘内藩代表取締役社長、荘内酒井歴史文化振興会代表理事、旧庄内藩主酒井家宗家19代目当主
- 嶋崎丞 - 石川県立美術館館長、石川県七尾美術館長、石川県文化財保存修復工房所長、日本の陶磁器研究家
- 堀由紀子 - 新江ノ島水族館館長、日本ユネスコ国内委員会委員
- 松浦章 - 松浦史料博物館理事長、茶道鎮信流宗家、旧平戸藩主松浦家第41代目当主

### ソーシャル・ビジネス
- 進藤均 - ゼネラルパートナーズ創業者・代表取締役社長、ソーシャルアントレプレナーズアソシエーション代表理事

### 社会福祉事業
- 石井亮一 - 日本の知的障害者福祉のパイオニア、滝乃川学園創始者
- 井深亮 - 社会福祉法人希望の家元理事長、ソニーPCL元専務取締役、前田多門の孫、井深大の長男
- 小野田鉄弥 - 岡山孤児院教育部長、小橋勝之助らと博愛社を創設
- 川口栄之進 - 北山盲唖学校校長、青森市議会議長、弁護士
- 杉浦義道 - 労働者矯風会創設者、サマリタン医院創設者、真光教会初代牧師、杉浦貞二郎（立教大学元学長）の兄
- 和田秀豊 - 元薩摩藩士、牧師、日本の社会福祉事業のパイオニア、ハンセン病患者施設慰廃園創設者、結核療養所憩園元理事長、東京同愛盲学校（現・ヘレン・ケラー学院）元校長、立教学校1期生

### 研究

#### 国公立大学
あ行
- 青山英男 - 静岡県立大学名誉教授、会計学、税理士、公認会計士
- 荒川章二 - 国立歴史民俗博物館教授兼総合研究大学院大学教授、日本史学者
- 荒川洋平 - 東京外国語大学留学生日本語教育センター教授、認知言語学者
- 有泉學宙 - 静岡県立大学名誉教授、大学院修了、アフリカ系アメリカ人演劇
- 伊香俊哉 - 都留文科大学教授
- 石川巧 - 元山口大学助教授、国文学者
- 稲葉継陽 - 熊本大学永青文庫研究センター長・教授、日本中世史・近世史
- 宇佐美まゆみ - 東京外国語大学名誉教授、日本語教育学
- 大久保あかね - 静岡県立大学教授
- 大倉本澄 - 岡山大学（旧・第六高等学校）教授、英文学者、シェイクスピア劇研究者
- 大森康宏 - 国立民族学博物館名誉教授、総合研究大学院大学名誉教授、元立命館大学映像学部部長・教授
- 大原祐子 - 元東京大学教養学部助教授、カナダ史
- 小幡壮 - 静岡県立大学国際関係学部教授、大学院国際関係学研究科教授、東南アジア文化論

か行
- 桂宥子 - 岡山県立大学名誉教授、英文学者、翻訳家
- 加藤政司郎 - 筑波大学（旧・東京高等師範学校）教授、翻訳家、軍事史学者
- 木下卓 - 愛媛大学名誉教授、英文学者、大学院修了
- 黒沢清 - 東京芸術大学教授、映画監督、映画評論

さ行
- 佐々木克 - 京都大学名誉教授、日本近代史、大久保利謙の教え子
- 鈴木圭介 - 東京大学名誉教授、立教大学教授、経済史学、アメリカ経済史
- 鈴木俊貴 - 東京大学先端科学技術研究センター准教授、世界で初めて動物が言葉を話すことを突き止め、動物言語学を開拓した第一人者
- 清田龍之助 - 一橋大学教授、立教大学教授、電通外報部長、商業英語、三鷹市山本有三記念館（旧・清田龍之助邸）の施主
- 園田明人 - 心理学者、静岡大学国際関係学部教授・大学院国際関係学研究科教授、大学院修了

た行
- 高橋鉉太郎 - 京都大学総長（旧・第三高等学校校長）、化学者
- 竹中興慈 - 東北大学名誉教授、大学院修了、元日本アメリカ史学会副代表、アメリカ史
- 田中利幸 - 元広島市立大学広島平和研究所教授、軍事史
- 田原博人 - 元宇都宮大学学長、元日本天文学会理事長、宇宙物理学
- 谷口基 - 茨城大学教授、近代文学研究者
- 辻成史 - 大阪大学名誉教授、大学院修了、ビザンチン美術史
- 鄭大均 - 東京都立大学名誉教授、日韓関係論
- 時重初熊 - 東京大学農学部（旧・駒場農学校）教授、獣医学者、日本の獣医学の祖

な行
- 中井遼 - 北九州市立大学准教授、比較政治学、サントリー学芸賞受賞
- 中川秀恭 - 元北海道教育大学学長、北海道大学名誉教授
- 長沢英一郎 - 元東京学芸大学教授、学習院教授、実践女子大学英文科長、川村短期大学教授、英米文学者、英語学者、翻訳家
- 中沢孝夫 - 福井県立大学特任教授、経済評論家
- 中西友子 - 東京大学名誉教授、元星薬科大学学長、植物生理学、放射化学
- 中山昭彦 - 元北海道大学文学部教授、日本文学者
- 奈倉次郎 - 山口大学（旧・山口高等商業学校）教授、英文学者、英語教育者
- 西川杉子 - 東京大学大学院総合文化研究科教授、ヨーロッパ史
- 野々村戒三 - 第三高等学校（現・京都大学）教授、関西学院教授・文学部長、早稲田大学教授、立教大学教授、相模女子大学教授、早稲田第一高等学院院長、歴史学、能楽研究者

は行
- 畠中宗一 - 大阪市立大学名誉教授、大学院修了
- 浜野卓也 - 山口女子大学（現・山口県立大学）教授、日本大学芸術学部講師、立教女学院短期大学講師、児童文学作家
- 林晋 - 京都大学名誉教授、数学、情報学
- 平野かよ子 - 長崎県立大学特命教授、大学院修了、看護学
- 堀順一 - 京都大学大学院工学研究科教授、原子力工学

ま行
- 前川玲子 - 京都大学名誉教授、アメリカ文学
- 前山亮吉 - 静岡県立大学国際関係学部教授
- 松下満雄 - 東京大学名誉教授、元WTO上級委員、経済法、国際経済法、松下正寿の子
- 松村松年 - 北海道帝国大学名誉教授、日本昆虫学会会長、日本学士院会員、勲一等瑞宝章受章、日本の近代昆虫学の基礎を築いた第一人者
- 麦倉哲 - 岩手大学教育学部教授、大学院修了、スウェーデン研究

や行
- 梁成吉 - 元筑波大学物理学系教授、素粒子物理学、日本IBM科学賞受賞、仁科記念賞受賞、大韓民国学術院賞受賞
- 山下仁 - 大阪大学大学院人文学研究科教授、元日本独文学会理事
- 米田庄太郎 - 京都帝国大学教授、同志社大学教授、社会学者、日本社会学会の創立に関与

わ行
- 渡部善次郎 - 愛媛大学（旧制松山高等学校）教授、経済学

#### 私立大学
あ行
- 天田城介 - 中央大学文学部人文社会学科教授、元立命館大学大学院先端総合学術研究科教授、社会学
- 荒井章三 - 元神戸松蔭女子学院院長、神学者、大学院修了
- 飯島淳秀 - 駒澤大学名誉教授、英文学者、翻訳家
- 飯田道子 - 立教大学ドイツ語教育研究室兼任講師
- 池園哲太郎 - 慶應義塾大学元教授、東京市浅草区長、淀橋区長、豊島区長、下谷区長、東京市社会教育部長
- 石澤靖治 - 元学習院女子大学学長
- 石田光規 - 早稲田大学文学学術院教授、日本労働社会学会奨励賞
- 井尻千男 - 拓殖大学名誉教授、評論家、日本経済新聞社元編集委員
- 一ノ瀬和夫 - 立教大学異文化コミュニケーション学部教授・初代学部長、立教大学経済学部教授
- 稲本正 - 東京農業大学客員教授、トヨタ白川郷自然學校創設者・初代校長、岐阜県教育委員
- 岩崎育夫 - 拓殖大学国際開発学部教授、アジア太平洋賞特別賞受賞
- 上田利男 - 関西大学講師、大学院修了
- 植月惠一郎 - 英文学者、日本大学教授、大学院修了
- 江藤茂博 - 二松学舎大学文学部教授
- 海老沢有道 - 元国際基督教大学大学院教授、元聖心女子大学教授、キリシタン史家、元立教大学文学部史学科教授
- 遠藤武 - 文化女子大学名誉教授
- 大倉本澄 - 甲南大学（旧・甲南高等学校）教授、英文学者、シェイクスピア劇研究者
- 大須賀虔 - 成城大学名誉教授、民事訴訟法
- 大谷禎之介 - 法政大学名誉教授、経済理論学会代表幹事
- 大津由紀雄 - 慶應義塾大学名誉教授、東京言語研究所運営委員長、言語科学会会長、認知科学
- 大野信三 - 明治大学商学部教授・商学部部長、創価大学経済学部教授・経済学部長、中央大学教授、立教大学教授、理論経済学の泰斗
- 岡島松太郎 - 平安女学院院長、京都・聖アグネス教会牧師、藍綬褒章受章
- 岡田純也 - 京都女子大学名誉教授、児童文学研究、作家
- 奥秋和夫 - 郡山女子大学家政科福祉情報専攻講師
- 奥田劔志郎 - 元青山学院大学法学部教授、憲法
- 小田部雄次 - 静岡福祉大学名誉教授、大学院修了
- 越智敏夫 - 新潟国際情報大学学長

か行
- 片岡洋一 - 東京理科大学名誉教授、目白大学大学院経営学研究科教授・同研究科長、目白大学経営研究所所長
- 勝俣銓吉郎 - 早稲田大学名誉教授、英学者、英和活用大辞典編纂者、ジャパン・タイムズ社記者、紫綬褒章受章（英学者として初）
- 加藤万里子 - 慶應義塾大学名誉教授、天体物理学
- 金子明雄 - 日本大学教授、文学者
- 家弓正彦 - グロービス経営大学院元教授、中央大学元非常勤講師、経営コンサルタント
- 川村裕子 - 新潟産業大学名誉教授、国文学
- 菊池勇夫 - 宮城学院女子大学学芸学部教授、一関市博物館館長
- 君塚直隆 - 駒澤大学法学部教授、関東学院大学名誉教授、歴史学者、政治学者、サントリー学芸賞受賞
- 草間文彦 - 元東京理科大学大学院イノベーション研究科知的財産戦略専攻教授
- 熊田泰章 - 元法政大学常務理事・副学長、元日本国際文化学会会長
- 久留間健 - 立教大学名誉教授、マクロ経済学
- 小池直己 - 元就実大学教授、英語教育家
- 小林啓孝 - 慶應義塾大学名誉教授、早稲田大学名誉教授、会計学
- 近藤順茂 - 元東京工科大学教授、経済学

さ
- 西條八十 - 早稲田大学文学部教授、フランス文学者、詩人、作詞家
- 佐々木寛 - 新潟国際情報大学情報文化学部教授、政治学、平和研究
- 四方啓暉 - 大手前大学現代社会学部教授、ジェイアール東海ホテルズ元専務取締役、ザ・リッツ・カールトン大阪副総支配人、ホスピタリティマネジメント
- 清水克行 - 明治大学商学部教授、日本中世史
- 志村有弘 - 相模女子大学名誉教授
- 進藤久美子 - 元東洋英和女学院大学教授、アメリカ史
- 神保雅人 - 千葉商科大学サービス創造学部教授
- 末田清子 - 青山学院大学国際政治経済学部教授、異文化コミュニケーション
- 菅井保 - 元東海大学教育学研究室教授、大学院修了
- 鈴木幸毅 - 駒澤大学名誉教授、経営学、元工業経営研究学会・会長
- 鈴木慎一郎 - 関西学院大学社会学部教授、文化人類学者、大学院修了

た行
- 高田朝子 - 法政大学大学院教授、経営学者
- 高田賢一 - 青山学院大学名誉教授、アメリカ文学
- 田村信一 - 元北星学園大学経済学部教授
- 高橋順一 - 早稲田大学教育学部教授、ヨーロッパ思想史
- 滝口俊子 - 立教女学院短期大学名誉教授、放送大学名誉教授、元京都文教大学人間学部臨床心理学科教授、心理学者
- 武田勝彦 - 早稲田大学名誉教授
- 竹林紀雄 - 文教大学情報学部教授、湘南総合研究所長、大学院修了
- 種田和加子 - 藤女子大学文学部教授、近代日本文学
- 樽見弘紀 - 北海学園大学名誉教授、政治学、元放送作家
- 茶谷誠一 - 志學館大学人間関係学部教授、日本近代史学者
- 徳善義和 - ルーテル学院大学名誉教授、教会史
- 戸田学 - 早稲田大学社会科学総合学術院教授、経済学
- 戸塚悦朗 - 元龍谷大学法科大学院教授、弁護士
- 土肥伊都子 - 神戸松蔭女子学院大学人間科学部教授、社会心理学

な行
- 中川秀恭 - 元国際基督教大学学長、元大妻女子大学学長、元大妻学院理事長、哲学者
- 長坂寛 - 元松蔭大学経営文化学部ビジネスマネジメント学科教授
- 長沢英一郎 - 学習院教授、実践女子大学英文科長、川村短期大学教授、東京学芸大学教授、英米文学者、英語学者、翻訳家
- 中野善夫 - 日本大学歯学部教授、生化学、英米幻想文学研究家、翻訳家
- 中村邦生 - 大東文化大学名誉教授、英米文学
- 野口晴利 - 帝塚山大学名誉教授
- 中野勝郎 - 法政大学法学部教授、アメリカ政治

は行
- 林一 - 昭和薬科大学名誉教授、理論物理学、科学史
- 林英夫 - 立教大学名誉教授、開成高等学校（現・開成中学校・高等学校）教諭、東京家政大学文学部教授、日本史学
- 早川喜四郎 - 平安女学院院長、京都・聖アグネス教会牧師
- 原克 - 早稲田大学教育学部教授、表象文化論、ドイツ文学
- 原島正衛 - 元北星学園大学経済学部教授、大学院修了
- 韓東賢 - 日本映画大学映画学部教授、社会学、大学院修了
- 樋口裕一 - 京都産業大学文化学部教授、東進ハイスクール小論文客員講師
- 日暮吉延 - 帝京大学法学部教授、政治学、サントリー学芸賞受賞
- 平林和幸 - 元武蔵大学学長、武蔵大学名誉教授、大学院修了
- 廣瀬健 - 元早稲田大学理工学部教授、数学基礎論
- 廣瀬義州 - 元早稲田大学商学学術院教授、会計学
- 福島規子 - 九州国際大学現代ビジネス学部教授、観光学
- 福山桜子 - 立教大学異文化コミュニケーション学部講師
- 藤代裕之 - 法政大学准教授、大学院修了
- フランク・ミシュラン - 明治大学国際連携機構特任准教授、2015年渋沢クローデル賞受賞
- 古家聡 - 武蔵野大学人間関係学部教授、共立女子大学非常勤講師、大学院卒
- 船本修三 - 大阪学院大学企業情報学部長・教授
- 細谷雄一 - 慶應義塾大学法学部教授、国際政治学、サントリー学芸賞受賞
- 堀江信男 - 茨城キリスト教大学名誉教授、岩手日報社石川啄木賞受賞

ま行
- 松澤伸 - 早稲田大学法学学術院教授、大学院修了、刑法
- 松下正寿 - 第5代・6代・7代立教大学総長、極東軍事裁判弁護人、核兵器禁止平和建設国民会議初代議長、元統一教会最高幹部、旭日重光章受章
- 松下満雄 - 成蹊大学名誉教授、上智大学教授、法学者、松下正寿の子
- 丸山惠也 - 立教大学名誉教授、元東邦学園大学学長、経営学
- 宮川健郎 - 武蔵野大学名誉教授、児童文学研究、大阪国際児童文学振興財団理事長、日本児童文学学会会長
- 宮城大蔵 - 上智大学名誉教授、中央大学法学部教授、元国家安全保障局顧問、サントリー学芸賞受賞、国際政治学
- 宮島英昭 - 早稲田大学商学部教授、早稲田大学常任理事、経済学
- 森川昌和 - 中京女子大学（現・至学館大学）人文学部アジア文化学科教授、若狭歴史民俗資料館副館長、鳥浜貝塚における「縄文のタイムカプセル」発掘者
- 守谷良二 - 元立正大学経済学部教授、東京都市大学・東京電機大学非常勤講師

や行
- 簗正昭 - 玉川大学芸術学部准教授
- 矢野建一 - 元専修大学学長、大学院修了、日本古代史
- 山口博史 - 国立音楽大学教授、東京芸術大学講師、作曲家、ノエル・ギャロン賞受賞
- 山口博教 - 北星学園大学教授
- 吉次公介 - 立命館大学教授、政治学
- 吉原敬典 - 目白大学経営学部経営学科教授、経営学
- 吉田甲子太郎 - 明治大学文学部文学科長、明治大学教授、英文学者、児童文学者、翻訳家、旧制立教中学出身
- 吉田則昭 - 目白大学特任准教授、社会学
- 吉田正紀 - 日本大学国際関係学部国際文化学科教授、文化人類学

わ行
- 若月秀和 - 北海学園大学法学部教授、大学院修了、日本政治外交史
- 渡部善次郎 - 松山高等商業学校（現・松山大学）第2代校長、経済学

#### 短期大学
- 佐治晴夫 - 元鈴鹿短期大学学長
- 柴木恒一 - 岩手県立大学宮古短期大学部専任講師
- 島川雅史 - 元立教女学院短期大学教授
- 林潔 - 白梅学園短期大学名誉教授、心理学者、臨床心理士、日本応用心理学会常任理事

#### 日本国外の大学
- 青沼国夫 - 元チエンマイ大学講師
- 李亨雨 - 高麗大学校（旧・普成専門学校）教授、国学学校副校長、朝鮮大学既成会理事長、朝鮮法学専門学館学長、同徳女子大学校（旧・同徳女子中学校）教諭
- 牛窪浩 - 元シカゴ大学客員教授
- 太田登 - 台湾大学教授、天理大学名誉教授、大学院修了
- ヨセフ・北川三夫 - 元シカゴ大学教授、同大元神学部長、立教大学名誉博士
- 金允經  - 延世大学校大学院長、漢陽大学校文理科大学学長、延世大学校名誉教授、漢陽大学校教授、言語学者、ハングル学者、歴史学者、哲学者、韓国文化勲章受章
- 金敬琢  - ソウル大学校教授、高麗大学校教授、成均館大学校教授、哲学者
- 金尙鎔  - 梨花女子大学校教授、学務処長、英文学者、翻訳家、作家
- 高承濟  - シカゴ大学教授、ペンシルベニア大学教授、コロンビア大学教授、漢陽大学校教授兼初代行政大学院長、ソウル大学校教授、東国大学校教授、高麗大学校教授、延禧専門学校（現・延世大学校）准教授、韓国経済史、韓国経済学会会長・理事、韓国開発研究院理事長、大韓民国学術院会員、大韓民国学術院賞受賞、国民勲章椿章受章
- 西山千明 - 元スタンフォード大学フーバー研究所上級研究員、立教大学名誉教授
- 朴聖焌 - 韓神大学校教授、聖公会大学校NGO大学院教授、韓国神学研究所学術部長、神学者、第37代大韓民国国務総理韓明淑の夫
- 楊建平 - 復旦大学教授、政法大学教授、広東省中央銀行副総裁、上海商務局長
- 李敎善 - ソウル大学校副総長、中東学園理事長、大韓民国第4代商工部長官
- 柳致眞 - 東国大学校教授、劇作家、韓国演劇研究所（現・ソウル芸術大学校）創設者、大韓民国国立劇場長、韓国演劇協会会長、大韓民国芸術院会員
- 廖天祥 - 国立成都大学（現・四川大学）外国語学部長、英文学科教授、四川大学英語学部教授

#### その他の教育・研究機関
あ行
- 井上周八 - 経済学者、チュチェ思想国際研究所名誉理事長
- 大島暁雄 - 国立歴史民俗博物館、文化庁主任文化財調査官、東京文化財研究所客員研究員、大学院修了
- 大塚和義 - 国立民族学博物館名誉教授、大阪学院大学国際学部長・教授

か行
- 久米隼 - NPO活動家・研究者、全国福祉未来ネットワーク理事長、大学院修了

さ行
- 酒井賀世 - 致道博物館学芸員、大学院修了

た行
- 田辺義明 - 社会学者、元文教大学国際学部研究室主任、元高専助教授、元立教大学産業関係研究所研究員
- 辻康吾 - 中国研究家、元毎日新聞北京支局長、元獨協大学教授、元東海大学教授
- 濤川栄太 - 教育学者、新松下村塾塾長

は行
- 服部幸應 - 本名：染谷幸彦、料理研究家、服部学園理事長、服部栄養専門学校長
- 平山優 - 歴史学者、山梨県立中央高等学校教諭
- 堀茂 - 国家基本問題研究所客員研究員

### 文学・文芸

#### 作家・小説家
あ行
- 赤城毅 - 作家、新書大賞受賞
- 秋山晶 - コピーライター
- 麻見和史 - 作家
- 新井素子 - 作家
- 安藤隆 - コピーライター、現・サン・アド常勤顧問
- 石川忠司 - 作家、批評家
- 伊集院静 - 作家、直木賞受賞
- 井尻千男 - コラムニスト、評論家、日本経済新聞編集委員
- 井村恭一 - 作家、中退
- 上橋菜穂子 - 児童文学作家
- 内田魯庵 - 作家、評論家、翻訳家
- 内山純 - 推理作家
- 内海隆一郎 - 作家、日本文芸著作権同盟理事
- 大橋弘祐 - 作家
- 小野勝美 - 作家、評論家、大学院修了

か行
- 風野真知雄 - 作家
- 金尙鎔  - 小説家、詩人、随筆家、翻訳家、文学評論家、英文学者、梨花女子大学教授
- 楠戸義昭 - 歴史作家
- 国井美果 - コピーライター
- 久保寺健彦 - 作家
- 小坂井澄 - ノンフィクション作家
- 小西未来 - 映画ライター、翻訳家

さ行
- 斎藤惇夫 - 児童文学作家
- 斉藤直子 - ファンタジー作家
- 酒井順子 - エッセイスト
- さくまあきら - ライター、コンピュータゲームディレクター、桃太郎伝説シリーズ・桃太郎電鉄シリーズなどを手掛ける
- 笹本稜平 - 作家
- 左能典代 - 作家
- 澤木喬 - 作家
- 篠原一 - 作家、大学院修了
- 島崎晋 - 歴史作家
- 島本理生 - 作家、直木賞、野間文芸新人賞受賞
- 周作人 - 魯迅の弟、現代中国の散文作家、翻訳家、北京大学教授
- 新野剛志 - 推理作家、江戸川乱歩賞受賞
- 鈴木明 - ノンフィクション作家、フリージャーナリスト、大宅壮一ノンフィクション賞受賞
- 鈴木正行 - 作家、大学院修了
- 瀬尾七重 - 児童文学作家
- 千街晶之 - ミステリ評論家

た行
- 高野裕美子 - 作家
- 高橋千劔破 - 文芸評論家
- 高原英理 - 文芸評論家、小説家
- 田川永吉 - 作家、実業家、政商・松尾儀助の曾孫、幕末から明治維新で活躍した女性商人・大浦慶の従来の定説を覆す作品を著す
- 武川佑 - 作家、日本歴史時代作家協会賞（作品賞）受賞
- てり - ライトノベル作家

な行
- 永倉万治 - 作家、中退
- なかにし礼 - 作家、作詞家、直木賞受賞
- 中村邦生 - 作家
- 濤川栄太 - 作家、教育評論家
- 新田純子 - 作家、通訳、女流新人賞受賞
- 野中柊 - 作家

は行
- 蓮見圭一 - 作家
- 長谷川四郎 - 作家、シベリア抑留経験者
- 支倉凍砂 - 作家
- 浜野卓也 - 児童文学作家、評論家、日本児童文学学会代表理事、産経児童出版文化賞受賞、小学館文学賞受賞、旭日小綬章受賞
- 日向章一郎 - 作家
- 平山瑞穂 - 作家、日本ファンタジーノベル大賞受賞
- 細川義洋 - 作家

ま行
- 蒔岡雪子 - 小説家
- 松田十刻 - 作家
- 村山由佳 - 作家、直木賞受賞
- 百瀬博教 - 作家、詩人、格闘技プロデューサー
- 森奈津子 - 作家

や行
- 山本音也 - 小説家
- 柚木麻子 - 小説家
- 吉川潮 - 作家、放送作家
- 吉田新一 - 児童文学作家、日本イギリス児童文学会会長、絵本学会会長、軽井沢絵本の森美術館名誉顧問、立教大学名誉教授、日本のピーターラビットとビアトリクス・ポター研究の第一人者

ら行
- 来楽零 - 小説家
- 林淑美 - 作家、日本近代文学会評議委員

わ行
- 若竹七海 - 作家

#### 編集者
- 赤田祐一 - 編集者、「磯野家の謎」「バトル・ロワイアル」を手掛けた編者
- 石﨑孟 - 編集者、マガジンハウス元代表取締役社長
- 岩瀬順三 - 編集者、KKベストセラーズ・ワニマガジン社・ワニブックス創業者
- 大内明日香 - 編集者
- 大徳哲雄 - 編集者、月刊OUT元編集長
- 押久保剛 - 編集者、翔泳社メディア部門メディア編集部部長、統括編集長、MarkeZine前編集長
- 金泉俊輔 - 編集者、週刊SPA!元編集長、NewsPicks Studios代表取締役CEO
- 菊池重三郎 - 編集者、芸術新潮初代編集長
- 菊池夏樹 - 編集者、月刊コミックビンゴ編集長
- 北山耕平 - 編集者、宝島元編集長、ライター
- 木滑良久 - 編集者、マガジンハウス元代表取締役社長
- 倉林里実 - 編集者、文藝春秋CREA（クレア）編集長、CREA Traveller編集長
- 坂本政謙 - 編集者、岩波書店代表取締役社長
- 佐藤哲夫 - 編集者、新潮元編集長
- 島森路子 - 編集者、広告批評元編集長
- 清水達夫 - 編集者、マガジンハウス創業者
- 白井勝也 - 編集者、ビッグコミックスピリッツ元編集長、小学館最高顧問
- 戸川安宣 - 編集者、東京創元社元会長・社長、本格ミステリ作家クラブ元事務局長、本格ミステリ大賞特別賞受賞
- 旗一兵 - 編集者、キネマ旬報社編集者、脚本家、映画評論家、フジテレビプロデューサー、吉本興業企画課長
- 花房満三郎 - 編集者、文藝春秋元編集長、文藝春秋元取締役
- 緑川亨 - 編集者、世界編集長、岩波書店代表取締役社長

#### 詩人・歌人・俳人
- 尹東柱 - 詩人
- 上野泰 - 俳人
- 内野光子 - 歌人、評論家、大学院修了
- 大久保白村 - 俳人
- 大高翔 - 俳人
- 奥坂まや - 俳人
- 片上長閑 - 俳人
- 加藤千恵 - 歌人
- 加藤まさを - 詩人、画家、立教大学文芸雑誌『塔』を創刊、童謡『月の砂漠』の作詞家
- 呉一島 - 朝鮮の詩人、詩誌『詩苑』の主幹、本名：呉熙秉
- 野木京子 - 詩人
- 日和聡子 - 詩人
- 武藤重勝 - 詩人、図書館情報学者、元立教大学図書館副館長
- 山田富士郎 - 歌人

#### 翻訳家
- 宇佐川晶子
- 大倉本澄 - シェイクスピア劇研究者、英文学者、駐日イギリス公使翻訳官、ハーバード大学の外国人初の舎監
- 小沢瑞穂
- 加藤政司郎 - 翻訳家、教育者、軍事史学者、アメリカの教科書やシーリー及びダリウスの軍事史学書を翻訳
- 河島敬蔵 - 日本初のシェイクスピア劇翻訳者、英文学者、大阪・英和学舎教授、立教学校卒
- 菊池重三郎 - 作家、翻訳家
- 佐々田雅子
- 長沢英一郎 - 英米文学者、英語学者、学習院教授、東京学芸大学教授
- 奈倉次郎 - 英文学者、英語教育者、山口大学（旧・山口高等商業学校）教授、グレン・W・ショーの翻訳支援者
- 林一 - 物理学者、翻訳家、昭和薬科大学名誉教授
- 水田南陽 - 日本へシャーロック・ホームズを紹介した先駆者、作家、新聞記者、実業家、本名：水田栄雄
- 山田順子

### 美術

#### 画家
- 加藤まさを - 画家、詩人、小説家、イラストレーター、大正時代の代表的な抒情画家の一人
- 小林豊 - 画家、絵本作家
- 鈴木信吾 - 画家、版画家
- 陳樹人 - 画家、嶺南画派の創始者の一人、嶺南三傑、中華民国の政治家

#### イラストレーター
- 山﨑杉夫 - イラストレーター、絵本作家
- 和遥キナ - イラストレーター

#### 絵本作家
- 南椌椌 - 絵本作家、詩人、東京吉祥寺カレー屋「まめ蔵」オーナー
- 葉祥明 - 絵本作家、詩人、画家

#### 広告
- 加藤淳 - デザインプランナー、東海大学国際文化学部デザイン文化学科客員教授
- 杉山恒太郎 - クリエイティブディレクター、元電通常務執行役員
- 広井王子 - マルチクリエイター、中退
- 山崎晴太郎 - グラフィックデザイナー

#### 写真
- 岩木登 - 写真家
- 大友良行 - 写真家、フォトジャーナリスト
- 川田喜久治 - 写真家
- 菊池哲男 - 山岳写真家
- 杉本博司 - 写真家、紫綬褒章、高松宮殿下記念世界文化賞受賞
- 野上眞宏 - 写真家
- 林ナツミ - 写真家
- 村田三二 - 写真家
- 薈田純一 - 写真家

#### 漫画
- 岡田がる - 漫画家
- 小澤さとる - 漫画家、「ロボダッチ」「チョロQ」の生みの親
- 加治佐修 - 漫画家
- 河井克夫 - 漫画家
- 西岸良平 - 漫画家、「三丁目の夕日」作者、紫綬褒章受章
- 清水勲 - 漫画家、風刺画家、帝京平成大学教授
- 城アラキ - 漫画家
- たちいりハルコ - 漫画家
- 田中美菜子 - 漫画家
- のむらしんぼ - 漫画家、中退
- 堀田かつひこ - 漫画家
- 響直美 - 漫画家
- 山野一 - 漫画家
- ゆきち先生 - 漫画家
- 芳崎せいむ - 漫画家

#### 服飾
- 中里周子 - ファッションデザイナー
- 藤江珠希 - ファッションデザイナー

#### その他
- 三條西堯水 - 香道家、御家流香道二十三世宗家、龍谷大学客員教授
- 三村建治 - 工業デザイナー、レーシングカー設計者、中退
- 五味弘文 - 空間プロデューサー
- 松浦章 - 茶人、茶道鎮信流宗家、旧平戸藩主松浦家第41代当主、松浦史料博物館理事長
- 山田香織 - 盆栽家
- 山本コテツ - 空間プロデューサー

### 音楽
あ行
- 間章 - 音楽評論家、中退
- 天野清継 - ジャズ・ギタリスト
- 網野泰寛 - 歌手、俳優
- 石野理子 - 歌手、Aooo、元赤い公園、元アイドルネッサンス
- 伊藤心太郎 - 作曲家、編曲家、音楽プロデューサー
- 岩本正樹 - 作曲家、編曲家、キーボーディスト
- DJ OSSHY - DJ、本名：押阪雅彦
- 大貫憲章 - 音楽評論家
- 大野智子 - ジャズ・ピアニスト
- 岡崎倫典 - ギタリスト
- 岡田徹 - 音楽プロデューサー、ムーンライダーズ
- 岡村聡士 - シンガーソングライター、作詞家、作曲家
- 鬼俊英 - 歌手
- 小袋成彬 - 作曲家、作詞家、歌手、音楽プロデューサー

か行
- 金子詔一 - 作詞家
- 小玉ひかり - シンガーソングライター
- 小林俊太郎 - ピアニスト

さ行
- 酒井政利 - 音楽プロデューサー
- サトウハチロー - 作詞家、「リンゴの唄」「ちいさい秋みつけた」「うれしいひなまつり」などの作詞家、西條八十の弟子、清水みのるの先輩、旧制立教中学出身
- 里村美和 - パーカッション奏者・ドラマー
- 佐野元春 - 歌手
- 清水みのる - 作詞家、立教大学第三応援歌「若き眉」の作詞者、佐藤惣之助の弟子、サトウハチローの後輩、紫綬褒章受章
- 白井良明 - 音楽プロデューサー、ムーンライダーズのギタリスト
- 鈴木勲 - ジャズベース、チェロ奏者、南里文雄賞受賞
- 曽我部恵一 - 歌手、サニーデイ・サービス、中退

た行
- 高石ともや - フォークシンガー、中退
- たかたかし - 作詞家、中退
- 高畠俊 - 歌手、ベーシスト
- 武川雅寛 - ミュージシャン、ムーンライダーズのバイオリニスト
- 立川智也 - 作曲家、編曲家、音楽プロデューサー
- 田中宗一郎 - 音楽評論家、DJ
- 都竹悦子 - DJ
- 都並清史 - トランペット奏者、ビブラストーン元メンバー
- 土橋安騎夫 - 歌手、元レベッカ
- 鳥塚しげき - 歌手、ザ・ワイルドワンズ

な行
- 中島正雄 - 音楽プロデューサー

は行
- 灰田勝彦 - 歌手、俳優
- 橋口洋平 - ミュージシャン、wacciのボーカル＆ギター
- 萩谷由喜子 - 音楽評論家
- 樋口了一 - シンガーソングライター、作曲家
- 平松まゆき - 元歌手、弁護士
- ヒロ川島 - トランペット奏者
- Fayray - 歌手、1995年ミス立教
- 藤本和則 - 音楽プロデューサー、作曲家、編曲家
- 細野晴臣 - 歌手、元はっぴいえんど、元イエロー・マジック・オーケストラ

ま行
- まふまふ - シンガーソングライター、配信者
- 光宗信吉 - 作曲家
- ディック・ミネ - 歌手
- 水野佐彩 - 歌手、モデル、2009年準ミス立教
- 水野マリコ - 声優
- 宮崎尚志 - 作曲家、多摩美術大学客員教授

や行
- 山口博史 - 作曲家、ノエル・ギャロン賞受賞

ら行
- 猟平 - 作曲家、音楽プロデューサー

わ行
- 渡辺和彦 - 音楽評論家
- 渡辺勝 - 歌手、プロデューサー
- 渡辺博也 - 作曲家

### 映画・演劇

#### 俳優
あ行
- 相島一之 - 俳優
- 赤司まり子 - 女優
- 秋田真琴 - 女優、2005年ミス立教
- 阿久津愼太郎 - 俳優、D-BOYS
- 安里唯 - 女優、アイオケメンバー
- 有沢雪 - 女優
- 池部良 - 俳優、エッセイスト、日本映画俳優協会理事長
- 石濱朗 - 俳優、日本映画俳優協会理事長
- 泉晶子 - 女優、中退
- 稲葉さゆり - 女優、タレント
- 上原謙 - 俳優、加山雄三の父
- 浮所飛貴 - 俳優、歌手、ジュニア（美 少年）
- 浮田左武郎 - 俳優
- 内田健司 - 俳優
- 江本純子 - 女優、脚本家、劇団毛皮族主宰
- 大木聡 - 俳優
- 大野拓朗 - 俳優、2009年ミスター立教
- 岡崎和寛 - 俳優、2007年ミスター立教
- 岡譲司 - 俳優
- 沖津賢一郎 - 俳優、映像作家
- 小野進也 - 俳優、中退

か行
- 海東健 - 俳優
- 勝木敏之 - 俳優
- 川久保拓司 - 俳優
- 岸久美子 - 女優、中退
- 沓沢周一郎 - 俳優
- 久保明 - 俳優
- 幸田夢波 - 声優
- 小森創介 - 俳優、大学院修了

さ行
- 斉藤一平 - 俳優
- 佐伯大地 - 俳優、2009年準ミスター立教
- 佐野周二 - 俳優
- 佐山裕亮 - 俳優、声優、ラジオパーソナリティ
- 進藤学 - 俳優
- 森羅万象 - 俳優
- 鈴木凌平 - 俳優、ダンサー
- 関口知宏 - 俳優、タレント

た行
- 高橋花林 - 声優
- 高野絹也 - 俳優
- 高橋悦史 - 俳優
- 匠 - 俳優、タレント
- 立石凛 - 声優
- 堤康久 - 俳優、中退
- 道口瑞之 - ミュージカル俳優、劇団四季
- 冨岡健翔 - 俳優、タレント、ジャニーズJr.

な行
- 永井流奈 - モデル
- 中村絢香 - 女優
- 縄田カノン - 女優
- 難波小百合 - 女優、リングアナウンサー
- 西川大貴 - 俳優、ミュージシャン、脚本家、タップダンサー
- 西川ちひろ - 女優
- 野際陽子 - 女優、元NHKアナウンサー、元ミス立教

は行
- 福田麻由子 - 女優
- 藤村聖子 - 女優
- 本郷功次郎 - 俳優

ま行
- 真木沙織 - 女優、地井武男の妻
- 町田マリー - 女優
- 御木本伸介 - 俳優
- 南沢奈央 - 女優
- 三原わかほ - 女優
- 宮川知久 - 俳優
- 向井恭介 - 俳優、大学院修了
- 森祐佳 - 女優、元グラビアアイドル

や行
- 簗正昭 - 俳優、声優
- 山口太郎 - 俳優
- 山下規介 - 俳優、脚本家
- 山本修 - 俳優
- 吉澤慎吾 - 俳優、ダンサー
- 吉田ボイス - 俳優、声優
- 依田英助 - 声優、中退

ら行
- 立崇なおと - ミュージカル俳優、劇団四季

わ行
- 渡邉甚平 - 俳優、ミュージシャン

#### 映画監督・脚本家
あ行
- 青山真治 - 映画監督、カンヌ国際映画祭国際批評家連盟賞受賞、映画評論家、元多摩美術大学教授
- 赤井鬼介 - 脚本家
- 浅野秀二 - VFXプロデューサー
- 五十嵐匠 - 映画監督
- 池広一夫 - 映画監督
- 伊勢真一 - 映画監督
- 旺季志ずか - 脚本家、小説家、劇作家、演出家、吉本坂46メンバー

か行
- 加藤直輝 - 映画監督、脚本家
- 加藤陽一 - 脚本家
- 川村清人 - 映画監督
- 熊坂出 - 映画監督、ベルリン国際映画祭最優秀新人賞受賞
- 黒沢清 - 映画監督、カンヌ国際映画祭国際批評家連盟賞、ヴェネツィア国際映画祭銀獅子賞受賞、東京芸術大学教授
- 黒土三男 - 脚本家、映画監督
- 後藤俊夫 - 映画監督
- 越川道夫 - 映画プロデューサー
- 小中和哉 - 映画監督
- 小林勇太 - 映画監督、フォトグラファー、グラフィックデザイナー
- 小関章ラファエル - 映像作家、大学院修了

さ行
- 斎藤耕一 - 映画監督、中退
- 佐々木昭一郎 - 映像作家、演出家、国際エミー賞受賞
- 篠崎誠 - 映画監督、立教大学現代心理学部映像身体学科教授
- 塩田明彦 - 映画監督
- 周防正行 - 映画監督
- 杉田協士 - 映画監督
- 砂本量 - 映画監督

た行
- 竹内里紗 - 映画監督、脚本家
- 武石浩明 - 映画監督、ジャーナリスト
- 田代尚也 - 映画監督
- 田中経一 - 演出家、ホームラン製作所代表取締役
- 鶴岡慧子 - 映画監督、芸術選奨文部科学大臣新人賞受賞
- 冨樫森 - 映画監督

な行
- 中島かずき - 脚本家、劇作家、劇団☆新感線の座付作家
- 野依美幸 - 脚本家、プロデューサー

は行
- 旗一兵 - 脚本家、映画評論家、フジテレビプロデューサー、吉本興業企画課長、日本移動演劇連盟劇団課長、キネマ旬報社編集者
- 保坂大輔 - 映画監督、脚本家
- 細野邦彦 - 元日本テレビプロデューサー

ま行
- 万田邦敏 - 映画監督
- 牟田桂子 - 脚本家
- 村上信夫 - 放送作家、大学院修了
- 森川時久 - 映画監督、元フジテレビディレクター
- 森達也 - ドキュメンタリー映画監督、作家、明治大学情報コミュニケーション学部特任教授

や行
- 山浦雅大 - 脚本家
- 山田達雄 - 映画監督
- 山田由香 - 脚本家

ら行
- 柳致眞 - 劇作家、演劇人、小説家、韓国演劇研究所（現・ソウル芸術大学校）創設者、大韓民国国立劇場長、韓国演劇協会会長、東国大学校教授、大韓民国芸術院会員、韓国演劇界の基礎を築いた人物

### 報道

#### NHK
- 新井信宏 - 元NHKアナウンサー
- 礒野佑子 - NHKアナウンサー
- 伊林毅暁 - NHKアナウンサー
- 加賀美幸子 - 元NHKアナウンサー
- 狩野史長 - NHKアナウンサー
- 志賀隼哉 - NHKアナウンサー
- 関口泰雅 - NHKアナウンサー
- 田中寛人 - NHKアナウンサー
- 中山準之助 - 元NHKアナウンサー
- 橋爪秀範 - NHKアナウンサー
- 原大策 - NHKアナウンサー
- 福田裕大 - NHKアナウンサー
- 保田一成 - NHKアナウンサー
- 三上たつ次 - 元NHKアナウンサー
- 村田幸子 - 元NHKアナウンサー、NHK解説委員
- 芳野潔 - NHKアナウンサー

#### 日本テレビ
- 青尾幸 - 元日本テレビアナウンサー
- 上重聡 - 元日本テレビアナウンサー、東京六大学野球史上2人目の完全試合達成者
- 豊田順子 - 元日本テレビアナウンサー
- 鈴木健 - 日本テレビアナウンサー
- 小山田春樹 - 元日本テレビアナウンサー
- 斉木かおり - 元日本テレビアナウンサー、フリーアナウンサー
- 古閑陽子 - 元日本テレビアナウンサー、大学院修了
- 斉藤まりあ - 元日本テレビアナウンサー
- 鈴木君枝 - 元日本テレビアナウンサー
- 町亞聖 - 元日本テレビアナウンサー、フリーアナウンサー

#### テレビ朝日
- 宇賀なつみ - 元テレビ朝日アナウンサー、フリーアナウンサー
- 久保田直子 - テレビ朝日アナウンサー、2002年準ミス立教
- 寺崎貴司 - テレビ朝日アナウンサー
- 川瀬眞由美 - 元テレビ朝日アナウンサー、テレビ朝日アスク講師
- 掛下知恵子 - プロデューサー
- 石橋幸治 - 元テレビ朝日アナウンサー
- 坪内純子 - 元テレビ朝日アナウンサー

#### TBS
- 伊東楓 - 元TBSアナウンサー
- 浦野芽良 - TBSアナウンサー
- 小林由未子 - TBSアナウンサー
- 齋藤慎太郎 - TBSアナウンサー
- 戸崎貴広 - TBSアナウンサー
- 良原安美 - TBSアナウンサー
- 小笠原保子 - 元TBSアナウンサー
- 奈良陽 - 元TBSアナウンサー、報道記者
- 南波雅俊 - TBSアナウンサー、元NHK
- 藤井健太郎 - プロデューサー
- 今井登茂子 - 元TBSアナウンサー、フリーアナウンサー
- 香川恵美子 - 元TBSアナウンサー、エッセイスト
- 鈴木順 - 元TBSアナウンサー
- 林正浩 - 元TBSアナウンサー、フリーアナウンサー
- 遠藤泰子 - 元TBSアナウンサー、フリーアナウンサー

#### テレビ東京
- 相内優香 - テレビ東京アナウンサー、2004年準ミス立教
- 塩田真弓 - 元テレビ東京アナウンサー、報道局ニュースキャスター
- 福田典子 - テレビ東京アナウンサー、元RKB毎日放送
- 大平雅美 - 元テレビ東京アナウンサー、大学院修了
- 藤吉次郎 - 元テレビ東京アナウンサー、フリーアナウンサー
- 久保田光彦 - 元テレビ東京アナウンサー、フリーアナウンサー

#### フジテレビ
- 戸部洋子 - 元フジテレビアナウンサー、2000年ミス立教
- 小田多恵子 - 元フジテレビアナウンサー
- 川端健嗣 - 元フジテレビアナウンサー
- 小仲正重 - プロデューサー
- 旗一兵 - フジテレビプロデューサー、吉本興業企画課長、日本移動演劇連盟劇団課長
- 本田朋子 - 元フジテレビアナウンサー、フリーアナウンサー、2002年ミス立教
- 宮崎総子 - 元フジテレビアナウンサー
- 中村江里子 - 元フジテレビアナウンサー、タレント、エッセイスト

#### 在阪局
- 萩原章嘉 - 読売テレビアナウンサー
- 三浦隆志 - 読売テレビアナウンサー
- 森若佐紀子 - 読売テレビアナウンサー、ミス立教
- 横須賀ゆきの - 読売テレビアナウンサー
- 海渡未来 - 毎日放送アナウンサー
- 武川智美 - 毎日放送アナウンサー
- 高橋真理恵 - 関西テレビアナウンサー
- 植草結樹 - テレビ大阪アナウンサー

#### 地方局・その他
あ行
- 青木まな - CBCアナウンサー
- 飯田菜奈 - 仙台放送アナウンサー
- 池尻和佳子 - RKB毎日放送アナウンサー
- 糸井文菜 - 東日本放送アナウンサー
- 伊藤圭介 - 静岡放送浜松総局局次長、元アナウンサー
- 今井日奈子 - IBC岩手放送アナウンサー
- 内田有紗 - テレビ信州アナウンサー、2013年準ミス立教
- 榎本真也 - 四国放送アナウンサー
- 大川貴史 - TOKYO MXプロデューサー
- 大慈弥レイ - 元札幌テレビ放送アナウンサー
- 大谷真宏 - テレビ西日本アナウンサー
- 大野修 - 福島中央テレビ社員、元アナウンサー
- 沖繁義 - 九州朝日放送アナウンサー
- 奥村亜希 - 山陰中央テレビアナウンサー
- 小口ひとみ - 元仙台放送アナウンサー
- 小田島卓生 - 東海テレビアナウンサー

か行
- 梶山修 - 長崎文化放送アナウンサー
- 神岡遼 - 日本海テレビアナウンサー
- 鴨居真理子 - 西日本放送アナウンサー
- 川部絢子 - テレビ岩手アナウンサー
- 岸竜之介 - NBC長崎放送アナウンサー
- 北村花絵 - テレビ静岡アナウンサー

さ行
- 斎藤晴江 - 高知さんさんテレビアナウンサー
- 佐藤巧 - RKB毎日放送アナウンサー
- 佐々木淳吾 - 東北放送アナウンサー
- 佐橋嬉香 - 福井テレビアナウンサー
- 沢田幸二 - 九州朝日放送アナウンサー
- 壽老麻衣 - RKB毎日放送アナウンサー
- 庄野数馬 - 山口放送アナウンサー
- 新城健太 - 静岡放送アナウンサー
- 鈴木理香子 - 中京テレビアナウンサー
- 須田健太郎 - 北陸放送アナウンサー

た行
- 武井正晴 - 東海テレビ社員、元アナウンサー
- 武田早絵 - RKB毎日放送アナウンサー
- 富樫吉樹 - テレビ神奈川社員、元アナウンサー

な行
- 中川栞 - 琉球朝日放送アナウンサー
- 長澤瑠璃子 - 青森放送アナウンサー
- 長島瑞穂 - 秋田テレビアナウンサー
- 長田哲也 - 北陸放送アナウンサー
- 西尾優希 - 札幌テレビ放送アナウンサー

は行
- 蓮見直樹 - テレビ静岡アナウンサー
- 浜﨑日香里 - テレビ西日本アナウンサー
- 檜山沙耶 - ウェザーニュース気象キャスター
- 平山雅 - 中京テレビアナウンサー
- 蛭川雄二 - 鹿児島讀賣テレビアナウンサー
- 廣岡俊光 - 北海道文化放送アナウンサー
- 福本義久 - 北海道文化放送アナウンサー、元独立リーグ野球選手
- 藤井学 - 長野朝日放送社員、元アナウンサー
- 細野俊晴 - 静岡第一テレビ社員、元アナウンサー

ま行
- 松永友美 - 大分放送アナウンサー
- 三浦萌 - 新潟放送アナウンサー
- 三澤澄也 - 九州朝日放送アナウンサー
- 三島さやか - 信越放送アナウンサー
- 水本豊 - 宮城テレビ放送社員、元アナウンサー
- 室岡里美 - 北海道テレビ放送アナウンサー
- 諸橋碧 - テレビ新潟アナウンサー

や行
- 矢端名結 - 静岡放送アナウンサー
- 山﨑加奈 - 静岡放送アナウンサー
- 吉見真叶 - 山形テレビアナウンサー

わ行
- 渡邊文嘉 - テレビユー福島アナウンサー
- 渡辺雅彦 - テレビ静岡アナウンサー
- 渡辺美香 - CBCアナウンサー

#### フリー
あ行
- 我妻絵美 - 元中京テレビ放送アナウンサー
- 石井江奈 - フリーアナウンサー、元青森朝日放送アナウンサー
- 伊敷聡子 - 元NHK沖縄放送局契約キャスター
- 伊藤弘美 - フリーアナウンサー、元テレビ静岡アナウンサー、2010年ミス立教
- 井上由貴 - 元フリーアナウンサー
- 宇都宮基師 - 元南海放送アナウンサー
- 江口桃子 - フリーアナウンサー
- 押阪忍 - キャスター、コメンテーター
- 小口ひとみ - 元仙台放送アナウンサー
- 奥村奈津美 - 元東日本放送アナウンサー

か行
- 川越こず恵 - フリーアナウンサー、元青森テレビアナウンサー
- 菊野理沙 - フリーアナウンサー、元宮崎放送アナウンサー
- 木竜亜希子 - フリーアナウンサー、元テレビ信州アナウンサー
- 草野真梨子 - フリーアナウンサー、元さくらんぼテレビアナウンサー、ニチエンプロダクション所属
- 久保田優 - 元タレント、元NHK松山放送局契約キャスター、元NHK広島放送局契約キャスター
- 小谷静香 - フリーアナウンサー
- 小林茉里奈 - フリーアナウンサー、元福岡放送アナウンサー、AKB48元メンバー

さ行
- 斉藤尚子 - フリーアナウンサー、元NHK前橋放送局契約キャスター
- 佐藤明日香 - フリーアナウンサー、元テレビユー福島アナウンサー、元信越放送アナウンサー
- 須賀由美子 - フリーアナウンサー、元テレビ新潟アナウンサー、大学院修了

た行
- 高木由梨奈 - フリーアナウンサー、セント・フォース所属、2018年ミス立教
- 高藤有沙 - フリーアナウンサー、元NHK旭川放送局契約キャスター、元NHK高松放送局契約キャスター
- 高柳謙一 - フリーアナウンサー、元朝日放送アナウンサー
- 竹村優香 - 元テレビ金沢アナウンサー
- 谷口祐子 - 元札幌テレビ放送アナウンサー
- 田村浩子 - 元静岡放送アナウンサー
- 手島里華 - フリーアナウンサー、元ニッポン放送、TOKYO FM、J-WAVEアナウンサー
- 豊田瑠衣 - フリーアナウンサー、元NHK福岡放送局契約キャスター

な行
- 長友美貴子 - フリーアナウンサー

は行
- 橋口秀一 - フリーアナウンサー、元鹿児島讀賣テレビアナウンサー、ニチエンプロダクション所属

や行
- 八塚浩 - フリーアナウンサー、スポーツキャスター
- 安田美香 - フリーアナウンサー、女優、タレント
- 柳瀬若菜 - フリーアナウンサー、元NHK松山放送局契約キャスター
- 矢部順子 - フリーアナウンサー、大学院中退
- 山岡三子 - フリーアナウンサー、大学院修了
- 山元香里 - フリーアナウンサー、大学院修了
- 横山美和 - フリーアナウンサー、元テレビ宮崎アナウンサー

#### 気象予報士
- 今井春花 - 気象予報士、ウェザーマップ所属
- 江花純 - 気象予報士、ウェザーマップ所属
- 小杉浩史 - 気象予報士、ウェザーマップ所属
- 数家直樹 - 気象予報士、北日本放送アナウンサー
- 波田健一 - 気象予報士、テレビ新広島所属
- 福田歩実 - 気象予報士、オフィス気象キャスター所属
- 山本志織 - 気象予報士、オフィス気象キャスター所属

#### ラジオ
- 新井翔 - ラジオDJ、ラジオパーソナリティ、ナレーター
- 上柳昌彦 - 元ニッポン放送アナウンサー、ラジオパーソナリティ
- 小川栄一 - ラジオ福島アナウンサー
- 小尾渚沙 - 元文化放送アナウンサー、元山陽放送アナウンサー
- 鍵冨徹 - ラジオパーソナリティ、新潟放送常務取締役
- 川上まり - 声優、ナレーター
- 木和田篤 - ラジオNIKKEIアナウンサー
- 栗原治久 - ラジオパーソナリティ
- 黒田治 - ラジオパーソナリティ
- 煙山光紀 - ニッポン放送アナウンサー
- 田所健太郎 - フリーラジオディレクター、渥美清の長男
- 手島里華 - 元J-WAVEアナウンサー
- 土居まさる - 元文化放送アナウンサー
- 梨羽侑里 - 声優
- 那波一寿 - 声優、ナレーター
- 橋本みのり - ラジオパーソナリティ
- 原光隆 - 東海ラジオ放送アナウンサー
- 舩山陽司 - ラジオNIKKEIアナウンサー、元NHKアナウンサー
- 堀江ゆき - 声優
- 松重暢洋 - TBSラジオディレクター、松重豊の長男
- 松本ともこ - 元TOKYO FMアナウンサー
- 水谷加奈 - 文化放送アナウンサー
- 吉田智則 - 声優、ラジオパーソナリティ
- 藤原菜々花-ラジオNIKKEIアナウンサー

#### 評論家・ジャーナリスト
あ行
- 有馬晴海 - 政治評論家
- 伊藤紫朗 - ファッションプロデューサー、服飾評論家
- 牛窪恵 - マーケティングライター、立教大学大学院客員教授、大学院修了
- 岡野あつこ - 夫婦問題研究家、公認心理師、結婚・離婚カウンセラー、著作家、大学院修了
- 小川たまか - フリーライター、大学院修了
- 落合正勝  - 服飾評論家

か行
- 蒲谷茂 - 医療ジャーナリスト
- 川田太三 - ゴルフ評論家、ゴルフ場設計者
- 菊池孝 - スポーツライター
- 木元教子 - ジャーナリスト、元TBSアナウンサー
- 草下英明 - 科学解説者、科学ジャーナリスト
- 栗原晨 - 静岡第一テレビ報道記者

さ行
- 篠原常一郎 - ジャーナリスト、軍事・政治評論家
- 下野康史 - 自動車評論家
- 島下泰久 - 自動車評論家
- 東海林のり子 - 芸能リポーター、元ニッポン放送
- 白川徹 - ジャーナリスト、大学院修了
- 城下尊之 - 芸能リポーター
- 瀬下恵介 - ジャーナリスト、元毎日新聞社記者、中央大学客員講師、川村学園女子大学非常勤講師

た行
- たまさぶろ - バー評論家、随筆家
- 都並清史 - ジャズ評論家
- テレンス・リー - 軍事評論家、元傭兵

な行
- 中沢孝夫 - 経済評論家
- 中田潤 - スポーツジャーナリスト、フリーライター
- 野村旗守 - フリージャーナリスト

は行
- 平松誠四郎 - 長崎放送記者
- 福田ますみ - ジャーナリスト
- 古内義明 - スポーツジャーナリスト、MLBアナリスト、スポーツ経営コンサルタント

ま行
- 丸々もとお - 夜景評論家
- 村田幸子 - 福祉ジャーナリスト、元NHKアナウンサー

や行
- 山下英一郎 - 軍装研究家、戦史研究家、大学院修了
- 山田耕嗣 - 放送評論家
- 山田順 - ジャーナリスト、日本外国特派員協会 - FCCJ会員
- 八重野充弘 - フリージャーナリスト、埋蔵金研究家
- 結城信孝 - ジャーナリスト、文芸評論家
- 横尾弘一 - スポーツジャーナリスト

### 芸能

#### 司会者
- 関口宏 - 司会者、タレント
- 土居まさる - 司会者
- 徳光和夫 - 司会者、タレント、元日本テレビアナウンサー
- 前田武彦 - 司会者、中退
- みのもんた - 司会者、タレント、元文化放送アナウンサー
- 古舘伊知郎 - 司会者、ニュースキャスター、タレント、元テレビ朝日アナウンサー
- 堀潤 - 司会者、元NHKアナウンサー

#### 伝統芸能
- 入船亭扇蔵 (3代目) - 落語家
- 桂三木助 (4代目) - 落語家
- 登龍亭幸福 - 落語家
- 観世三郎太 - 観世流シテ方能楽師、27代目、観世会副理事長、観世文庫評議員
- 金原亭馬久 - 落語家
- 五代目中村雀右衛門 - 歌舞伎俳優、中退
- 三笑亭小夢 - 落語家
- 三遊亭らん丈 - 落語家
- 春風亭一花 - 落語家
- 五代目江戸家猫八 - 演芸家
- 林家咲太朗 - 落語家
- 藤間勘十郎 - 日本舞踊家、歌舞伎舞踊振付師、中退
- 安福建雄 - 能楽師、人間国宝、東京芸術大学元講師、国立能楽堂元講師
- 柳家小はだ - 落語家

#### 芸人
- 荒井注 - コメディアン、中退
- 有田哲平 - 芸人、中退
- 長谷川ヨシテル - 芸人、歴史ナビゲーター、くまがや歴史応援大使、滑川町観光大使、松江観光大使
- こじま観光 - 芸人

#### モデル
- 木谷有里 - モデル、レースクイーン
- 澤宥紀 - モデル、2013年ミスター立教、在学中
- チンバット・アノン - モデル、ミス・モンゴリア2008
- 長井梨紗 - モデル
- 奈々澤メイミ - モデル、2011年ミス立教
- 萩美香 - ミス日本グランプリ、大学院修了

#### タレント
- 伊藤友里 - タレント
- 乾貴美子 - タレント
- 香屋ルリコ - タレント、サッカー選手原口元気夫人
- 小山愛理 - タレント、キャスター
- 今野陽佳 - タレント
- 曽田麻衣子 - タレント、キャスター
- 高木希世子 - 元タレント
- 高見侑里 - タレント、キャスター、セント・フォース所属、2008年ミス立教
- 辻村ゆりな - タレント、元グラビアアイドル
- 長崎莉奈 - タレント
- 長沢裕 - タレント、キャスター
- 堀田茜 - タレント、2012年準ミス立教
- 眞玉美紀 - 元タレント
- 水沢はるか - タレント、1997年ミス立教
- 三原勇希 - タレント
- 紫彩乃 - 元AV女優
- 村田倫子 - タレント

### スポーツ

#### 野球
あ行
- 青野修三 - 元プロ野球選手
- 赤池彰敏 - 元プロ野球選手、国鉄スワローズ
- 赤塚瑞樹 - プロ野球選手、ベースボール・チャレンジ・リーグ、スイッチピッチャー
- 浅田肇 - 元プロ野球選手、国鉄スワローズ
- 東実 - 元プロ野球選手、南海ホークス
- 石川陽造 - 元プロ野球選手、東映フライヤーズ、中退
- 石原照夫 - 元プロ野球選手
- 石丸藤吉 - 元プロ野球選手、中退
- 伊藤経盛 - 元プロ野球選手、中退
- 稲川誠 - 元プロ野球選手、大洋ホエールズ
- 上野裕平 - 元プロ野球選手、読売ジャイアンツ
- 大沢啓二 - 元プロ野球選手、元プロ野球監督（南海ホークス・ロッテオリオンズ・日本ハムファイターズ）、全国野球振興会理事長
- 太田紘一 - 元プロ野球選手、大阪タイガース、阪神タイガース、阪急ブレーブス、中退
- 大城滉二 - プロ野球選手、オリックス・バファローズ
- 岡村浩二 - 元プロ野球選手、中退
- 岡本凱孝 - 元プロ野球選手
- 小川亨 - 元プロ野球選手、近鉄バファローズ

か行
- 景浦將 - 元プロ野球選手、大阪タイガース、零代ミスタータイガース、景浦賢一の実兄、中退
- 片岡宏雄 - 元プロ野球選手、ヤクルトスワローズ
- 川村丈夫 - 元プロ野球選手、横浜ベイスターズ
- 菅利雄 - 元プロ野球選手
- 雁瀬治貞 - 元プロ野球選手
- 北原昇 - 元プロ野球選手、南海軍
- 木村保久 - 元プロ野球選手
- 清原初男 - 元プロ野球選手
- 熊谷敬宥 - プロ野球選手、阪神タイガース
- 五井孝蔵 - 元プロ野球選手、近鉄パールス
- 小西秀朗 - 元プロ野球選手
- 小林太志 - 元プロ野球選手、横浜DeNAベイスターズ

さ行
- 齋藤俊介 - プロ野球選手、横浜DeNAベイスターズ
- 齋藤章児 - 元学生野球指導者、元立大野球部監督
- 西郷準 - 元野球選手、西郷隆盛の孫
- 澤田圭佑 - プロ野球選手、オリックスバファローズ
- 荘司康誠 - プロ野球選手、東北楽天ゴールデンイーグルス
- 杉浦忠 - 元プロ野球選手、元プロ野球監督、南海ホークス・福岡ダイエーホークス
- 杉本公孝 - 元プロ野球選手、国鉄スワローズ、サンケイスワローズ、大洋ホエールズ
- 砂押邦信 - 元プロ野球監督（国鉄スワローズ）、元立大野球部監督

た行
- 高久保豊三 - 元プロ野球選手、中退
- 高野价司 - 元プロ野球選手、中退
- 高野百介 - 元プロ野球選手
- 高林孝行 - 元野球日本代表、アトランタ五輪銀メダル
- 高林恒夫 - 元プロ野球選手、元読売ジャイアンツ、神田神保町「東陽堂書店」店主、神田古書店街幹事長
- 多田野数人 - 元プロ野球選手、北海道日本ハムファイターズ
- 田中和基 - プロ野球選手、東北楽天ゴールデンイーグルス
- 田中美一 - アマチュア野球審判
- 谷木恭平 - 元プロ野球選手、中日ドラゴンズ
- 種茂雅之 - 元プロ野球選手、東映フライヤーズ、阪急ブレーブス
- 田部輝男 - 元プロ野球選手、西鉄ライオンズ、西日本パイレーツ、結城ブレーブス、東京カッブス、田部武雄の従兄弟
- 溜池敏隆 - 元プロ野球選手
- 田村伊知郎 - プロ野球選手、埼玉西武ライオンズ
- 槌田誠 - 元プロ野球選手
- 塚本博睦 - 元プロ野球選手、中退
- 坪内道典 - 元プロ野球選手、元プロ野球監督、大東京軍、ゴールドスター、中日ドラゴンズ、野球殿堂入り、中退
- 寺内一隆 - 元プロ野球選手
- 寺本勇 - 元プロ野球選手、元プロ野球審判
- 土井正三 - 元プロ野球選手、元プロ野球監督（元読売ジャイアンツ・オリックス・ブルーウェーブ）
- 戸村健次 - 元プロ野球選手、元東北楽天ゴールデンイーグルス

な行
- 中沢春雄 - 元プロ野球選手
- 長嶋一茂 - 元プロ野球選手、ヤクルトスワローズ・読売ジャイアンツ、読売ジャイアンツ特別顧問、タレント・スポーツキャスター
- 長嶋茂雄 - 元プロ野球選手、元プロ野球監督、読売ジャイアンツ終身名誉監督
- 永利勇吉 - 元プロ野球選手、阪急ブレーブス、西日本パイレーツ、西鉄ライオンズ
- 西本幸雄 - 元プロ野球選手、元プロ野球監督、阪急ブレーブス・近鉄バファローズ
- 根本和也 - 元プロ野球選手、関西独立リーグ・ベースボール・チャレンジ・リーグ
- 野口裕美 - 元プロ野球選手、西武ライオンズ

は行
- 拝藤宣雄 - 元プロ野球選手
- 畑俊二 - 元社会人野球選手、電電東京、国士舘大学硬式野球部元監督、四国学院大学硬式野球部元監督
- 服部敏和 - 元プロ野球選手
- 浜中祥和 - 元プロ野球選手
- 早川大輔 - 元プロ野球選手、横浜ベイスターズ
- 広池浩司 - 元プロ野球選手、広島東洋カープ
- 廣瀬寛 - 元社会人野球選手
- 二神武 - 元野球選手、大連満鉄クラブ、飛田穂洲の下で野球部の四大学野球連盟（現・東京六大学野球連盟）加入を実現した立役者、第1回都市対抗野球大会優勝メンバー
- 古田昌幸 - 元社会人野球選手、野球殿堂入り
- 堀本律雄 - 元プロ野球選手、読売ジャイアンツ、大毎オリオンズ

ま行
- 松本直樹 - プロ野球選手、東京ヤクルトスワローズ
- 丸山完二 - 元プロ野球選手
- 村上公康 - 元プロ野球選手、中退
- 望月充 - 元プロ野球選手
- 本屋敷錦吾 - 元プロ野球選手、阪急ブレーブス・阪神タイガース
- 森滝義巳 - 元プロ野球選手、国鉄スワローズ、史上7人目の完全試合達成者
- 森本潔 - 元プロ野球選手、中退

や行
- 矢頭高雄 - 元プロ野球選手、大映ユニオンズ、大毎オリオンズ、日本ハムファイターズ監督代行
- 矢作公一 - 元プロ野球選手、日本ハムファイターズ、スポーツライター
- 山口富士雄 - 元プロ野球選手、阪急ブレーブス、大洋ホエールズ、中退
- 山下勝 - 元野球選手、山下ゴム創業者・代表取締役社長、飛田穂洲と共にポール・ラッシュを支え、夏の甲子園大会復活に尽力
- 山田利昭 - 元プロ野球選手、毎日オリオンズ、高橋ユニオンズ、東映フライヤーズ
- 横山忠夫 - 元プロ野球選手、読売ジャイアンツ
- 好村三郎 - 元野球選手、朝日新聞社元運動部長、立大野球部選手兼監督・野球部初の三割打者

わ行
- 綿貫惣司 - 元プロ野球選手、中退

#### サッカー
- 安藤正俊 - 元サッカー選手、フジタ工業クラブサッカー部
- 大村和市郎 - 元サッカー日本代表、田辺製薬サッカー部
- 大久保賢 - 元サッカー選手、名古屋相互銀行サッカー部、永大産業サッカー部元監督
- 川上信夫 - 元サッカー日本代表、日立製作所サッカー部
- 川西武彦 - 元サッカー日本代表、東洋工業サッカー部
- 木下創太 - サッカー指導者、FC町田ゼルビア分析担当コーチ
- 桐蒼太 - プロサッカー選手、いわてグルージャ盛岡
- 久保庭良太 - プロサッカー選手、ジェフユナイテッド千葉
- 小林慶太 - プロサッカー選手、ロアッソ熊本
- 菅本岳 - プロサッカー選手、FC神楽しまね、元いわてグルージャ盛岡
- 鈴木保 - 元サッカーU-19日本代表、元サッカー女子日本代表監督、日産自動車サッカー部創設メンバー・元監督、立教大学体育会サッカー部元監督
- 鈴木良三 - 元サッカー日本代表、日立製作所サッカー部、メキシコシティ五輪銅メダル、2010年日本サッカー殿堂入り
- 高林隆 - 元サッカー日本代表、田辺製薬サッカー部
- 高森泰男 - 元サッカー日本代表、日本鋼管サッカー部元監督、1956年メルボルンオリンピック出場
- 田尻大基 - サッカー指導者、ジュビロ磐田分析担当テクニカルスタッフ
- 田中舜 - 元プロサッカー選手、いわてグルージャ盛岡、アスルクラロ沼津
- 田中等志 - サッカー指導者、FC琉球フィジカルコーチ
- 日高憲敬 - 元サッカー日本代表、新日本製鐵サッカー部
- 前迫雅人 - サッカー指導者、浦和レッズコーチ
- 横山謙三 - 元サッカー日本代表・日本代表元監督、浦和レッズ元監督、メキシコシティ五輪銅メダル、2006年日本サッカー殿堂入り
- 渡辺正 - 元サッカー日本代表・日本代表元監督、新日本製鐵サッカー部、メキシコシティ五輪銅メダル、2006年日本サッカー殿堂入り

#### ラグビー
- 麻生典宏 - リコーブラックラムズ東京
- 相良隆太 - 三菱重工相模原ダイナボアーズ
- 床田聖悟 - 日野レッドドルフィンズ
- 中澤健宏 - リコーブラックラムズ東京、元7人制日本代表
- 中村洋平 - 元リコーブラックラムズ、福岡サニックスブルース、現ラグビー部ヘッドコーチ
- 西田創 - 元NECグリーンロケッツ、元ラグビー部ヘッドコーチ
- 宣原甲太 - 元神戸製鋼コベルコスティーラーズ
- 眞壁貴男 - リコーブラックラムズ東京
- 眞壁照男 - 東芝ブレイブルーパス東京
- 山田龍之介 - 釜石シーウェイブス、NECグリーンロケッツ

#### バスケットボール
- 荒井利一 - 元バスケットボール選手、元オリンピックバスケットボール日本代表
- 大島康邦 - 元バスケットボール選手、元オリンピックバスケットボール日本代表
- 海保宣生 - 元バスケットボール選手、元オリンピックバスケットボール日本代表、鹿島アントラーズ・エフ・シー常務取締役、山形県スポーツ振興21世紀協会理事長
- 金川英雄 - 元バスケットボール選手、元オリンピックバスケットボール日本代表
- 紺野仁 - 元バスケットボール選手、元オリンピックバスケットボール日本代表
- 斎藤博 - 元バスケットボール選手、元オリンピックバスケットボール日本代表、元バスケットボール日本代表コーチ
- 東海林周太郎 - 元バスケットボール選手、元オリンピックバスケットボール日本代表、元バスケットボール日本代表監督
- 杉山武雄 - 元バスケットボール選手、元オリンピックバスケットボール日本代表
- 張利鎮 - 元バスケットボール選手、元オリンピックバスケットボール日本代表、元オリンピックバスケットボール韓国代表
- 冨山晋司 - バスケットボール指導者、バスケットボール日本代表テクニカルスタッフ、千葉ジェッツ元ヘッドコーチ
- 奈良節雄 - 元バスケットボール選手、元オリンピックバスケットボール日本代表、元バスケットボール日本代表コーチ
- 野村久秀 - 元バスケットボール選手、元極東選手権競技大会（極東オリンピック）日本代表
- 梅勝夫 - 元バスケットボール選手、元オリンピックバスケットボール日本代表
- 服部信雄 - 元バスケットボール選手、元オリンピックバスケットボール日本代表
- 前田昌保 - 元バスケットボール選手、元オリンピックバスケットボール日本代表、元バスケットボール日本代表コーチ
- 矢野祐未 - バスケットボール選手、新潟アルビレックスBBラビッツ
- 吉田正彦 - 元バスケットボール選手、元バスケットボール日本代表、元バスケットボール日本代表監督

#### アメリカンフットボール
- 小川徳治 - 日本アメリカンフットボール協会理事長、立教大学アメリカンフットボール部部長、立教大学野球部部長、2004年日本アメリカンフットボール殿堂入り、立教大学元教授
- 服部慎吾 - 元アメリカンフットボール選手、日本アメリカンフットボール協会理事長、2004年日本アメリカンフットボール殿堂入り

#### 競泳
- 新井茂雄 - 水泳選手、1936年ベルリンオリンピック800メートルリレー金メダル
- 鵜藤俊平 - 水泳選手、1936年ベルリンオリンピック400メートル自由形銀メダル、1500メートル自由形銅メダル
- 斎藤巍洋 - 水泳選手、1924年パリオリンピック100m背泳ぎ6位入賞、立教初のオリンピック選手
- 田口正治 - 水泳選手、1936年ベルリンオリンピック800メートルリレー金メダル
- 根上博 - 水泳選手、1936年ベルリンオリンピック400メートル自由形5位入賞

#### 陸上
- 岡田久美子 - 競歩選手、2016年リオデジャネイロオリンピック・2020年東京オリンピック日本代表
- 沢田優蘭 - パラ陸上競技選手、2008年北京パラリンピック日本代表、2020年東京パラリンピック銅メダリスト

#### 格闘技
- 岡田晃一 - 元プロボクサー
- 岡田博文 - 空手家
- 荻野貞行 - 初代日本ジュニアフェザー級（現・スーパーバンタム級）チャンピオン、帝拳ジム創設者、日本ボクシングの母
- 鈴木なな子 - プロボクサー、第5代日本女子ミニマム級チャンピオン
- 本田明彦 - プロボクシング・プロモーター、帝拳ジム会長、ボクシング殿堂入り
- 山口元気 - キックボクサー、REBELS設立者
- 山下奈々 - プロボクサー
- 増田陸 - プロボクサー、第78代日本バンタム級チャンピオン
- 米倉宝二 - 元ボクサー、1964年東京オリンピック男子ライトウェルター級日本代表
- LEONA - プロレスラー、藤波辰爾の長男

#### ウィンタースポーツ
- 有賀豊文 - 元スピードスケート選手、日本スケート連盟理事
- 浅坂武次 - 元スピードスケート選手、1964年インスブルックオリンピック出場
- 猪谷千春 - アルペンスキー選手、日本人初の冬季オリンピックメダリスト、1956年コルチナ・ダンペッツオオリンピック男子回転銀メダル、国際オリンピック委員会（IOC）元副会長、紫綬褒章受章
- 河野義博 - 元スピードスケート選手、1956年コルチナ・ダンペッツオオリンピック出場
- 出嶋民雄 - 元スピードスケート選手、1968年グルノーブルオリンピック銅メダル
- 大橋和夫 - 元フィギュアスケート選手、元日本スケート連盟理事
- 城田憲子 - 元フィギュアスケート選手、元日本スケート連盟フィギュアスケート強化部長
- 中村健人 - 元フィギュアスケート選手、2010年四大陸フィギュアスケート選手権日本代表
- 河渕務 - 元アイスホッケー選手、元アイスホッケー日本代表監督、元日本アイスホッケー連盟副会長
- 菊池悠希 - 元ショートトラック選手、元ショートトラック女子日本代表、2018年平昌オリンピック・2022年北京オリンピック日本代表

#### 登山
- 奥原宰 - 登山家、1998年ガッシャーブルムII峰遠征隊偵察隊長、上高地西糸屋山荘3代目社長、上高地観光旅館組合長、信州登山案内人、山岳部OB
- 小原勝郎 - 登山家、1956年ヒマラヤ・マナスル初登頂隊副隊長・先遣隊リーダー（日本人で最初に8000M峰登頂に成功した登山隊）、山岳部OB
- 堀田弥一 - 登山家、1936年に日本最初のヒマラヤ登山遠征隊隊長を務める、山岳部OB
- 堀達憲 - 登山家、2017年ナンダ・コート（英語版）登山隊メンバー、三保原屋代表取締役、山岳部OB

#### その他の競技
- 荒木敏明 - 元フェンシング選手
- 安藤信和 - 日本アメリカンフットボール協会理事長、磐城平藩主安藤家16代当主
- 飯島愛美 - トライアスロン選手、中退
- 木野実 - 元ハンドボール選手、1972年ミュンヘンオリンピック・1976年モントリオールオリンピックハンドボール全日本男子代表、環太平洋大学体育学部体育学科教授
- 杉原鏘一郎 - 元自転車競技選手、1964年東京オリンピック・1968年メキシコシティーオリンピック・1972年ミュンヘンオリンピック日本代表監督
- 藤田雄大 - 熱気球競技選手、日本人初の熱気球世界選手権優勝者
- 堀池薫子 - チアリーダー
- 野中生萌 - スポーツクライミング選手、2020東京オリンピック銀メダル、大学施設利用者
- 若杉遥 - ゴールボール女子日本代表、2012年ロンドンパラリンピック金メダリスト、2020年東京パラリンピック銅メダリスト

### その他の著名人物
- 安倍昭恵 - 第90・96・97・98代内閣総理大臣安倍晋三の妻、大学院修了
- 戸田久実 - アンガーマネジメントコンサルタント、企業研修講師、著作家
- 荻田尚子 - パティシエ
- 加計孝太郎 - 加計学園理事長
- 梶原公子 - 教育者
- 加茂元照 - 園芸研究家
- きじまりゅうた - 料理研究家
- 小林深緑郎 - ラグビージャーナリスト
- 世界のヨコサワ - プロポーカープレイヤー、中退
- 高見泰地 - 将棋棋士
- 田中悠一 - 将棋棋士
- 兆乾 - 囲碁女流棋士
- 永谷亜矢子 - 実業家、立教大学経営学部客員教授、東京ガールズコレクション初代プロデューサー
- 馬場裕一 - プロ雀士
- 藤明里 - 日本初の女性旅客機機長

## 名誉博士号受賞者（一部）
出典：名誉博士授与者 / Honorary Doctorate（立教大学） （西暦は授与年）
- ジェフリー・フィッシャー（英語版） - イングランド国教会聖職者、第99代カンタベリー大主教 （1959年）
- アーサー・リクテンバーガー（英語版） - 第21代米国聖公会首座主教 （1959年）
- フレデリック・コガン - イングランド国教会聖職者、ヨーク大主教、第101代カンタベリー大主教 （1963年）
- ミルトン・フリードマン - シカゴ大学教授、ノーベル経済学賞受賞者 （1963年）
- フリードリヒ・ハイエク - シカゴ大学名誉教授、フライブルグ大学教授、ノーベル経済学賞受賞者 （1964年）
- アーサー・バーンズ - コロンビア大学教授、第10代連邦準備制度理事会 (FRB) 議長、全米経済研究所（NBER）所長 （1965年）
- エドウィン・O・ライシャワー - 第17代駐日アメリカ合衆国大使 （1965年）
- マイケル・ラムゼー（英語版） - イングランド国教会聖職者、第100代カンタベリー大主教 （1973年）
- ヨセフ・北川三夫 - シカゴ大学神学部長、立教大学卒 （1977年）
- ハンナ・グレイ（英語版） - シカゴ大学学長、全米の主要大学初の女性学長 （1979年）
- ロバート・ランシー - イングランド国教会聖職者、第102代カンタベリー大主教 （1987年）
- トーマス・フォーリー - 第25代駐日アメリカ合衆国大使 （2000年）
- ビル・ゲイツ - マイクロソフト会長 （2000年）
- ボブ・ホーク - 第23代オーストラリア首相 （2003年）
- フランク・T・グリズウォルド（英語版） - 第25代米国聖公会総裁主教 （2005年）
- クルト・マズア - 指揮者 （2006年）
- ムハマド・ユヌス - グラミン銀行総裁、ノーベル平和賞受賞者 （2007年）
- ローワン・ウィリアムズ - イングランド国教会聖職者、第104代カンタベリー大主教 （2009年）
- ジョン・ルース - 第28代駐日アメリカ合衆国大使 （2013年）